# Diego Maradona
Diego Armando Maradona (Lanús, Buenos Aires, 30 de octubre de 1960-Dique Luján, Buenos Aires, 25 de noviembre de 2020) fue un futbolista y entrenador argentino. Como jugador, se desempeñó en la posición de mediocampista ofensivo o delantero, siendo considerado por numerosos especialistas, exfutbolistas y personalidades internacionales como «uno de los mejores futbolistas en la historia».
Maradona ha sido catalogado por diferentes medios, como el «mejor jugador en la historia de la Copa Mundial», de la cual fue designado como el mejor jugador en su edición de 1986. En los premios a Jugador del Siglo de la FIFA fue seleccionado como el «mejor futbolista del siglo xx» en la votación popular, obtuvo la tercera posición en la votación de los expertos seleccionados por la FIFA, y logró la quinta ubicación en la votación realizada por la IFFHS. En la edición de los Premios Globe Soccer 2012 fue distinguido como el mejor «Jugador del Siglo xx». Maradona es considerado una de las figuras más históricas de la República Argentina, y uno de sus mayores representantes en el resto del mundo. Asimismo, su persona ha sido motivo de las más variadas referencias en la cultura popular argentina y napolitana.
Criado en el barrio bonaerense de Villa Fiorito, fue fichado para las divisiones juveniles de Argentinos Juniors, donde pasó cinco temporadas obteniendo el récord de ser el máximo goleador del campeonato argentino cinco veces consecutivas. En 1981, fue traspasado a Boca Juniors, donde obtuvo el Campeonato Metropolitano, su único título en Argentina. Tras el Mundial de España de 1982, Maradona se convirtió en el primer futbolista en lograr el récord de ser el traspaso más caro del mundo dos veces, al ser transferido al Barcelona por 7,30 millones de euros y luego al Napoli de Italia por 12 millones de euros. En España, Diego obtendría tres títulos nacionales antes de acabar en Italia en 1984. Allí, Maradona se convirtió en una de las figuras públicas más importantes de Nápoles, al llevar al equipo a lograr el scudetto en dos oportunidades (1987, 1990) y la Copa de la UEFA, el único título internacional de la institución. Luego de siete temporadas como napolitano, en la que acabó como el máximo goleador histórico, Maradona abandonó Italia luego de obtener su primer positivo por dopaje en la temporada 1990-91. En la etapa final de su carrera, jugó en Sevilla y Newell's Old Boys para acabar regresando a Boca Juniors en 1995 y terminar de retirarse en 1997.
Con la Selección Argentina, Maradona fue campeón del Mundial Juvenil de 1979, y con los mayores del Mundial de México de 1986 como capitán del equipo, en la que protagonizaría una de las actuaciones individuales más destacadas de la historia del deporte, al anotar los dos célebres goles que dieron la victoria a su selección en el partido contra Inglaterra en los cuartos de final, el primero de ellos conocido como «la mano de Dios» y el segundo como el «Gol del Siglo», señalado por una votación de la FIFA como el mejor en la historia de los mundiales del siglo XX. En Italia 1990, Argentina casi repetiría la misma gesta, pero acabaría como subcampeón. Después de tres años de ausencia por sus problemas de dopaje, Maradona regresó para ayudar en la clasificación de Argentina para el Mundial de Estados Unidos de 1994, torneo en el que Diego volvería a dar positivo en drogas al encontrarse efedrina en sus muestras, siendo expulsado de la competición, lo que contribuyó a la posterior eliminación de Argentina en octavos de final. Esta sería su última participación a nivel selecciones como jugador.

## Biografía
Maradona nació el 30 de octubre de 1960 en el Hospital Interzonal de Agudos Evita, de Lanús Oeste, de manera circunstancial. Fue el quinto de ocho hijos, y el primer varón, del matrimonio entre Diego Maradona (1927-2015) y Dalma Salvadora "Tota" Franco (1930-2011). Sus hermanos fueron Ana María, Rita "Kitty", Elsa "Lili", María Rosa "Mary", Claudia "Cali", Raúl y Hugo, estos últimos también fueron futbolistas. Su familia, originaria de Esquina, provincia de Corrientes y de ascendencia gallega, estaba afincada en Villa Fiorito, partido de Lomas de Zamora, localidad ubicada en el primer cordón de la zona sur del conurbano bonaerense.
Desde los primeros momentos en que jugó a la pelota, se inclinó a la práctica del fútbol ofensivo. Si bien desarrolló su juego en un potrero de Fiorito denominado "Las Siete Canchitas", su primer contacto con el mundillo del fútbol se produjo en 1969, cuando realizó la prueba para entrar en las divisiones inferiores del club Argentinos Juniors. Los Cebollitas era el nombre del equipo de la clase 1960, creado por Francisco Cornejo para disputar los Juegos Nacionales Evita del año 1973 y 1974, ya que los equipos no se podían anotar bajo el nombre de la institución. El equipo ganó ese torneo y el campeonato de la 8.ª división en 1974, y el plantel permaneció con Cornejo hasta que cumplieron los 14 años, edad en la que Argentinos podía ficharlos en la Asociación del Fútbol Argentino.
Este equipo, que llegó a conseguir un invicto de 136 partidos, disputó torneos no solo en la Argentina, sino en países como Perú y Uruguay. El 28 de septiembre de 1971, con solo diez años, apareció por primera vez en el diario Clarín. La nota decía que "había un pibe con porte y clase de 'crack', aunque en la nota lo llamaban "Caradona". También comenzó a ser conocido por los simpatizantes de Argentinos Juniors, ya que durante el entretiempo de los partidos de la Primera División los entretenía haciendo malabares con la pelota. Debido a esta habilidad, fue convocado a uno de los programas de televisión de mayor audiencia de la época, Sábados Circulares conducido por Pipo Mancera.

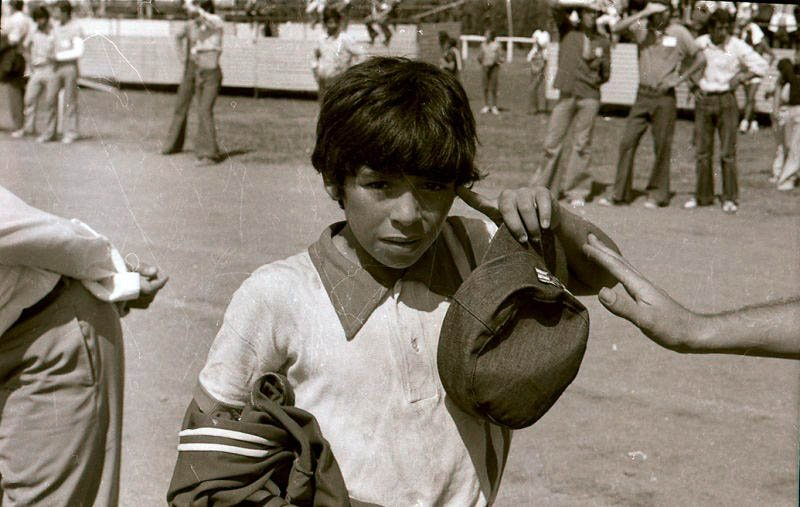
Maradona en 1973, durante el torneo Evita.

## Trayectoria en clubes

### Inicios en Argentinos Juniors (1976-1980)

#### Temporada debut
El debut de Maradona con Argentinos Juniors ya generaba alta expectativa en el club, aunque tuvo que ser retrasado, debido a que tuvo que pagar una suspensión de cinco fechas por una expulsión en un partido ante Vélez por la séptima categoría de juveniles. "Yo tengo la costumbre de hablar demasiado en la cancha. El referí me echó después del final y me dieron cinco fechas de suspensión" recordó Maradona años después.

Su debut finalmente se produjo el 20 de octubre de 1976, a diez días de cumplir los 16 años de edad, por un partido del Campeonato Nacional, oportunidad en que su equipo Argentinos Juniors enfrentaba a Talleres, uno de los mejores equipos del país en ese momento. Maradona era suplente, y en el entretiempo el entrenador del equipo, Juan Carlos Montes, le pidió que ingresara y realizara un «caño» —pasar la pelota por entre las piernas a otro jugador—. Ingresó con la camiseta número 16, como reemplazante de Rubén Aníbal Giacobetti al comenzar el segundo tiempo. En la primera jugada que participó le realizó un caño a Cabrera, marcador central de Talleres, entusiasmando a la hinchada local. En referencia a esa tarde, Maradona dijo: «ese día toqué el cielo con las manos». Después del juego, Maradona recibió incluso una pequeña tarifa, pero la mayor recompensa fue el respeto de los fanáticos, así como las reseñas de prensa:

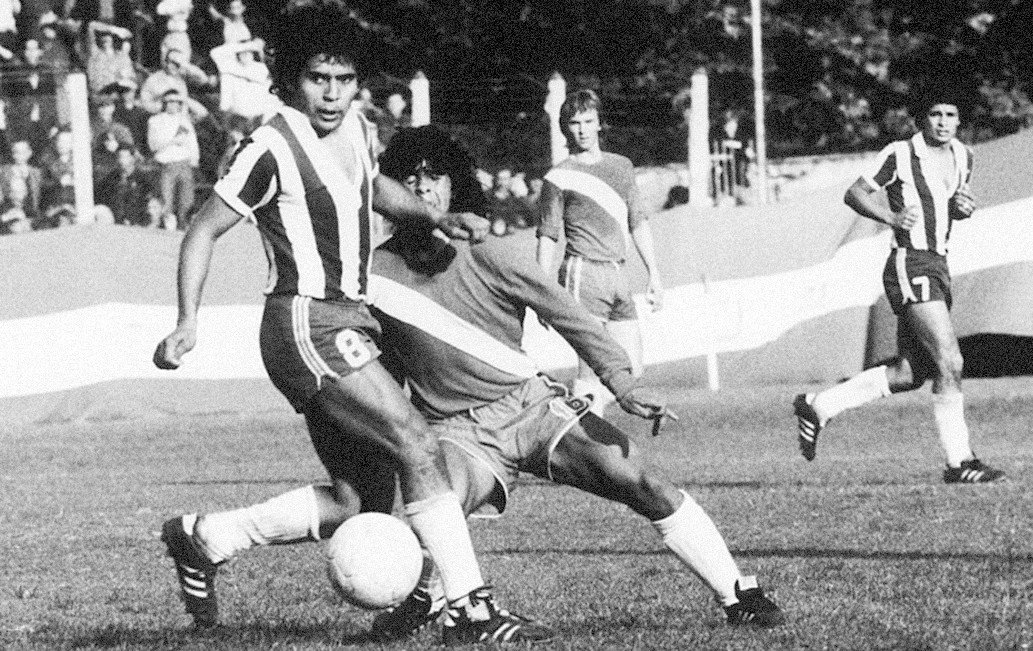
Maradona, realizando un caño en su primera jugada el día de su debut como profesional.

“La entrada del chico Maradona (el 30 del corriente cumple 16 años) le dio mayor movilidad al ataque, pero no fue la solución para sellar en la valla cordobesa esa mayor tenencia del balón. Porque Maradona -un gran habilidoso- no tuvo con quien tocar”
En el siguiente partido contra Newell's Old Boys, Maradona entró en la alineación titular. Sin embargo, el partido resultó infructuoso tanto para Diego como para el club, que perdió 4 a 2. Al mes siguiente, el 14 de noviembre, convirtió su primer gol en un partido frente a San Lorenzo de Mar del Plata. Esa tarde convirtió otro tanto más. El arquero era Rubén Alberto Lucangioli. Esos fueron sus únicos goles durante ese 1976 para Maradona.

#### Consolidación y exclusión del Mundial 78
En 1977 Maradona ya se consolidó en la alineación titular del equipo, e hizo una gran temporada para El Bicho, jugando 49 partidos y anotando 19 goles, a la par de su debut oficial con la selección argentina. Durante un partido contra Huracán por el Metropolitano, se dice que Maradona convirtió uno de los mejores goles de la historia, al eludir a todo el equipo rival desde la mitad de cancha. Este hecho fue representado más tarde en la película de Jorge Porcel "Te rompo el rating", en la que el actor esta vez le interrumpía la jugada. En diciembre, sufrió la primera expulsión de su carrera, jugando contra Belgrano en el Gigante de Alberdi. Argentinos acabaría 9° en el Metropolitano, y no lograría pasar a la fase final del Nacional. Sin embargo, debido a su muy buen año, los principales clubes sudamericanos y europeos comenzaron a "ojear" al joven talento argentino, pero Diego rechazó a todos, prefiriendo prepararse para el Mundial en un ambiente tranquilo, donde Maradona era uno de los candidatos para ser seleccionado.

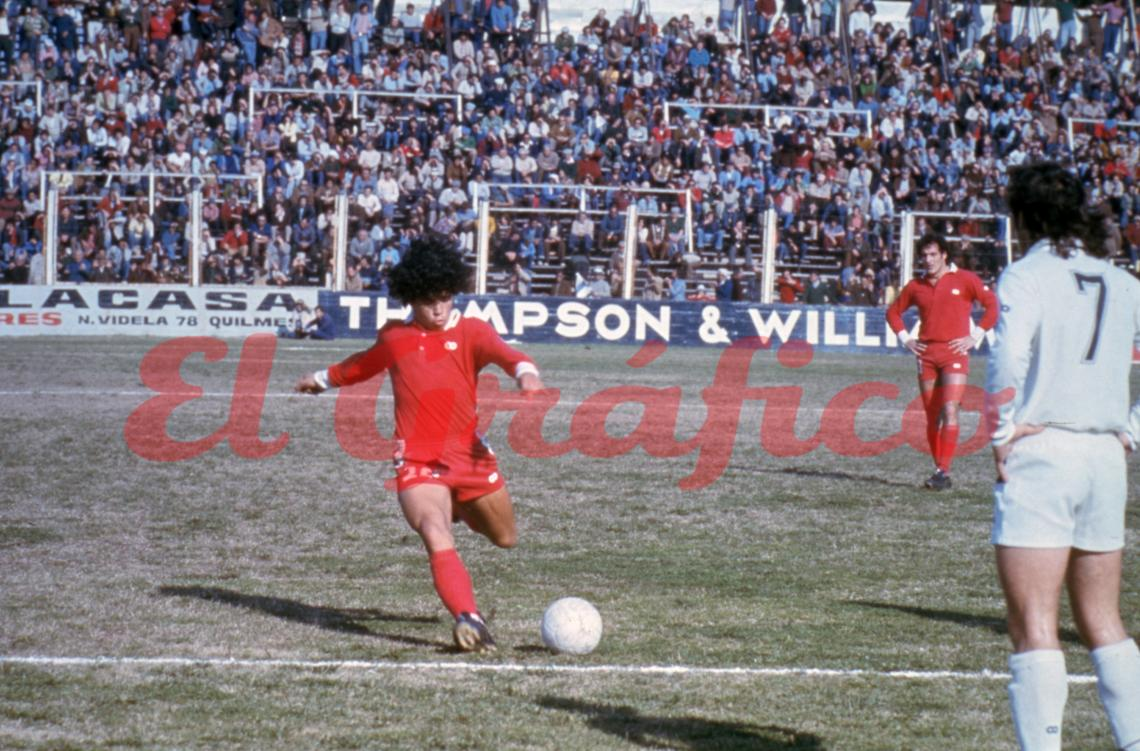
Maradona ante Chacarita en 1978.

Para inicios de 1978, Diego se perfilaba para ser uno de los incluidos en el Mundial que se celebraba en Argentina. Durante el Metropolitano 1978, su promedio goleador incrementó considerablemente, pasando de 0.35 del año pasado a 0.71 durante el actual campeonato. Sin embargo, a pesar de su figura creciente en el fútbol argentino, para Menotti, el entrenador de la Selección en ese momento, Diego no era más que una figura de cambio y un proyecto a futuro, habiendo disputado solo 4 partidos a esa altura con el combinado nacional. Así fue como, a pesar de entrar en la lista de pre-convocados, el 19 de mayo de 1978 Menotti anunció los convocados al Mundial y dejó sorpresivamente afuera a Maradona. Dos días después, Diego disputó un partido con Argentinos ante Chacarita por el Metropolitano, donde anotó dos goles y le concedieron un penal. En el vestuario, declararía lo siguiente:
«Lo de hoy no es una revancha para mí. De ninguna manera. El señor Menotti creyó que yo era el cuarto 10 y me tuve que ir. Yo respeto su posición porque él es el técnico, pero eso no quiere decir que la comparta. Cuando me comunicaron que quedaba desafectado me dolió muchísimo. ¿Explicaciones? No, no me las dieron de ningún tipo. Tampoco las precisaba. Valencia es el mejor 10 y debe jugar, sin desmerecer a Alonso ni a Villa. Pero es el que tiene más visión de conjunto».
Con la irrupción de Diego, Argentinos Juniors mejoraría su rendimiento del año anterior y acabaría 5° en el Metropolitano. Maradona acabaría como máximo goleador del torneo por primera vez en su carrera, con 21 goles, en conjunto con Luis Andreuchi. En el Nacional, Diego jugaría 4 partidos y anotaría 4 goles en una deplorable actuación del equipo que de nuevo no pudo entrar en la fase final. En este año, designó oficialmente como su representante a Jorge Czysterpiller, quien lo había representado hasta el momento pero sin que los uniera ninguna relación contractual.
Durante el verano del 78, Maradona estuvo muy cerca de ser traspasado al Sheffield United. El nuevo entrenador del equipo inglés, Harry Harlem, llegó a Argentina por medio de Antonio Rattín para ver los partidos del joven talento que le habían hablado. Harlem quedó muy impresionado por las habilidades de Diego, y se estableció un pre-acuerdo con Argentinos por 200 000 libras. Sin embargo, el club inglés se permitía pagar solo 160 000, por lo que el pase se cayó, y el club acabó fichando a otro mediapunta argentino, Alejandro Sabella. Según el hijo de Harry, Keith, se llegó a un acuerdo entre su padre y la dirigencia de Argentinos por un monto de 400 000 libras, pero el director del club, John Hassel, rechazó el trato, diciendo: “No hay jugador de 18 años que valga 400 000 libras".

#### Récord goleador del fútbol argentino

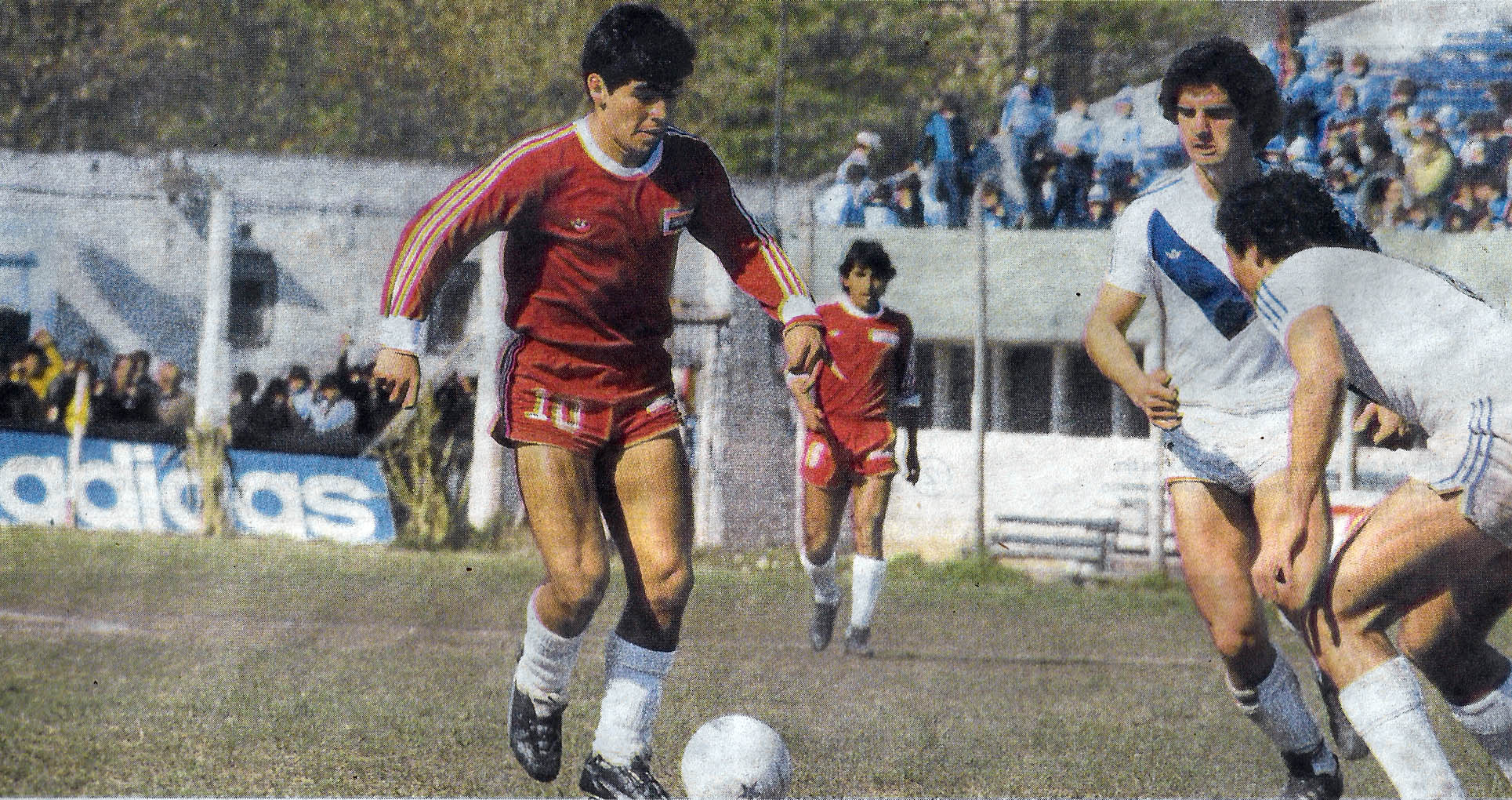
Diego jugando ante Vélez durante el Metropolitano 1979.

El 1979 de Maradona lo consagró como la máxima figura del fútbol argentino, distinguido principalmente por sus primeros éxitos en la Selección Argentina al ganar el Mundial sub-20 de Japón y disputar la Copa América. Por otro lado, con Argentinos Juniors, Diego volvió a consagrarse como el máximo goleador de la Primera División, tanto del Metropolitano como del Nacional, anotando 14 y 12 goles en ambos torneos, respectivamente. Al final de la temporada, en la que Argentinos acabó 3° en el Metropolitano y en el Nacional, Maradona ganó el Premio Olimpia al Futbolista Argentino del Año y el Olimpia de Oro al Deportista Argentino del Año, marcando un total de 26 goles en 26 partidos disputados.

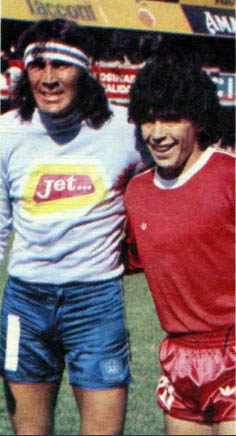
Gatti y Maradona, en la previa al partido en que Argentinos le ganó 5 a 3 a Boca con cuatro goles de Diego.

Al año siguiente, Maradona tuvo su mejor temporada en Argentinos Juniors. Volvió a ser en el máximo goleador de los dos campeonatos argentinos del año con 25 y 18 goles, lo que le permitió convertirse en el único jugador en la historia de la Primera División de Argentina en ser el máximo goleador del torneo en cinco ocasiones consecutivas. Sin embargo, el exceso de atención de la prensa y las constantes ausencias en los partidos claves del torneo de Maradona por la selección nacional influyeron negativamente en el rendimiento de Argentinos en las instancias finales, no pudiendo coronar un título y acabando subcampeón del Metropolitano que ganó River Plate. Ya en el mes de octubre, en vísperas del partido contra Boca Juniors, el arquero de Boca, Hugo Orlando Gatti, dijo en una entrevista que Maradona no era un mal jugador, pero los medios inflaban demasiado su importancia, y también lo tildó de "gordito". En respuesta, Maradona en la prensa llamó a Gatti envidioso, y a pesar de que Gatti intentó disculparse con Maradona en la previa del partido, Diego, enojado con las palabras del arquero, le marcó cuatro goles. Este partido es reconocido por muchos como el mejor partido de Maradona en Argentinos Juniors. La última vez que se lo vería a Diego con la camiseta del Bicho sería el 4 de febrero de 1981, en un amistoso ante Villa Dálmine.

### Primer paso en Boca Juniors y único título en Argentina (1981)

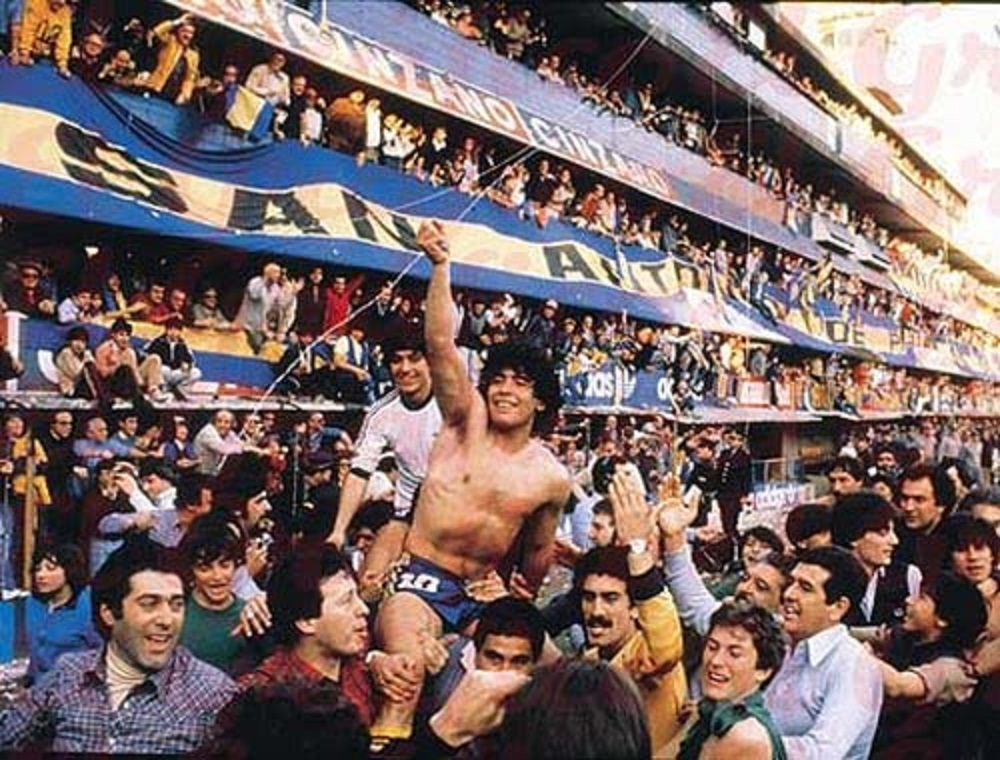
Maradona, en el festejo de la obtención del Torneo Metropolitano de 1981.

Aunque Maradona ya había recibido anteriormente ofertas para jugar en otros clubes, como el América de Cali colombiano, y el Sheffield United inglés, recién en 1981 se encontraba decidido a abandonar Argentinos Juniors, debido a sus constantes peleas con la directiva. La oferta más importante la había realizado River Plate, quien además le ofrecía ganar el mismo dinero que el jugador mejor pago del club y del país, Ubaldo Fillol. Sin embargo, Maradona acabaría desestimando los intereses del club millonario y en cambio empezó a ejercer presión para ser transferido a su máximo rival, Boca Juniors, de quien tenía una longeva afición por su parte y de su familia. Como el club pasaba por una mala situación económica y no se encontraba en condiciones de comprar su pase, los directivos se la arreglaron para adquirirlo en calidad de cedido a préstamo por un año y medio al equipo, compensando su compra con departamentos nuevos para él.
El contrato se firmó el 20 de febrero y debutó dos días después, nuevamente frente a Talleres. A diferencia de su debut con Argentinos, esta vez se desquitó y, con dos goles suyos, Boca superó a su rival por 4 a 1. Maradona jugó ese partido infiltrado, ya que durante el último entrenamiento con Argentinos había sufrido una molestia muscular en su pierna derecha. Sin embargo continuó jugando, hasta que el 8 de marzo se le detectó un pequeño desgarro que lo alejó de los estadios hasta el 29 de ese mes. Días después de su recuperación, el 10 de abril jugó su primer superclásico frente a River, en La Bombonera. El partido se disputó una noche lluviosa y terminó con el triunfo de Boca por 3 a 0, con dos goles de Miguel Brindisi y uno de gran calidad de Maradona, en el que dejó por el piso a Fillol y Tarantini con sucesivos amagues y gambetas.

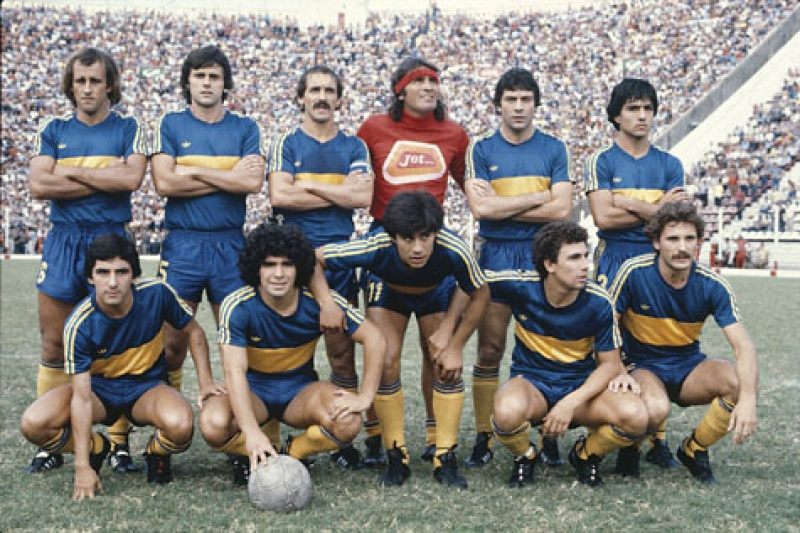
El equipo que obtuvo el Metropolitano, en 1981.

En sus primeros meses en Boca, Maradona sufrió varios inconvenientes. En un principio la relación con Silvio Marzolini, al igual que con muchos de los entrenadores que lo dirigieron, no era del todo buena ya que no le brindaba las mismas prerrogativas que poseía en Argentinos Juniors, y tenía ciertas exigencias, en cuanto a concentraciones y entrenamientos, que Maradona no soportaba. Además, el equipo sufría presiones de la barra brava de Boca. En una ocasión, tras empatar cuatro partidos en forma consecutiva, el jefe de la barra José Barritta, apodado El Abuelo, ingresó armado junto a varios integrantes de la hinchada para exigirles mejores resultados.
A pesar de estas presiones, el equipo logró hacer una buena campaña. El 9 de agosto, una fecha antes del final del Metropolitano de 1981, Boca tenía la posibilidad de consagrarse campeón si conseguía un empate frente a Rosario Central, en Rosario. Sin embargo, el partido, en el que Maradona erró un penal, terminó con un triunfo de los rosarinos por 1-0. La revancha sería una semana después frente a Racing Club de local, encuentro que terminó 1 a 1 y le brindó su único título conseguido en el fútbol argentino.
El Campeonato Nacional de 1981 fue un fracaso, ya que el equipo cayó en los cuartos de final frente a Vélez Sarsfield. Esta mala actuación se debió a la gran cantidad de partidos amistosos que disputaba Boca para mejorar su situación económica, que terminaron agotando a los jugadores. En enero de 1982 se disputó el Torneo de Verano, donde Maradona jugaría sus últimos encuentros en Boca ya que luego debió concentrarse con la selección para el Mundial de España. El último partido fue el 6 de febrero frente a River, el que finalizó con una derrota. Se alejaría de Boca Juniors jugando 40 partidos y convirtiendo 28 goles.

### Paso por F.C Barcelona (1982-1984)

#### 1982-83
Tras su participación en la Copa Mundial de Fútbol, en la que la selección argentina se hospedó en Barcelona, se oficializó su venta al Fútbol Club Barcelona. El club pagó 1200 millones de pesetas por su pase, el 80% del dinero fue para Argentinos Juniors que era dueño de su pase y el resto para Boca Juniors, que había recurrido a la justicia, para que desistiera de su accionar y se pudiese hacer el pase al exterior de la Argentina una cifra importante para la época. Maradona apareció por primera vez con la camiseta del Barcelona el 3 de agosto de 1982, en el estadio Hindenburg de Meppen en un amistoso contra el SV Meppen. El primer partido oficial fue el 4 de septiembre de 1982, donde, pese a que convirtió un tanto, su equipo cayó con Valencia por 2 a 1. En diciembre de 1982, habiendo disputado 13 partidos de la Liga y marcado 6 goles, se le detectó una hepatitis, por lo que debió abandonar los campos por tres meses. Se perdió 14 partidos de Liga y las eliminatorias de la Recopa de Europa, en la que el Barcelona, mermado por su ausencia, quedó eliminado. El entrenador alemán Udo Lattek, con el que Maradona había tenido diversas discusiones, fue destituido, y la directiva contrató como nuevo entrenador al argentino César Luis Menotti.

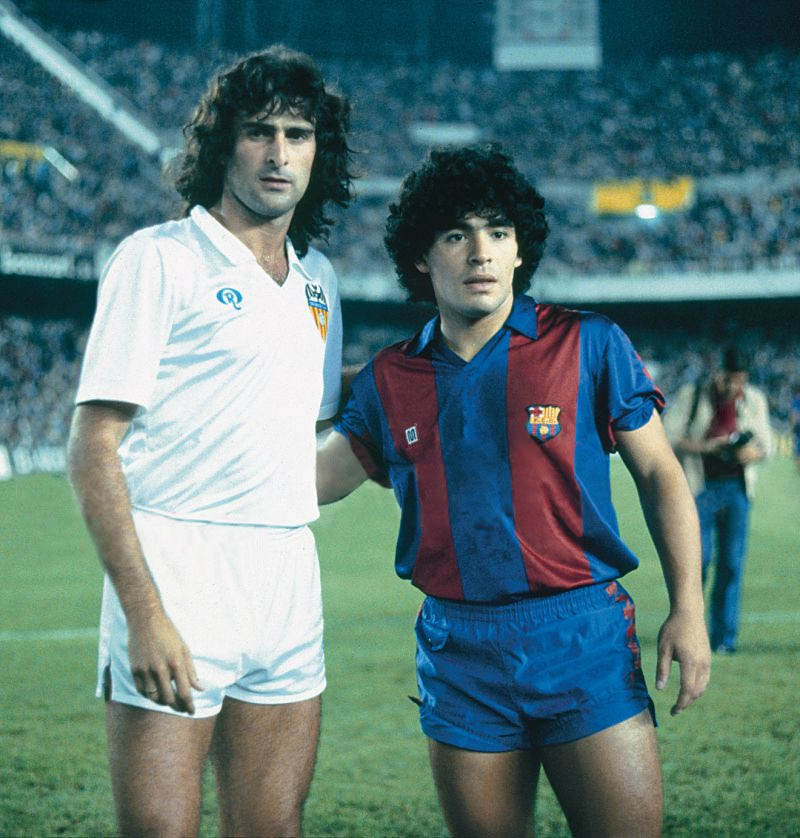
Maradona y Mario Alberto Kempes en un partido entre el Barcelona y el Valencia.

Maradona reapareció el 12 de marzo de 1983, en un partido contra el Betis, pero el Barcelona no pudo ya aspirar a la Liga y solo consiguió la cuarta posición, quedando a seis puntos del campeón, el Athletic Club. Maradona disputó 20 partidos de liga y anotó un total de 11 goles. Sin embargo, el Barça tuvo un excelente rendimiento en las copas domésticas, ya que el 4 de junio de 1983 ganó la Copa del Rey en Zaragoza frente al Real Madrid por 2 a 1 con goles de Víctor y Marcos. El 26 de ese mismo mes ganó la Copa de la Liga, también frente al Real Madrid, siendo Diego Maradona el autor de un gol en cada uno de los dos partidos de la final. El gol anotado en el Estadio Santiago Bernabéu, y que supuso la victoria barcelonista, provocó la ovación del público madridista, que reconoció la belleza del gol pese a ser marcado por el conjunto rival. A pesar de la baja de cuatro meses a causa de la hepatitis, la temporada 1982/83 se cerró bien, con dos títulos, y Maradona considerado una de las grandes estrellas del fútbol español.

#### 1983-84 y famosa lesión

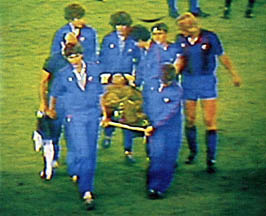
Maradona retirándose lesionado del campo de juego.

La temporada 1983-84 empezó muy mal para Maradona. El 24 de septiembre de 1983 se enfrentaron en el Camp Nou el Barcelona y el Athletic Club, en el partido correspondiente a la cuarta fecha de la Liga. Vencieron los locales por 4 a 0 pero, en el minuto 59, Maradona fue retirado en camilla lesionado y con el tobillo de la pierna izquierda roto (fractura del maléolo externo y del ligamento) después de una dura entrada de Andoni Goikoetxea.
Maradona fue operado en Barcelona por el doctor González Adrió, y pese a que las primeras evaluaciones diagnosticaron un periodo de recuperación de hasta seis meses, reapareció solo tres meses y medio después, el 8 de enero de 1984, cuando contribuyó con dos goles a que el Barcelona derrotase al Sevilla por 3-1. Al final, Maradona solo pudo jugar 16 partidos aquella temporada, en los que marcó un total de 11 goles, por lo que no pudo contribuir a que el Barcelona consiguiera el campeonato: quedó tercero.
Sí pudo contribuir, en cambio, a que el Barcelona llegase por segundo año consecutivo a la final de la Copa del Rey. Durante la semifinal, Maradona fue expulsado al ver una tarjeta roja, lo que en principio le impedía jugar la final. Sin embargo, la federación española decidió retirar la sanción al argentino. A pesar de eso, aquel partido supuso el punto final de Maradona en el Barcelona. La misma, disputada en el Estadio Santiago Bernabéu de Madrid el 5 de mayo de 1984, enfrentó al Barcelona con el Athletic Club, el vigente campeón de Liga, con el que los catalanes mantenían una dura rivalidad. El partido suponía el reencuentro entre Maradona y Goikoetxea, el jugador con el cual tuvo el choque que le provocó la lesión. La final estuvo rodeada de una gran tensión, tanto en los días anteriores del encuentro, con cruce de insultos, como durante el encuentro. Al final, ganó el Athletic por 1-0, pero lo peor llegó al término del encuentro. Cuando el árbitro pitó el final del partido, Maradona agredió al jugador del Athletic Miguel Ángel Sola. Los jugadores de ambos equipos se trenzaron en una batalla campal, con puñetazos y patadas incluidas, ante los ojos de todos los espectadores y de las principales autoridades españolas que estaban en el palco. Tras el escándalo originado varios jugadores fueron fuertemente sancionados: la Federación Española de Fútbol impuso a Maradona una sanción de tres meses sin poder jugar en las competiciones españolas.
Esa sanción que lo alejaba de los terrenos de juego españoles hasta diciembre de 1984, fue una de las razones que empujaron al presidente del Barcelona, José Luis Núñez, a aceptar una oferta del Napoli italiano para traspasar al argentino. También pesó el sentimiento de injusticia que tuvo Maradona ante la sanción, y su hartazgo respecto a los árbitros y las autoridades futbolísticas españolas. La sensación del jugador de que la directiva del F. C. Barcelona no lo había defendido en forma suficiente ante la Real Federación Española de Fútbol, aumentó el distanciamiento entre Maradona y el presidente Núñez, que anteriormente lo había criticado por considerar que no cuidaba lo suficiente su vida privada, ya que las salidas nocturnas empezaron a ser constantes en su vida. Años después, Maradona reconoció en su autobiografía Yo soy el Diego, que su marcha al Napoli también estuvo motivada por motivos económicos, ya que su entonces representante Jorge Czysterpiller había hecho una mala gestión de sus inversiones económicas. Maradona abandonó el Barcelona habiendo jugado un total de 58 partidos y marcado 38 goles.
El periodista Jimmy Burns, en la biografía de Maradona titulada La mano de Dios, reveló la agitada vida privada que Maradona había llevado en Barcelona, donde por primera vez tomó contacto con las drogas. En su autobiografía, Maradona confirma que su relación con la droga comenzó en esa época.

### Consagración en Napoli (1984-1990)

#### Primeras temporadas

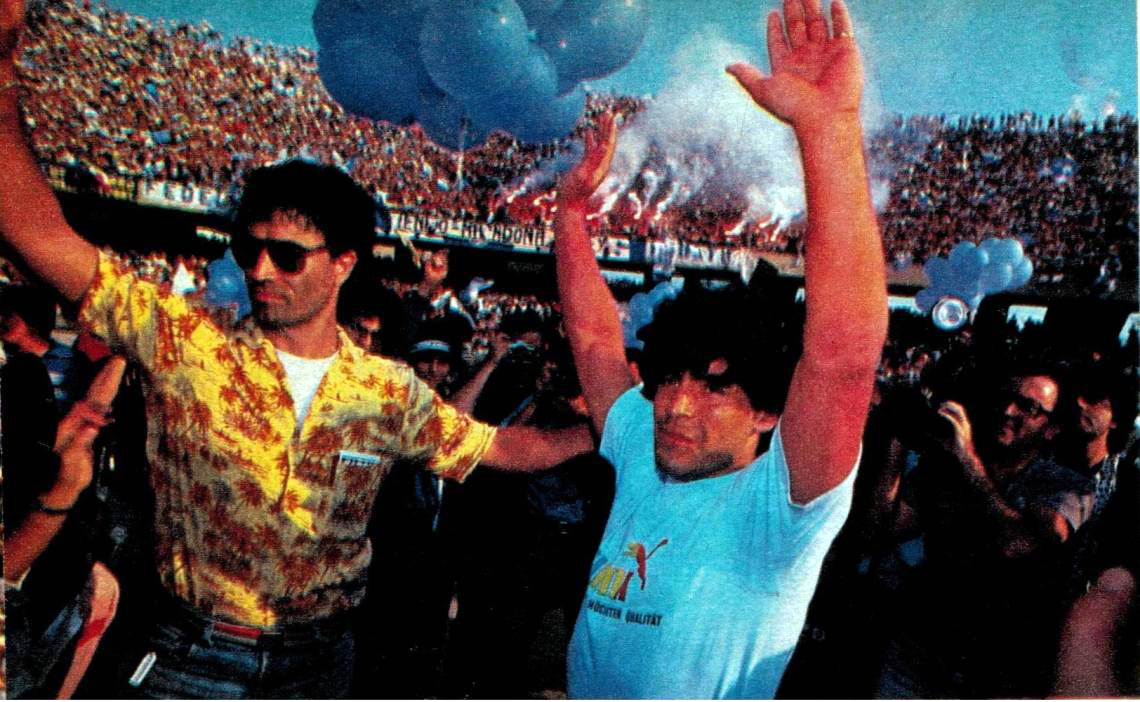
Maradona en su histórica presentación en Nápoles.

La oferta original del Napoli era un partido amistoso ante el Barcelona, con la idea de verlo jugar a Maradona en Italia. Aunque en un principio el Barcelona aceptó el partido, luego les confirmó a los italianos que Maradona no podía asistir porque estaba "enfermo", aunque en realidad querían evitar una posible lesión, que se había vuelto un problema constante para Diego en el club español. El presidente del Napoli, Corrado Ferlaino, afirmó que luego le habían dicho que en realidad Maradona estaba peleado con la dirigencia del Barcelona, por lo que Ferlaino aprovechó para realizar una oferta. Finalmente, el 29 de junio de 1984, se confirmó el pase de Maradona al Nápoles por 1.185 millones de pesetas (8 millones de euros) y cuatro años de contrato.
La presentación fue el 5 de julio de 1984, ante un Stadio San Paolo que contó con la asistencia de 75 000 hinchas del Napoli, en la que se estima que fue una de las presentaciones más grandes de la historia del fútbol. En la temporada anterior el equipo había evitado el descenso por un punto, por lo que los aficionados estaban entusiasmados por la llegada del jugador. El debut en la Serie A se produjo el 16 de septiembre de 1984 contra el Verona, con una derrota por 3 a 1. El equipo no encontraba el rumbo, en la primera rueda del torneo solo consiguió 9 puntos. Sin embargo, el 24 de febrero de 1985, en una jornada ante Lazio se produjo un punto de inflexión en el equipo, gracias a la descollante actuación de Maradona, que anotó un hat-trick, que incluyeron un gol olímpico y de vaselina. Gracias a eso, en la segunda ronda el equipo se recuperó y consiguió 24 puntos más en la liga ganada por el Hellas Verona. Maradona consiguió el tercer puesto en la tabla de goleadores, tras convertir 14 goles.
Con el buen desempeño de la temporada 1984-85, los dirigentes se dieron cuenta de que podían pelear el título, por lo que decidieron mejorar la plantilla contratando a jugadores que habían tenido un buen desempeño, como Claudio Garella y Bruno Giordano, a quien Diego había intentado convencer durante sus enfrentamientos en la cancha y quien acabaría volviéndose uno de sus grandes socios en la delantera. En la temporada 1985-86, la antesala al Mundial de México, el rendimiento de Maradona fue de menor a mayor en el año en el que el Nápoles consiguió una estupenda tercera posición en la liga ganada por la Juventus, logrando un lugar en la Copa de la UEFA. Maradona en esta ocasión convirtió apenas 11 goles. En octubre de 1985, Guillermo Cóppola se convirtió en su nuevo representante, en reemplazo de Czysterpiller.

#### Años históricos del club
Al regresar del Mundial en México, Maradona inició una excelente temporada con el Napoli. Tras el histórico tercer puesto conseguido la temporada anterior, el equipo se había motivado para superarse, sumado a los fichajes de Di Napoli y del goleador Andrea Carnevale. En esa temporada consiguieron el primer scudetto de la historia de la institución, y además ganaron la Copa de Italia. La combinación Scudetto/Copa Italia (doblete) fue un logro que solo habían podido conseguir hasta ese momento el Torino, la Juventus y el Inter, todos clubes del norte de Italia, que mantienen una sorda e histórica disputa con los del sur. Maradona convirtió diez goles en el torneo y fue el máximo goleador del título, que significaría su paso a la inmortalidad de la institución napolitana.

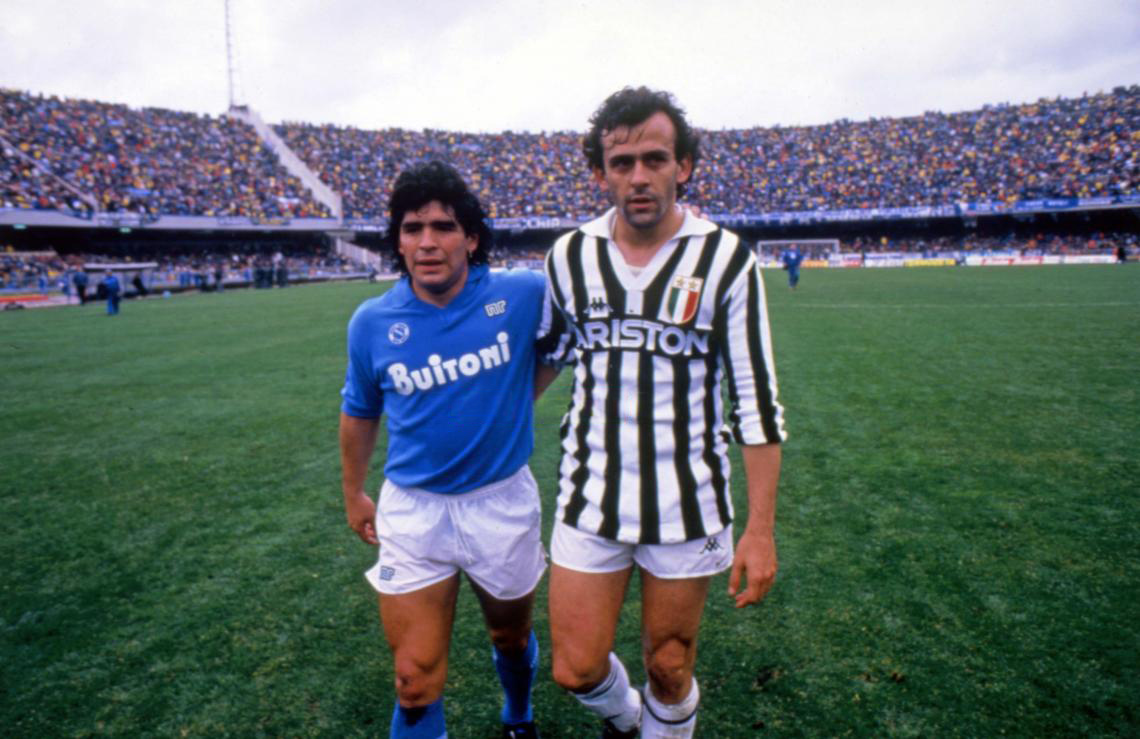
Maradona junto a Michel Platini, ambos considerados los dos mejores jugadores del mundo en ese momento.

Después de conseguir un scudetto y la Copa Mundial, Maradona se convirtió en uno de los jugadores más importantes del mundo. El empresario Silvio Berlusconi quería incorporarlo al AC Milan, sin embargo Maradona (con cierto compromiso social con el sur de Italia) renovó su contrato con el Nápoles hasta 1993, con un sueldo de cinco millones de dólares anuales. Durante esa temporada nacerían dos de sus hijos: Diego (fruto de una relación extramatrimonial y reconocido por Maradona 29 años después), el 20 de septiembre de 1986, y Dalma, el 2 de abril de 1987.
En la cuarta temporada, 1987-88, se sumó al plantel Careca, formando la fórmula MaGiCa (Maradona, Giordano y Careca). En los primeros 19 partidos el equipo había conseguido el 87% de los puntos, sin embargo a poco del final el desempeño del equipo comenzó a decaer y una derrota decisiva contra el Milan en el San Paolo, por la fecha 29, fue determinante para que ese otro equipo consiguiera la liga. El Nápoles se ubicó en la segunda ubicación, a tres puntos del puntero, y Maradona se consagró como goleador con 15 tantos. Muchos acusaron al equipo de vender el torneo, debido a las presiones de quienes manejaban las apuestas clandestinas. Algunos jugadores, y en especial Maradona, fueron relacionados con la camorra, algo que nunca fue probado.

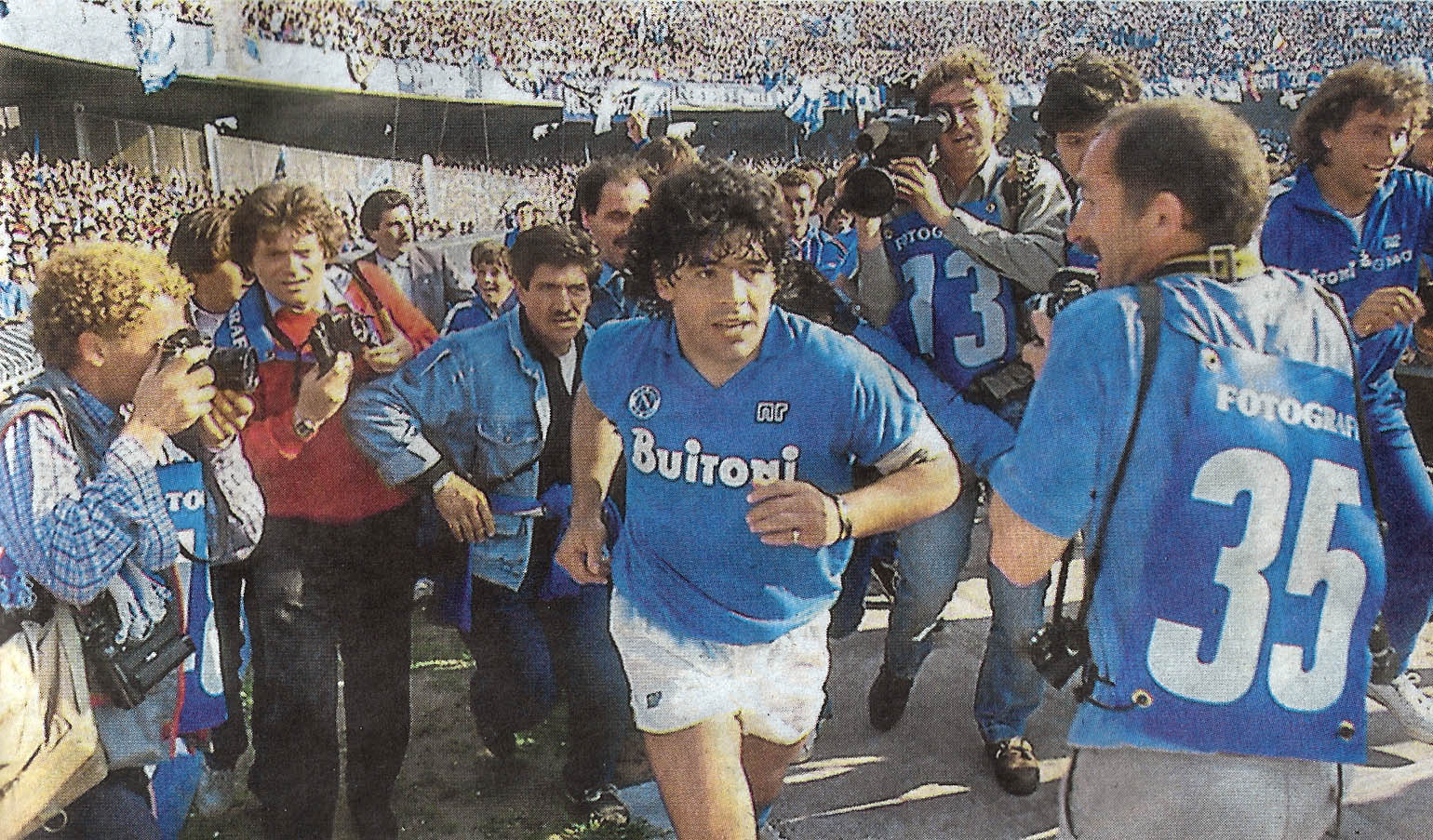
Maradona saliendo a jugar con Napoli.

La temporada 1988-89 fue muy exitosa para el Nápoles. Nuevamente consiguieron el segundo puesto en la liga, a once puntos del campeón, el Inter de Milán. Sin embargo, el logro más importante llegaría en el plano internacional, al conseguir el primer título internacional del club: la Copa UEFA. En semifinales, dejaron en el camino al máximo candidato, el Bayern Múnich de Hans-Dieter Flick, en donde Maradona tuvo un precalentamiento antes del partido donde se lo veía bailar con sus botines con cordones desatados a la canción Live Is Life, una de las imágenes que se volverían uno de los momentos más icónicos de la historia del fútbol. La final fue disputada contra el VfB Stuttgart, en el que jugaba Jürgen Klinsmann, los días 3 y 17 de mayo de 1989. El primer partido lo ganó el Nápoles, en el San Paolo, por 2 a 1, mientras que el segundo finalizó con un empate en tres goles. Pese a esta victoria, Maradona quiso ser traspasado al Olympique de Marsella, presidido entonces por el magnate Bernard Tapie, debido a su desgaste tras cinco temporadas en Italia. Sin embargo, la petición fue denegada por Ferraino. La alegría también se trasladaría al plano familiar, en mayo de ese año nació su segunda hija: Gianinna.
La temporada 1989-90 también fue memorable en la historia del club: el Nápoles conseguiría su segundo scudetto. A dos fechas del final, tanto el Nápoles como el Milan se encontraban en la primera posición con 47 puntos. En esa fecha, la 33.ª, el Nápoles venció 4-2 al Bologna, mientras que el Milan fue derrotado por 2-1 por el Verona. En la última fecha, aunque solo debían empatar para quedarse con el título, los azzurri vencieron por 1-0 a la Lazio, consiguiendo el scudetto. Maradona fue el tercer goleador del torneo con 16 goles, detrás de Marco van Basten con 19 y Roberto Baggio con 17.

### Primera suspensión por dopaje (1991)
Tras el Mundial en Italia en 1990, Maradona despidió a su representante Guillermo Cóppola y contrató a Marcos Franchi. En la parte futbolística, la temporada 1990/91 comenzaría exitosamente al ganar en el mes de diciembre la Supercopa de Italia a la Juventus por 5 a 1. Sin embargo, no finalizaría de la mejor manera, ya que daría positivo en un control antidopaje por primera vez en su carrera. El 17 de marzo de 1991, por la fecha 25.ª, el Nápoles le ganó por 1-0 al AS Bari con gol de Gianfranco Zola. Tras el partido, Maradona fue elegido para el control antidopaje, que finalmente daría positivo por cocaína. La Federación italiana le impuso una sanción que lo alejaría de los estadios durante quince meses, y Maradona y el club apelaron ante el Comité, llegando a decir que era un venganza por lo que los antecedentes que habían ocurrido en el Mundial del año pasado.
Maradona decidió volver a la Argentina el 1 de abril, y se instaló en Buenos Aires. El 26 de ese mismo mes un operativo policial allanó el departamento que Maradona tenía en el barrio de Caballito. El jugador se encontraba con dos amigos y fueron halladas drogas en su poder, por lo que fue detenido por la policía. Un día después, tras el pago de una fianza de 20 000 pesos, fue liberado. Si bien no se le inició un proceso penal, la jueza Amelia Berraz de Vidal le ordenó someterse a un tratamiento de rehabilitación. La justicia italiana lo condenó, en septiembre de 1991, a 14 meses de prisión en suspenso por tenencia de estupefacientes.
Mientras cumplía la suspensión y se sometía a un tratamiento de rehabilitación impuesto por la justicia, Maradona decidió participar en diversos partidos a beneficio. El que tuvo mayor trascendencia fue el realizado para ayudar a la familia del Búfalo Funes, un destacado jugador de fútbol argentino fallecido el 11 de enero de ese año. Sin embargo, el 15 de abril, a horas de que se dispute este encuentro, la FIFA envió un fax a Julio Grondona, presidente de la AFA, que puso en riesgo su presencia:

De todas maneras, y en bien de la familia del jugador fallecido, la presencia de Maradona sobre el terreno de juego junto con otros jugadores inscriptos en la AFA podría acarrear a estos últimos sanciones por parte de la FIFA, en aplicación de los Estatutos y Reglamentos.
Maradona (2000), p. 217.

Los demás jugadores decidieron que Maradona tenía que jugar ese partido, por lo que se buscaron alternativas tales como utilizar árbitros que no pertenecían a la AFA, pagar en forma particular la póliza del seguro, y realizar los saques laterales con el pie; con esas diferencias la AFA no estaba implicada en la organización del partido y no podían aplicarse las sanciones.
El partido tuvo una altísima convocatoria con figuras de la talla de Oscar Ruggeri, Gareca, Roque Alfaro y patrocinio de empresas como X28 (alarmas) y caramelos Sugus; fue televisado y las regalías se donaron a la familia del jugador fallecido.

### Sevilla (1992-1993)
El 1 de julio de 1992 vencía la suspensión de 15 meses impuesta por la FIFA y su pase estaba todavía en poder del Nápoles, club que buscaba su reincorporación al plantel. Pero Maradona quería alejarse de Italia y jugar para un club que no tuviera grandes exigencias deportivas. Las primeras conversaciones para su traspaso fueron con el Sevilla y el Olympique de Marsella, inclinándose finalmente por el primero, quien pagó la suma de 5,70 millones de euros por el pase cuya gran parte la pagó la actual empresa Mediaset de Silvio Berlusconi. Sin embargo ante la negativa del Nápoles de autorizar su traspaso, se pidió la intervención de la FIFA para destrabar el conflicto, lo que ocurrió el 22 de septiembre de 1992.
Maradona fichó por el Sevilla debido a la insistencia del entrenador argentino Carlos Bilardo, entonces entrenador del conjunto sevillano. Sin embargo, Maradona todavía necesitaba la autorización judicial para salir del país, debido al problema que había tenido el año anterior en su departamento del barrio de Caballito. Luego de ser autorizado por la jueza de la causa, pudo negociar su contrato y se incorporó al Sevilla una vez iniciada la Liga de la temporada. Su presentación ocurrió el 28 de septiembre en un partido amistoso contra el Bayern Múnich, equipo en el que jugaba su amigo Lothar Matthäus.
Debutó oficialmente con el conjunto sevillano el 4 de octubre de 1992, en partido correspondiente a la quinta fecha de Liga. Curiosamente, el rival del Sevilla fue el Athletic Club, el mismo club ante el que había jugado su último partido en el fútbol español ocho años antes. Tres días después, en el Sánchez Pizjuán, marcaba su primer gol oficial con el equipo de Nervión y que serviría para dar la victoria al club hispalense.
A pesar del buen inicio de temporada, Diego empezaría a tener problemas con los directivos debido a sus constantes salidas nocturnas y faltas a entrenamientos. Esto provocó que el club acabe contratando un detective, quien seguía sus actividades fuera del campo. Además, en esa época se resintió de una antigua lesión de la rodilla, por lo que en muchos partidos jugaba infiltrado. Durante el entretiempo del partido disputado con el Real Burgos el 13 de junio de 1993, Maradona pidió el cambio debido a esta lesión, pero Bilardo le pidió que continuara, por lo que el médico del plantel le aplicó tres inyecciones de un antiinflamatorio en la rodilla. Sin embargo, a los 53 minutos Bilardo decide reemplazarlo por Pineda, provocando la ira del jugador que insultó públicamente al entrenador. Este episodio terminó de romper las relaciones entre Maradona y la dirigencia.
Ese fue su último partido, ya que dos meses después volvió al fútbol argentino. Maradona jugó un total de 26 partidos de La Liga, en los que marcó cinco goles (dos de jugada, dos de penalti, y uno de falta ante el Celta de visita) y dio nueve asistencias en el campeonato liguero. Además en Copa sumó otro de penalti ante el Mérida. En total fueron 29 partidos, 6 goles y 9 asistencias. El Sevilla acabó La Liga en séptima posición con 43 puntos, a 15 del campeón Barcelona.

### Regreso al fútbol argentino: Newell's Old Boys (1993-1994)
En 1993 se produjo su vuelta al fútbol argentino, esta vez con la camiseta de Newell's Old Boys. Pero en un principio las negociaciones estaban encaminadas para su regreso a Argentinos Juniors, hasta que se produjo un episodio que arruinaría la negociación y determinaría su incorporación a Newell's: fue amenazado por un grupo de barras bravas del "Bicho" que exigían la entrega de 50 000 dólares.
A su vez, San Lorenzo de Almagro estuvo a punto de contratarlo a través de su amigo, Oscar Ruggeri, quien formaba parte en aquel entonces del club. Sin embargo, las diferencias con el presidente Fernando Miele hicieron que la negociación se cayera a último momento.
El 13 de septiembre de 1993 llegó el primer entrenamiento y 40 000 personas se habían reunido a verlo, en medio de una fiesta organizada por el entrenador Jorge Raúl Solari. El 7 de octubre de 1993 se realizó un partido amistoso de celebración por el debut de Maradona con la camiseta de Newell's, frente a Emelec de Ecuador. Su debut oficial se produjo el 10 de octubre, perdiendo 3 a 1 contra Independiente de visitante. Maradona jugaría además los partidos contra Belgrano, Gimnasia y Esgrima La Plata, Boca Juniors y Huracán. Durante este último partido, disputado el 2 de diciembre de 1993, sufre un desgarro muscular que lo alejaría unas semanas del terreno de juego. A esta altura del campeonato Solari había dejado la conducción técnica, y su relación con el nuevo técnico, Jorge Castelli, no era buena, ya que no le permitía algunas licencias que había pactado con el anterior entrenador, además de que había sido quien le había cerrado las puertas en San Lorenzo. Ésta fue una de las razones que precipitó la ida de Maradona, cuyo último partido en el club fue un amistoso contra Vasco da Gama jugado el 26 de enero de 1994. Jugó en Newell's Old Boys cinco partidos oficiales, sin convertir goles.
El 2 de febrero Maradona agredió con un rifle de aire comprimido a un grupo de periodistas y fotógrafos que hacían guardia en la puerta de su casaquinta ubicada en Moreno y por este hecho fue condenado, tiempo después, a dos años de prisión en suspenso y a indemnizar a los periodistas agredidos.

### Retiro del fútbol en Boca Juniors (1995-1997)

#### Primera vuelta
Tras estar los primeros meses de 1994 sin club, y sancionado durante toda la temporada 1994-95, el sueño de Maradona para su vuelta al fútbol era ser técnico y jugador de Boca Juniors, pero existían dos problemas importantes; el primero era que en ese entonces la conducción técnica estaba nuevamente a cargo de Silvio Marzolini, y la dirigencia no tenía interés en despedirlo. El segundo era económico, la situación financiera en la que se encontraba el club no permitía el pago de las sumas a las que él estaba acostumbrado. El primero fue solucionado por iniciativa de Maradona, ya que desistió de convertirse en técnico, y el segundo por iniciativa de varios empresarios dispuestos a aportar dinero, entre los que se encontraba Eduardo Eurnekian.
Una vez firmado el contrato que sellaba su regreso a Boca, Maradona comenzó a ponerse en forma para el día del debut. Esperando el día, tuvo una pequeña participación en la película El día que Maradona conoció a Gardel, protagonizada por Alejandro Dolina y Esther Goris. Pero también realizó actividades relacionadas con el fútbol, ya que el 28 de septiembre fundó en París el Sindicato Mundial de Futbolistas, que luego no adquiriría demasiada relevancia, junto a futbolistas de la talla de Éric Cantona, George Weah, Gianluca Vialli, Gianfranco Zola, Laurent Blanc, Tomas Brolin, Raí, Ciro Ferrara y Michel Preud'homme.
Su regreso oficial fue en Seúl el 30 de septiembre, en un partido contra la Selección de Corea del Sur que Boca ganó por 2 a 1. A semanas de su debut en el torneo argentino, recibió otro reconocimiento: fue convocado a dar una conferencia en la Universidad de Oxford. En el primer torneo, el Apertura 1995, Boca Juniors no realizó una buena campaña ya que solo consiguió el cuarto puesto. Esto produjo la desaprobación de los hinchas en época de elecciones. El club finalizó el torneo con un nuevo presidente, Mauricio Macri, y con el alejamiento de Marzolini de la dirección técnica.
El nuevo año comenzó con problemas, debido a que la comisión directiva del club había decidido contratar a Carlos Bilardo como director técnico. Como consecuencia de la pelea que tuvieron en el Sevilla, Maradona amenazó en un principio con irse del club si Bilardo asumía el cargo, pero luego decidió apoyarlo. Otro de los problemas lo tuvo con la dirigencia, ya que Macri quería reducir las primas que se otorgarían al plantel en el caso de que se cumplieran los objetivos deportivos. A pesar de esto, Boca llegó a pelear por el título pero perdió todas las posibilidades luego de perder contra Racing, en la famosa despedida del Piojo López, en la que Maradona erró su quinto penal consecutivo. El 11 de agosto de 1996 Boca jugó contra Estudiantes de La Plata por la penúltima fecha del Torneo Clausura, ya sin posibilidades de ganar el torneo. Luego del partido, que finalizó en una derrota, Maradona se alejaría de los estadios y regresaría recién 11 meses después. El campeonato fue ganado por Vélez Sarsfield, mientras que Boca solo consiguió el quinto puesto.
Ese año Maradona realizó la campaña «Sol sin drogas», organizada por el gobierno argentino. En el marco de la campaña debía mencionar los aspectos negativos del consumo de drogas, y, según expresó, «la campaña Sol sin drogas la hago por los chicos. La droga existe en todos lados y yo no quiero que la agarren los pibes. Tengo dos nenas y me pareció que era bueno decir todo esto, una obligación de padre... Fui, soy y seré drogadicto».

#### Segundo regreso y retiro

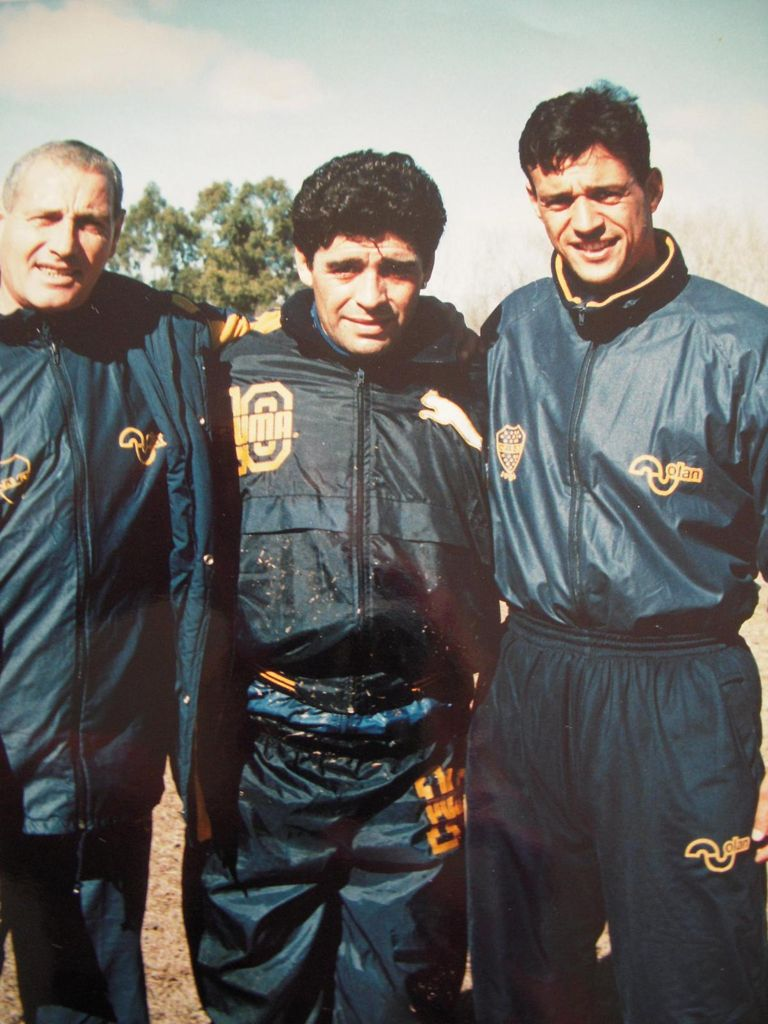
Maradona durante su último año en Boca y su última temporada de su carrera.

A pocos días de dejar la actividad, Maradona viajó a Suiza para internarse en una clínica que lo ayudaría con su adicción a la cocaína. Pero el médico que lo atendía dio una conferencia de prensa contando detalles de su internación, lo que propició su regreso a Buenos Aires. Los problemas de salud no quedarían atrás, el 7 de abril de 1997 debió ser ingresado en un hospital luego de sufrir un problema de presión sanguínea durante un programa de televisión chileno llamado Viva el lunes conducido por Cecilia Bolocco, Álvaro Salas y Kike Morandé transmitido por Canal 13.
Maradona mantenía contrato vigente con Boca Juniors, pero no participaba de los entrenamientos y partidos del equipo. Esto, debido a que, además de sus problemas de salud, entró en conflicto con la directiva del club por 2 motivos. El primero era la negativa de Maradona a utilizar el nuevo modelo de la camiseta boquense de la marca Nike, el cual tenía dos líneas blancas que separaban los colores azul y amarillo; y el segundo era la negativa de Maradona a utilizar el gorro de la marca estadounidense durante las conferencias de prensa, debido a su contrato con la empresa alemana Puma. En ese intertanto, dirigentes del equipo chileno Deportes Temuco, se ilusionaron con su fichaje, para un octogonal durante el receso por la Copa América 1997 y el Torneo Clausura 1997, más no pasó más de un simple rumor.
El 21 de abril firmó el contrato que determinaría su regreso a Boca Juniors, cuya conducción técnica se encontraba a cargo de Héctor Rodolfo Veira, contratando a Ben Johnson como preparador físico ya que necesitaba ponerse en forma. Su regreso se produjo el 9 de julio, contra Newell's Old Boys. El 24 de agosto jugó el partido en el que Boca derrotó a Argentinos Juniors por 4-2. Luego del mismo fue sorteado para realizarse el control antidopaje, que finalmente daría positivo por la presencia de benzoitilecgonina y metilecgonina, metabolitos de la cocaína. Esto produjo que la AFA le impusiera una suspensión en forma provisoria hasta que se conocieran los resultados de la contraprueba, que también daría positiva. Maradona había realizado una denuncia policial en el mes de julio, debido a unos supuestos llamados telefónicos en donde lo amenazaban con colocarle droga. El juez Claudio Bonadío comprobó estas amenazas, y tras un pedido presentado por los abogados del jugador, dispuso una medida de no innovar obligando a la AFA a retirar la suspensión provisoria hasta que se realizara una prueba de ADN en la orina analizada para constatar que fuera del jugador. Esto le permitió a Maradona seguir compitiendo, pero el juez dispuso, además, que debía hacerse en forma obligatoria un control antidopaje 24 horas después de cada partido. El estudio de ADN no pudo ser completado, debido a la pequeña cantidad de material genético que se encontró en las muestras que había enviado la AFA a la institución encargada de hacerlo, el PRICAI (Primer Centro Argentino de Inmunogenética). Dada esta imposibilidad, cuando el juez Bonadío levantara la medida de no innovar contra la suspensión provisoria de la AFA, lo que finalmente no sucedería antes del retiro del jugador, esta institución podía aplicarle la sanción correspondiente.
A pesar de encontrarse habilitado para jugar, en un partido frente a Colo-Colo por la Supercopa sufrió una lesión que lo mantendría en inactividad durante varios días. Volvería a jugar recién el 25 de octubre de 1997, en el partido que Boca Juniors derrotó como visitante a River Plate por 2-1, siendo reemplazado en el entretiempo por un juvenil Juan Román Riquelme. Ese sería además su último partido oficial, ya que anunció su retiro del fútbol profesional el mismo día de su cumpleaños número 37, el 30 de octubre.

## Con la Selección Argentina

### Primeras convocatorias y campeón del Mundial Juvenil (1977-1979)

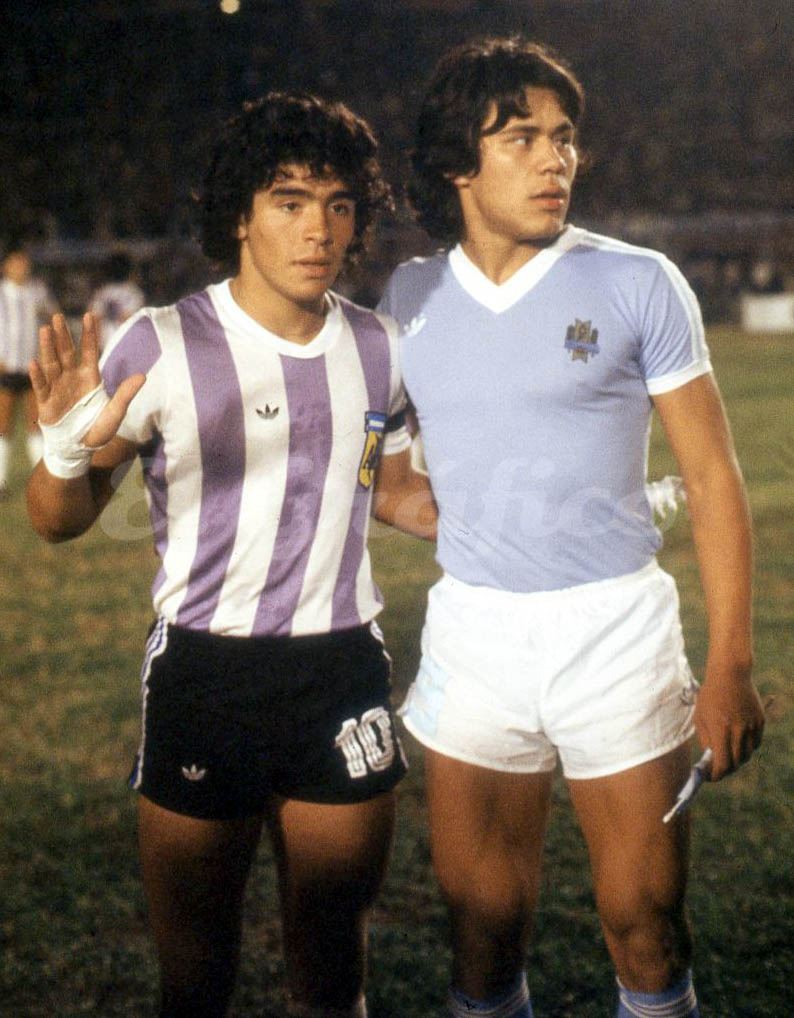
Maradona junto a Rubén Paz durante el Sudamericano ante Uruguay en 1979.

Diego Maradona debutó oficialmente con la Selección Argentina absoluta el 27 de febrero de 1977, ante Hungría en La Bombonera, con tan solo 16 años. Previo al debut, apenas había disputado 11 partidos con Argentinos Juniors y César Luis Menotti, entrenador de la Selección en aquel entonces, solo lo había entrenado con las divisiones juveniles. Luego de finalizar una práctica donde enfrentó a juveniles con mayores, Menotti le anunció a Maradona que contaría con él para el próximo partido. Maradona entró en el segundo tiempo, en reemplazo de Leopoldo Luque, con el partido ya liquidado 5 a 1 a favor de los argentinos. En media hora de juego, casi convirtió su primer gol. Luego del partido, Maradona confesaría años después que aquel día "le temblaron las piernas".
A pesar de haber jugado varios partidos para la Selección durante 1978, en ese año Menotti no lo convocó para jugar el Mundial celebrado en Argentina debido a su juventud. Maradona se encontraba concentrado junto a otros veinticuatro jugadores en un predio ubicado en José C. Paz, utilizado por la AFA como lugar de entrenamiento, cuando el 19 de mayo de 1978 el entrenador le comunicó que no iba a tenerlo en cuenta; en su posición de juego fueron convocados Alonso, Villa, y Valencia; curiosamente, Bochini, admirado por Maradona, tampoco quedó convocado para el certamen. La decisión fue severamente cuestionada por medios y periodistas, hubo diversas versiones difundidas como una presunta presión por parte de la Junta Militar por convocar a Alonso, quien era pedido por los medios, para evitar conflictos por el público, y afectó profundamente al mismo Maradona, que según compañeros suyos que estaban en la concentración, lloró desconsoladamente junto a un árbol durante toda la noche en la que lo dejaron afuera.
Luego de que Argentina se consagrara campeón mundial por primera vez en su historia, Menotti sí convocó a Maradona para el Mundial Juvenil de 1979 disputado en Japón. Maradona ya era la figura indiscutida de Argentinos Juniors y del fútbol argentino, por lo que su rendimiento en el campeonato fue excelso. Convirtió tres goles durante la fase de grupos, donde Argentina salió primera contra Indonesia, Yugoslavia y Polonia. En cuartos de final, apabullaron a Argelia por 5 a 0 con otro gol de Maradona, y en semifinales, se enfrentaron a Uruguay en el clásico rioplatense. Ramón Díaz, la otra gran figura del equipo, y dupla en ataque junto a Maradona, convirtió el primer tanto, seguido por otro marcado por el propio Maradona. En la final, vencieron a la Unión Soviética por 3 a 1, a pesar de haber arrancado perdiendo, con un gol de Alves, Díaz, y de Maradona, de tiro libre, coronando a Argentina como campeona del Mundial juvenil en el Estadio Olímpico de Tokio ante 35 mil japoneses que quedaron maravillados por los talentos de aquel joven Maradona, quien recibió el Balón de Oro al mejor jugador del torneo y la Bota de Plata como segundo máximo goleador, con seis tantos. Luego de ganar el torneo, la delegación argentina, con Maradona y Menotti a la cabeza, fue recibida por Jorge Videla y la Junta militar en Casa Rosada, quien había preparado un festejo popular en Plaza de Mayo para opacar la llegada de la Comisión Interamericana de Derechos Humanos.

### Primer Mundial y fracaso en España 82 (1980-1982)

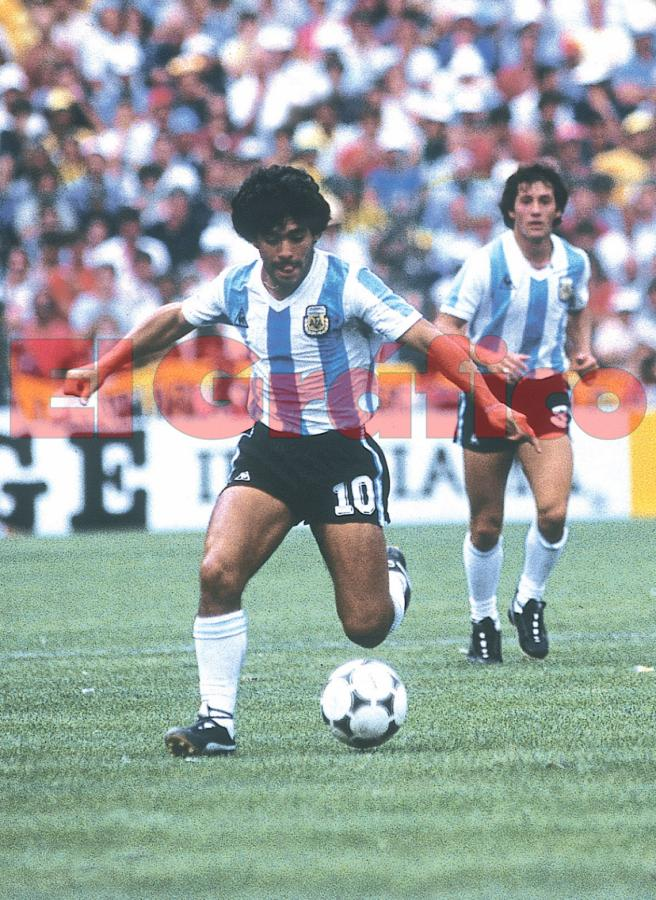
Diego Maradona durante el Mundial de España 1982

Tras su consagración en el campeonato juvenil, Maradona continuó brillando en el fútbol argentino, ganando su primer título a nivel clubes con la obtención del Metropolitano 1981 con Boca Juniors. Por ello, había mucha expectativa en los medios y aficionados argentinos por su estreno mundialista en España, sumado a su reciente fichaje por el FC Barcelona. Maradona abandonó sus entrenamientos con Boca para sumarse a la concentración de la Selección cuatro meses antes de que la delegación viajara a España para disputar el certamen. César Luis Menotti realizó una convocatoria donde mezcló a los campeones vigentes del 78 junto a las jóvenes promesas que ganaron en Japón al año siguiente, convirtiéndo a Argentina en una de las principales candidatas a revalidar el título. Por otro lado, Maradona buscaba personalmente su revancha por no haber logrado entrar en el equipo que triunfó cuatro años antes.
Maradona debutó en la Copa del Mundo el 13 de junio de 1982 contra Bélgica en el Camp Nou ante 92 mil espectadores. Previo al debut, el equipo había tenido días tensionados por la rendición del país ante Inglaterra por la guerra de las Islas Malvinas, sumados a la presión que habían consumado por ser los campeones vigentes. Aquella tarde, Argentina perdería por 1 a 0, y tanto Maradona como el equipo no tuvieron una gran actuación, a pesar de casi haber logrado empatar el partido con un tiro libre que se estrelló ante el travesaño durante los últimos minutos. Cinco días después, el equipo logró repuntar con una goleada a Hungría por 4 a 1, donde Maradona marcó sus primeros dos goles en el torneo, y terminó de sellar su clasificación a segunda fase con una victoria ante El Salvador por 2 a 0.
En la segunda fase, Argentina debía enfrentarse a dos grandes candidatas al título: Italia y Brasil. Ante los italianos, Argentina no tuvo chances y perdió por 2 a 1; Maradona fue marcado brutalmente por Claudio Gentile, y obtuvo el récord de ser el jugador con más faltas recibidas en un solo partido en la historia de la competición, con 26. Ante Brasil, Argentina sucumbió ante el poderío ofensivo brasileño y quedó eliminada por 3 a 1, y Maradona, frustrado e indignado, acabó expulsado luego de una violenta entrada a Batista a los 40 minutos del segundo tiempo.

### Campeón mundial en México 1986

#### Consolidación del equipo

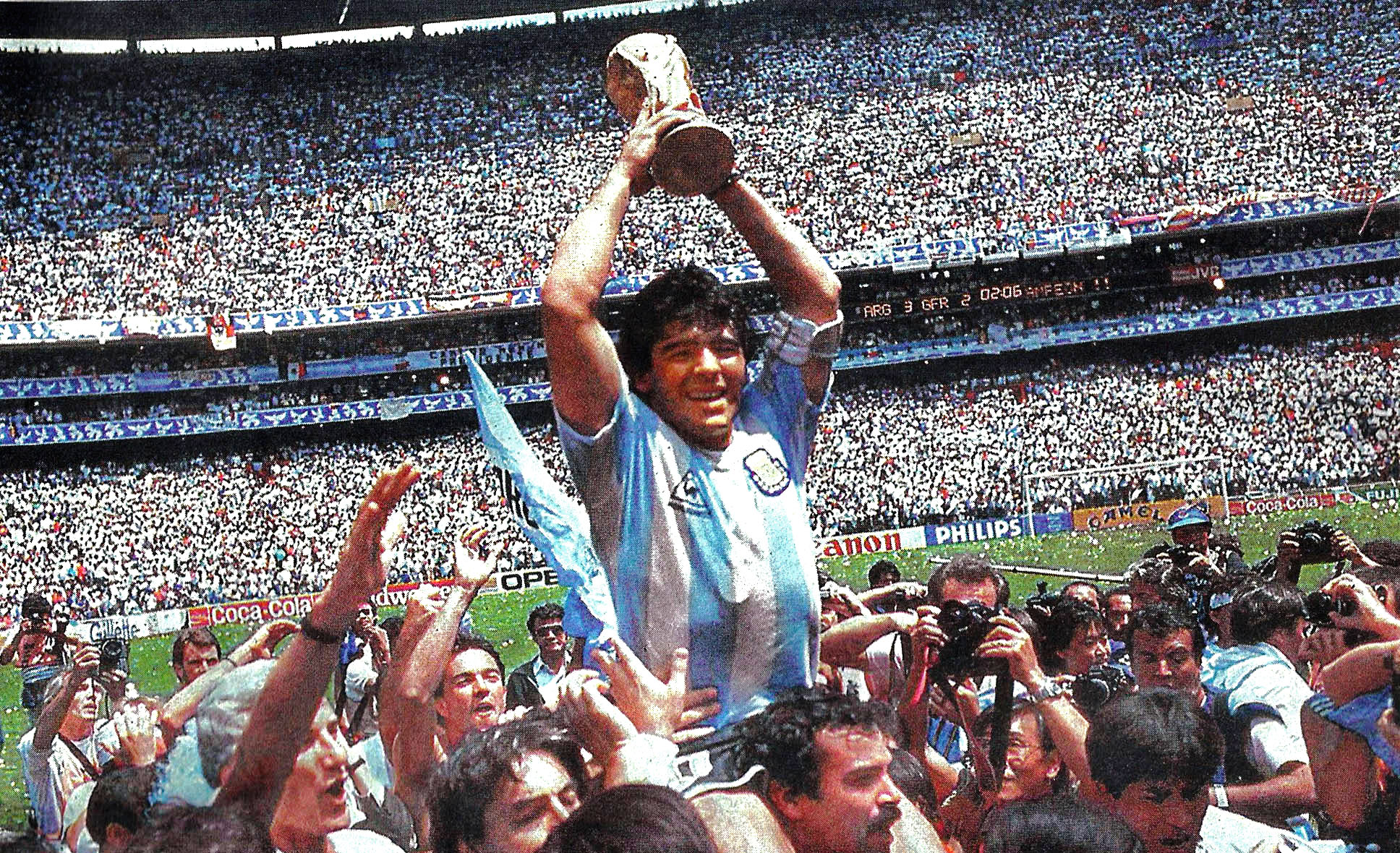
Maradona dando la vuelta olímpica en el Estadio Azteca con la Copa del Mundo en sus manos.

Tras el Mundial de 1982, Maradona fue catalogado en los medios argentinos como una "decepción" y fue duramente criticado. A su vez, Menotti fue reemplazado por Carlos Bilardo, que había logrado el Metropolitano con Estudiantes ese mismo año con un gran nivel de juego. La primera medida de Bilardo fue cambiar de capitanía: mientras que el capitán representativo durante la era Menotti fue Daniel Passarella, durante la era Bilardo lo sería Maradona, lo que provocaría un enfrentamiento mediático entre ambos jugadores años después. Aun así, desde su expulsión ante Brasil en el Mundial, Maradona no volvería a disputar ningún partido con el seleccionado desde el 2 de julio de 1982 hasta el 10 de mayo de 1985, ya que Bilardo quería armar una base de jugadores que se desempeñaban en el fútbol argentino. El regreso, tras casi tres años de ausencia, se produjo en un amistoso contra Paraguay disputado en Buenos Aires, en preparación para las eliminatorias de la Copa Mundial de Fútbol de 1986. El encuentro finalizó con un empate 1 a 1, con un gol de Maradona.
El grupo en el que Argentina debía conseguir la clasificación estaba compuesto por Venezuela, Colombia y Perú. El debut se produjo el 26 de mayo, en un duro partido contra Venezuela en San Cristóbal, en el que fue el retorno oficial de Maradona a la selección. Argentina ganó por 3 a 2, con un doblete de Maradona y el restante de Passarella. A pesar de haber obtenido buenos resultados los primeros partidos, la Selección y específicamente Bilardo y Maradona sufrieron una persecución mediática por medios argentinos, en especial del diario El Clarín, quien pedía expresamente la renuncia del entrenador. Para clasificarse, Argentina debía tener al menos un empate ante Perú en El Monumental el 30 de junio de 1985. Aquel partido contó con la situación característica de la aguerrida marca hombre a hombre del defensor peruano Luis Reyna a Maradona, quien lo seguía por toda la cancha sin respetar su posición. Argentina tuvo un durísimo partido y llegó a los últimos minutos perdiendo 2 a 1, por lo que debía disputar un cuadrangular. Sin embargo, un cabezazo a último momento de Passarella puso el empate final y selló la clasificación definitiva del equipo al Mundial, que se retiró del estadio con silbidos y abucheos del público argentino, quienes no estaban convencidos del nivel de juego. Esto fue acrecentado por los pésimos resultados del equipo en los amistosos previos a que la delegación viaje a México.
La delegación argentina llegó a México 28 días antes del debut oficial. En el medio, el presidente de Argentina, Raúl Alfonsín, pidió que echaran a Bilardo, por lo que Maradona declaró públicamente: "si se va Bilardo, nos vamos todos". Además de esto, la relación entre Maradona y Pasarella se volvió tumultuosa por sus discusiones sobre la capitanía enfrente del equipo. Aun así, el debut oficial en el torneo, el 2 de junio de 1986, fue una victoria 3 a 1 ante Corea del Sur. Maradona fue marcado violentamente por los defensores surcoreanos, llegándole a provocar once faltas durante el partido; a pesar de eso, el capitán argentino dio tres asistencias en el partido, teniendo un excelente estreno. El segundo partido, la revancha ante la Italia de Paolo Rossi, resultó en empate gracias a un acrobático gol de Maradona a los 34 minutos del primer tiempo. Maradona continuó brillando y selló la clasificación del equipo a octavos de final luego de ganarle 2 a 0 a Bulgaria. Durante esta fase, tanto Maradona como Jorge Valdano criticaron a las autoridades de la FIFA por programar partidos al mediodía, pues si bien este horario era funcional a la transmisión televisiva, las altas temperaturas podían afectar la salud de los jugadores. En octavos de final, Argentina se enfrentó en un clásico rioplatense a la Uruguay de Enzo Francescoli, ganando con un solitario gol de Pasculli a los 42 minutos del primer tiempo. Años más tarde, Maradona declararía que ese fue "su mejor partido en el Mundial", llegando a tener un gol anulado y un tiro libre en el travesaño.

#### Contra Inglaterra

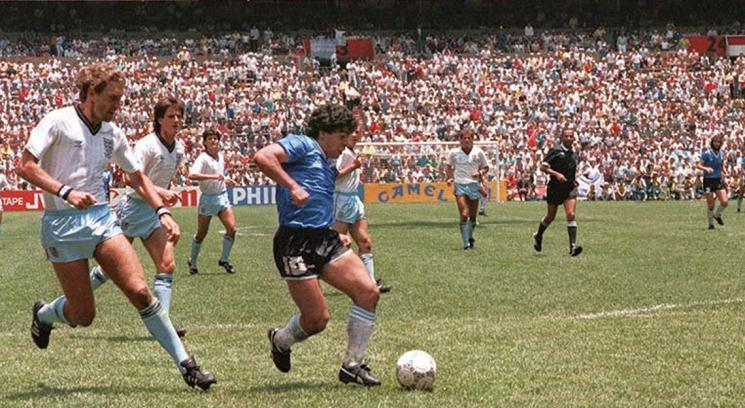
Maradona señalando el segundo gol ante Inglaterra en México 1986: el Gol del Siglo.

En los cuartos de final, Argentina debió enfrentarse a Inglaterra, en el partido más recordado de la carrera de Maradona. El partido tenía connotaciones extrafutbolísticas, ya que cuatro años antes se había producido la guerra de las Malvinas, lo que también produjo incidentes en las tribunas entre simpatizantes argentinos e ingleses. El partido, jugado el 22 de junio en el Estadio Azteca de la Ciudad de México, contó con dos de los goles más recordados en la historia de los mundiales, conocidos popularmente como el Gol del Siglo y la mano de dios. La «mano de Dios» se produjo a los 51 minutos, cuando el defensor inglés Steve Hodge rechaza erróneamente el balón hacia su propio arco y, en una pelota disputada entre Maradona y el arquero inglés Peter Shilton, el jugador argentino levanta su puño izquierdo impactando el balón y convirtiendo el gol. La denominación del gol se debe a las declaraciones realizadas después del partido, cuando al preguntarle si lo había convertido con la mano Maradona respondió «yo no la toqué, fue la mano de Dios». En el segundo, elegido en 2002 como el mejor gol de los Mundiales («Gol del Siglo»), Maradona partió desde su propio campo y eludió a seis jugadores ingleses (Glenn Hoddle, Peter Reid, Kenny Sansom, Terry Butcher, Terry Fenwick y al arquero Shilton) antes de rematar y convertir el tanto. El triunfo por 2 a 1, con el descuento marcado por Gary Lineker, le permitió a la Argentina alcanzar las semifinales.
Después del partido, Maradona fue consagrado por periodistas, medios y el público como el mejor jugador del mundo. Su actuación en el partido fue denominado años después como una de las mejores actuaciones individuales en la historia del deporte. Por el contexto en el que se vivió el partido, y el significado de lo que fue el partido de Maradona por lo sucedido en Malvinas y los años de dictadura en Argentina, lo colocaron en un nuevo estatus social como ídolo popular e ícono cultural. Los dos goles que marcó en dicho partido dieron nombre a una teoría económica bautizada como Efecto Maradona o Teoría maradoniana, y fueron representados en diversos homenajes, monumentos y réplicas en la cultura popular.

#### Campeón

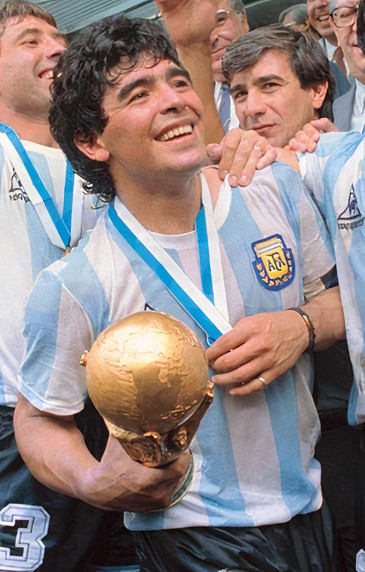
Maradona durante el triunfo de Argentina en 1986.

La semifinal fue el 25 de junio frente a Bélgica, también en el Azteca. Los belgas habían alcanzado esa instancia tras clasificar como mejor tercero en Grupo B, vencer a la Unión Soviética en octavos de final y a España por penales en cuartos. Argentina, ya con un Maradona envalentonado, no tuvo mayores complicaciones y venció 2 a 0 a los belgas con dos goles de gran calidad del capitán argentino.
La final, jugada nuevamente en el Azteca, fue contra Alemania Federal el 29 de junio ante 114 mil espectadores. El encuentro comenzó bien para los argentinos, José Luis Brown convirtió el primer gol a los 23 minutos y Valdano amplió la ventaja a los 55. Sin embargo, dos goles de cabeza, uno de Rummenigge a los 74 y otro de Völler a diez minutos del final, empataron el partido. Tres minutos después del gol de Völler, Maradona, rodeado por tres alemanes, maniobra y coloca una asistencia a Jorge Burruchaga, quien convierte el tercer y último gol del partido, y Argentina fue campeona del mundo por segunda vez en la historia, ocho años después de su primer título. Maradona recibió la Copa como capitán del equipo.
Durante el torneo, Maradona intentó o creó más de la mitad de los tiros de Argentina, intentó 90 regates, la mejor cifra del torneo (tres veces más que cualquier otro jugador), y recibió un récord de 53 faltas, lo que le permitió a su equipo ganar el doble de tiros libres que cualquier otro jugador, teniendo también el récord de ser el jugador con más faltas recibidas en la historia de la competición. Maradona anotó o asistió en 10 de los 14 goles de Argentina (71%), incluida la asistencia para el gol de la victoria en la final, el segundo mejor porcentaje de un equipo campeón, solo por detrás de David Villa en 2010 con el 75%. Al final de la Copa del Mundo, Maradona ganó el Balón de Oro como mejor jugador del torneo por votación unánime y se consideraba que había ganado la Copa del Mundo prácticamente sin ayuda, algo que luego él declaró que no estaba de acuerdo. En homenaje a él, las autoridades del Estadio Azteca construyeron una estatua de él anotando el "Gol del Siglo" y la colocaron en la entrada del estadio.

#### Estadísticas
Diego Maradona se consagró en el Mundial de México, convirtiendo cinco goles y dando cinco asistencias en los siete partidos que disputó.
| 02/06/1986 | Estadio Olímpico Universitario, México, D. F., México | Argentina 3 - Corea del Sur 1 | 0 | 3 | Fase de grupos   |
| 05/06/1986 | Estadio Cuauhtémoc, Puebla de Zaragoza, México        | Argentina 1 - Italia 1        | 1 | 0 | Fase de grupos   |
| 10/06/1986 | Estadio Olímpico Universitario, México, D. F., México | Argentina 2 - Bulgaria 0      | 0 | 1 | Fase de grupos   |
| 16/06/1986 | Estadio Cuauhtémoc, Puebla de Zaragoza, México        | Argentina 1 - Uruguay 0       | 0 | 0 | Octavos de final |
| 22/06/1986 | Estadio Azteca, México, D. F., México                 | Argentina 2 - Inglaterra 1    | 2 | 0 | Cuartos de final |
| 25/06/1986 | Estadio Azteca, México, D. F., México                 | Argentina 2 - Bélgica 0       | 2 | 0 | Semifinal        |
| 29/06/1986 | Estadio Azteca, México, D. F., México                 | Argentina 3 - Alemania 2      | 0 | 1 | Final            |

### Subcampeón de Italia 90
Después del Mundial de México, la selección argentina no había podido mantener la supremacía futbolística. En la Copa América de 1987 había obtenido el cuarto puesto, mientras que en la edición de 1989 quedó en tercer lugar, por lo que el público argentino tenía dudas sobre su rendimiento en el próximo Mundial. Maradona, por su lado, se estableció como el mejor jugador del mundo al llevar al Napoli a la élite futbolística, ganando dos veces el scudetto, y a su vez, generando una revolución social en Italia al enaltecer el estatus social de los sureños con el de los norteños.
En la previa del debut mundialista, Maradona declaró públicamente que sería su "último Mundial", ya que planeaba cumplir su contrato con Napoli y luego retirarse en Boca. Los amistosos previos dejaban dudas sobre el rendimiento del equipo, ya que no lograba ganar con confianza. Además, Maradona arrastraba una herida en dedo gordo del pie derecho que no le permitía entrenarse con normalidad, sumado a otros jugadores diezmados que hasta llegaron a costarle su convocatoria al torneo, como Brown o Valdano.
A pesar de esto, la Selección había arribado al centro de entrenamiento que utilizaría como base en el Mundial 1990, ubicado en las afueras de Roma, con la intención de repetir la actuación anterior. El equipo debutó como campeón defensor el 8 de junio ante Camerún en el estadio San Siro. Durante el primer tiempo, Maradona recibió una brutal plancha al hombro por parte del defensor camerunés Victor N'Dip. El equipo continuó siendo violentamente marcado por el equipo africano, que terminó el partido con dos hombres menos. Al final, Argentina sorpresivamente cayó derrotada por 1 a 0 con un cabezazo de François Omam-Biyik, sumado a la agravación del estado físico de Maradona por las patadas de los defensores cameruneses. El segundo partido, ante la Unión Soviética, enfrentaba a Argentina con la obligación de ganar para poder asegurarse pasar de fase. Maradona asistió para el primer gol argentino con un centro a Pedro Troglio, y luego Burruchaga estiró la ventaja. El partido contó con la particularidad de una segunda "Mano de Dios" por parte de Maradona, que estiró su brazo derecho para tapar un remate de los soviéticos que había superado al arquero Sergio Goycochea. A pesar de lo evidente de la mano, el árbitro del partido no cobró ninguna falta ni tarjeta para el argentino. Contra Rumania, por el último partido de la fase de grupos, Maradona sufrió una patada en el tobillo que lo dejó lesionado, por lo que tuvo que infiltrarse por el resto de partidos del torneo, y que disminuyó considerablemente su rendimiento en el campo.
Argentina empató 1 a 1 ante los rumanos, y acabó pasando de fase entre los mejores terceros. En octavos de final, tuvieron que cruzarse ante su clásico rival Brasil, una de las grandes candidatas al título. En la previa al partido en Turín, Maradona se encontró inusualmente desanimado, al admitir que los brasileros eran mejores que ellos. A pesar de la inflamación de su tobillo, declaró que jugaría "hasta enyesado". Brasil dominó todo el partido a Argentina, que resistió como pudo, y tuvo tres tiros en los palos. A nueve minutos del final, Maradona agarró la pelota en mitad de cancha, regateó a tres brasileros, y casi cayéndose por la marca, le puso un pase a Claudio Caniggia, que había logrado desmarcarse y quedar mano a mano con el arquero, convirtiéndo el gol definitivo del partido, uno de los goles más festejados de la historia del fútbol argentino.
En cuartos de final, Argentina se enfrentó a Yugoslavia. En un duro partido, los yugoslavos lograron llevar el partido a penales a pesar de tener un hombre menos casi todo el partido. Maradona falló su penal durante la tanda, y Argentina pudo haber perdido si no era por la descollante actuación de Goycochea, que salvó los últimos dos penales. Argentina llegó a las semifinales del torneo, en los que la esperaba la gran candidata al título: la local Italia. El partido, jugado justamente en el San Paolo de Nápoles, enfrentó a Maradona ante su público que ya lo tenía idiolizado, y al mejor equipo del torneo. Durante la previa, Maradona había manifestado que solicitaba respeto hacia los napolitanos, que estaban en favor de él, de parte del resto de Italia. Argentina y Maradona jugaron su mejor partido del Mundial gracias a una excelente estrategia por parte de Bilardo, y llevaron el partido a penales luego de empatar 1 a 1. Esta vez, Maradona no falló su penal, y, contra todo pronóstico, acabó eliminando a la local luego de que Goycochea volviera a tapar el último penal. Argentina volvió a enfrentarse a Alemania en la final disputada el 8 de julio en el Estadio Olímpico de Roma. Durante los himnos, el argentino fue silbado fuertemente por el público italiano, lo que provocó la reacción de Maradona insultándolos ante las cámaras. En un polémico partido, Argentina venía muy disminuida por la ausencia de Caniggia y la expulsión de Pedro Monzón, y finalmente, acabó perdiendo por 1 a 0 a ocho minutos del final por uno de los penales más discutidos de la historia de los Mundiales cobrado por Codesal. Maradona acabó llorando en la ceremonia de premiación, y recibió el Balón de Plata al segundo mejor jugador del torneo.

### Regreso a la Selección y último Mundial (1993-1994)

#### Agónica clasificación
Después del subcampeonato, Argentina fue recibida ante una gran multitud de gente en Plaza de Mayo, y la delegación, con Maradona y Bilardo a la cabeza, fue recibida por el presidente Carlos Menem. Durante una entrevista en zona mixta, Maradona anunció sorpresivamente su renuncia a la selección, enojado por el resultado de la final. Junto a él, también se marchó Bilardo, quien ya lo había anunciado previamente a sus jugadores.
A partir de ese momento, hasta su regreso en 1993, Maradona empezó a vivir un periodo tumultuoso en su vida privada, y a su vez, futbolística, sufriendo su primera suspensión por dopaje en marzo de 1991 que lo dejó sin jugar por 15 meses. También se marchó del Napoli, fichando por el Sevilla de Bilardo luego de que finalizara su suspensión. En el medio, la Selección, esta vez con el Coco Basile de entrenador, arrasó en la Copa América de 1991 y sumó nuevos talentos a la espera del retorno de su capitán. El 18 de febrero, volvió a ser convocado después de tres años de ausencia para disputar un amistoso ante Brasil por el Centenario de la AFA, y seis días después, para disputar la Copa Artemio Franchi ante Dinamarca, en la cual Maradona ganó su último trofeo con la Selección. A pesar de este logro, Maradona no volvería a ser convocado para jugar la Copa América 1993, en la que Argentina volvió a salir campeón, ni para las Eliminatorias al Mundial 1994, donde el seleccionado sufrió la histórica derrota por 5 a 0 ante Colombia que la condenó a jugar un repechaje ante Australia para clasificarse. Durante el partido, el público argentino reclamó por Maradona, por lo que Basile y Julio Grondona intentaron convencer al excapitán a que regresara para el repechaje. Sin embargo, antes de que se produzca su regreso oficial, Maradona tuvo que reenconciliarse con Oscar Ruggeri, quien lo reemplazó como capitán, para saldar problemas de vestuario, en una reunión en la que "lo arreglamos todo en diez minutos", según declaró el Diez después.
El 31 de octubre de 1993, Argentina, con Maradona de nuevo como capitán, enfrentó a Australia en Sídney por la ida del repechaje. El equipo, en un duro partido, apenas empató 1 a 1 con una asistencia de Maradona para el gol de Abel Balbo, por lo que debían ganar en la vuelta, disputada en El Monumental el 17 de noviembre. Con un gol de Gabriel Batistuta, Argentina se impuso por 1 a 0 ante los australianos y clasificó al Mundial de Estados Unidos.

#### Último Mundial y "me cortaron las piernas"
Maradona se sometió a un riguroso entrenamiento para prepararse físicamente, ya que se encontraba sin club, luego de desvincularse de Newell's. En abril de 1994, Fernando Signorini, su preparador físico personal, lo llevó a una estancia en La Pampa alejado de la ciudad, para entrenarlo fuera de la tediosa prensa que lo rodeaba. Llegó a bajar cinco kilos en cinco días, y con una apariencia renovada, se incorporó a la lista de convocados para el Mundial. Participó también en cuatro partidos amistosos antes del Mundial; la AFA canceló una gira que debía realizar la selección por Japón porque ese país le negó la visa para viajar por sus antecedentes con las drogas. Sin embargo se realizaron otros partidos, contra Ecuador, Croacia e Israel, el cual este último era una cábala de la selección desde el Mundial de 1986. Por la mezcla de nuevos talentos como Gabriel Batistuta y Diego Simeone, sumado a la plenitud física de Caniggia, y al ya experimentado Maradona, Argentina se posicionó como una de las grandes candidatas a ganar el torneo.
Al llegar a Estados Unidos, Argentina se alojó en el Babson College, lugar que la AFA había designado como base. El debut fue el 21 de junio frente a Grecia, con un triunfo por 4 a 0, en el que fue el partido en donde Maradona marcó su último gol en Mundiales, culminando una jugada colectiva que incluyó sucesivos toques de los jugadores argentinos. Su celebración, en la que se acercaba gritando eufóricamente ante la camára, se convirtió en icónica en los años posteriores. El segundo partido, frente a Nigeria, también finalizó con un triunfo para los argentinos por 2 a 1, con un gol de Caniggia tras un rápido saque de tiro libre de Maradona que agarró desprevenida a la defensa nigeriana. Al final del partido, Maradona fue sorteado para realizarse el control antidopaje, y tuvo que ser retirado del campo lentamente de la mano de Sue Carpenter (vestida como enfermera aunque no lo era). Según versiones periodísticas, el cardiólogo argentino Roberto Maximino Peidró le habría dicho a la enfermera: "Andá a buscar a Maradona así salís en la tapa de todos los diarios".
Durante los días previos del partido frente a Bulgaria, a Maradona su representante le comunicó que el control había dado positivo, lo que seguramente lo dejaría fuera del Mundial. Y así fue: en los análisis se le detectaron cinco sustancias prohibidas: efedrina, norefedrina, seudoefedrina, norseudoefedrina y metaefedrina, por lo que fue suspendido por quince meses, y tuvo que abandonar la concentración argentina. La Selección, impactada considerablemente por la pérdida, y aún tras ser derrotada 2 a 0 por Bulgaria, se clasificó a los octavos de final, donde cayó eliminada por Rumania, con gol de Hagi, por entonces apodado "el Maradona de los Cárpatos".
Maradona argumentó que no había intentado sacar ventaja deportiva, sino que esas drogas se encontraban en un medicamento para la gripe que le dio su preparador físico personal, el fisicoculturista Daniel Cerrini. Cerrini se equivocó al adquirir un energizante de venta libre –por lo tanto insospechable como estimulante prohibido- cuya marca es Ripped, que venía en dos versiones: Fuel o Fast. La diferencia también estaba en el envase: uno tenía fondo negro con letras rojas y el otro al revés, fondo rojo con letras negras y amarillas, Maradona tomó el que tenía pseudoefedrina y el control – por entonces incipiente- le dio positivo. En una histórica conferencia de prensa, Maradona expresó entre lágrimas la histórica frase: "me cortaron las piernas". Julio Grondona, el presidente de la AFA, culparía doce años después al jugador, manifestando que "se cortó las piernas solito". Paradójicamente, la WADA (World Anti-Doping Agency) que comenzó a funcionar oficialmente en 1999, arribó a la conclusión que la cantidad ingerida no alcanzaba para ser considerado dopaje. El de Maradona fue el primer caso que estudió esta agencia para evaluar los cambios futuros en los reglamentos, pues llamaba la atención la cantidad de pseudoefedrina y sus derivados encontrada en su orina. Según fuentes posteriores, el positivo por el que se suspendió a Maradona no hubiera sido catalogado como tal en las décadas posteriores con los nuevos baremos utilizados. Finalmente, el partido contra Nigeria en Boston fue el último disputado por Maradona para la Selección Argentina, jugando un total de 91 encuentros y convirtiendo 34 goles.

## Perfil de jugador

### Estilo de juego
| "Lo que hacía Zidane con un balón, Maradona lo podía hacer con una naranja". —Michel Platini, excentrocampista francés, sobre el control del balón de Maradona. |

Descrito como un "clásico número 10" o "enganche" en los medios de comunicación, Maradona era un creador de juego tradicional que generalmente jugaba en un rol libre, ya sea como mediocampista ofensivo detrás de los delanteros o como segunda punta en un doble delantera, aunque también en ocasiones fue utilizado como un centrocampista con roles ofensivos en una formación 4-4-2.

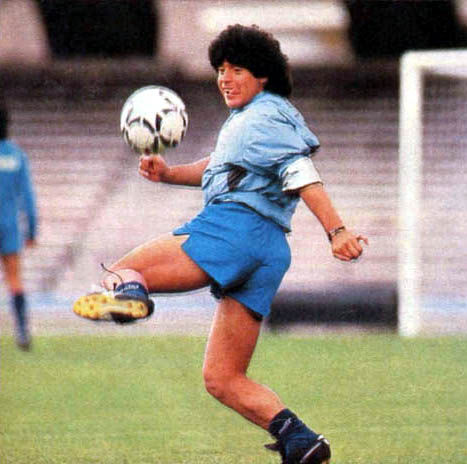
Maradona controlando una pelota durante un entrenamiento en Napoli.

Maradona era conocido por su capacidad de regate, visión, control del balón, pases y creatividad, y se le considera uno de los jugadores más hábiles en este deporte. Tenía un físico compacto, y con sus piernas fuertes, bajo centro de gravedad y equilibrio, podía soportar bien la presión física de los rivales mientras corría con la pelota, a pesar de su pequeña estatura, mientras que su aceleración, pies rápidos y agilidad, combinados con sus habilidades de regate y control a la velocidad, le permitían cambiar de dirección rápidamente, lo que lo hacia difícil de defender para los oponentes.
Maradona es considerado como uno de los mejores regateadores de la historia del fútbol. Aunque era conocido por sus tendencias a realizar carreras individuales con la pelota, también era un estratega y un jugador inteligente de equipo, con una excelente lectura de los espacios en el campo, además de ser muy técnico con el balón. Podía manejarse a sí mismo de manera efectiva en espacios reducidos y atraía defensores solo para salir rápidamente del cuerpo a cuerpo (como en el segundo gol contra Inglaterra en 1986), o para dar una asistencia a un compañero de equipo libre. Al ser bajo, pero fuerte, podía aguantar el balón el tiempo suficiente con un defensor en su espalda para esperar a que un compañero de equipo hiciera una carrera o para encontrar un hueco para un tiro rápido. Si bien fue principalmente un creador de juego creativo, Maradona también fue conocido por su habilidad goleadora. El ex técnico del Milan, Arrigo Sacchi, también elogió a Maradona por su capacidad de trabajo defensivo sin balón en una entrevista de 2010 con Il Corriere dello Sport.

Un líder innato dentro y fuera del campo, siempre mostraba cualidades de liderazgo en el campo y fue capitán de Argentina en sus campañas de la Copa del Mundo de 1986, 1990 y 1994. La habilidad de Maradona como jugador y su personalidad temperamental tenían un efecto positivo importante en su equipo, con su compañero en la Copa del Mundo de 1986, Jorge Valdano, declarando:
"Maradona era un líder técnico: un tipo que resolvía todas las dificultades que se le presentaban en el terreno de juego. En primer lugar, estaba a cargo de hacer que los milagros ocurrieran, eso es algo que da mucha confianza a los compañeros. En segundo lugar, el alcance de su fama fue tal que absorbia todas las presiones en nombre de sus compañeros de equipo. Lo que quiero decir es: uno dormía profundamente la noche anterior a un partido no solo porque sabías que estabas jugando al lado de Diego y Diego hacía cosas que ningún otro jugador en el mundo podía hacer, sino también porque inconscientemente sabíamos que si daba el caso de perder, entonces Maradona cargaría más con las críticas de la derrota que el resto de nosotros. Ese fue el tipo de influencia que ejerció en el equipo".
Elogiando el "carisma" de Maradona, otro de sus compañeros argentinos, el legendario delantero Gabriel Batistuta, afirmó: "Diego podía comandar un estadio, que todos lo vieran. Jugué con él y les puedo decir lo decisivo técnicamente que fue para el equipo." El expresidente del Napoli, Corrado Ferlaino, comentó sobre las cualidades de liderazgo de Maradona durante su paso por el club en 2008, y lo describió como "un entrenador en el campo".
Uno de los movimientos característicos de Maradona era volcarse por la banda derecha del campo para regatear con su pierna hábil en diagonal hacía el área rival y tener ángulo a su favor para entregar pases precisos a sus compañeros de equipo. Otra marca registrada era la rabona, un pase cruzado en el que la pierna que golpea la pelota pasa por detrás de la pierna que soporta todo el peso del cuerpo. Esta maniobra dio lugar a varias asistencias, como el centro del cabezazo de Ramón Díaz ante Suiza en 1980. Además, también era un conocido usador de la ruleta, una finta en la que realizaba un giro de 360° con el balón en control; debido a su afición por utilizar este movimiento, incluso en ocasiones ha sido descrito como el "giro de Maradona" en los medios. También era considerado como uno de los mejores especialistas en pelota parada de todos los tiempos; su técnica de tiro libre, que a menudo lo veía levantar la rodilla en un ángulo alto al golpear la pelota, lo que hacía levantarla por encima de la barrera, le permitió anotar tiros libres incluso desde cortas distancias, dentro de 22 a 17 yardas (20 a 16 metros) de la portería, o incluso justo fuera del área de penalti. Su estilo de lanzar tiros libres influyó en varios otros especialistas, incluidos Gianfranco Zola, Andrea Pirlo y Lionel Messi.

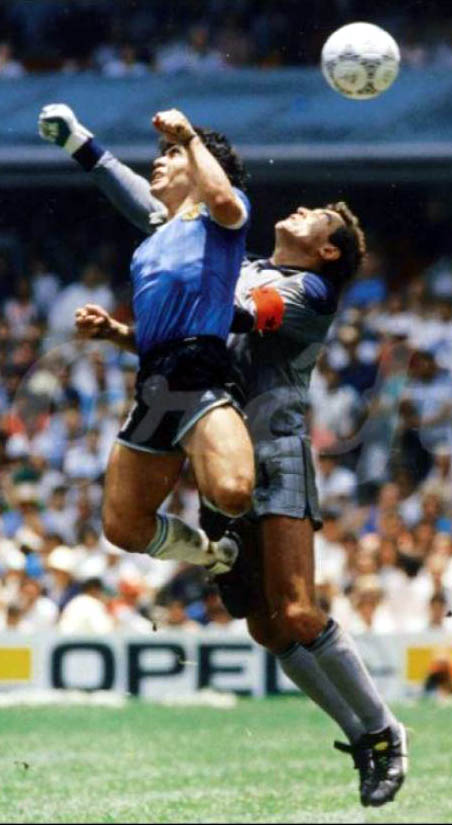
La "mano de Dios" es una de las jugadas más controversiales de la historia del fútbol.

Maradona era famoso por su personalidad astuta. Algunos críticos ven su controvertido gol de la "Mano de Dios" en la Copa del Mundo de 1986 como una maniobra inteligente, con uno de los jugadores ingleses, Glenn Hoddle, admitiendo que Maradona lo había engañado moviendo la cabeza al mismo tiempo que palmeaba la pelota. El gol en sí ha sido visto como una encarnación de la villa de Buenos Aires en la que se crio Maradona y su concepto de viveza criolla, "la astucia de los criollos". Aunque crítico del primer gol ilegítimo, el delantero de Inglaterra Gary Lineker concedió: "Cuando Diego anotó ese segundo gol contra nosotros, me dieron ganas de aplaudir. Nunca me había sentido así antes, pero es verdad... y no solo porque fue un partido tan importante. Era imposible marcar un gol tan bonito. Es el mejor jugador de todos los tiempos, por mucho. Un auténtico fenómeno." Maradona usó su mano en el Mundial de 1990, nuevamente sin castigo, y esta vez en su propia línea de gol, para evitar que la Unión Soviética anotara. Varias publicaciones se han referido a Maradona como el Artful Dodger del fútbol, el carterista pilluelo de la obra literaria Oliver Twist de Charles Dickens.
Maradona era predominantemente zurdo, a menudo usando su pie izquierdo incluso cuando el balón estaba posicionado de manera más adecuada para una conexión con el pie derecho. Su primer gol contra Bélgica en la semifinal de la Copa del Mundo de 1986 es un digno indicador de ello; había corrido hacia el canal interior derecho para recibir un pase, pero dejó que el balón viajara hacia su pie izquierdo, requiriendo más habilidad técnica. Durante su corrida ante varios jugadores de Inglaterra en la antesala del "Gol del Siglo", no usó el pie derecho ni una sola vez, a pesar de pasar todo el movimiento en el lado derecho del campo. En la eliminatoria de segunda ronda del Mundial de 1990 contra Brasil, utilizó su pie derecho en la jugada del gol de la victoria de Claudio Caniggia debido a que dos marcadores brasileños lo obligaron a colocarse en una posición que hizo que el uso de su pie izquierdo fuera menos práctico.

### En la opinión pública

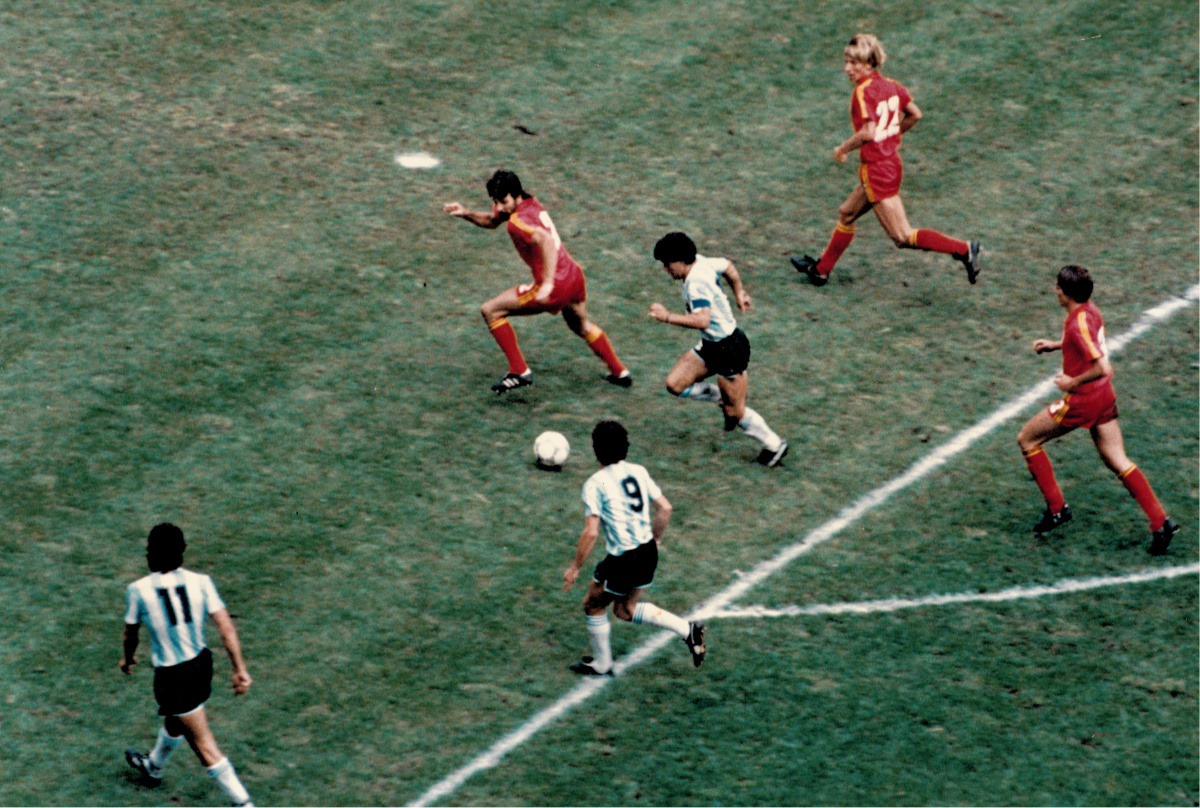
Considerado como uno de los mejores regateadores de todos los tiempos, Maradona (en la foto regateando con el balón contra Bélgica en 1986) tenía un excelente control del balón y, a menudo, realizaba carreras contra los rivales.

Maradona es ampliamente considerado como el mejor futbolista de su generación. Es nombrado como uno de los mejores de la historia según jugadores, entrenadores y especialistas, y algunos lo consideran el mejor de todos los tiempos. Conocido como uno de los jugadores más habilidosos de este deporte, es también considerado como uno de los mejores regateadores y pateadores de tiros libres de la historia. Un talento privilegiado en su juventud, en adición a su habilidoso estilo de juego, Maradona también fue alabado por César Luis Menotti, su entrenador en sus inicios con la selección argentina, por su dedicación, determinación, y ética de trabajo que demostraba en orden de mejorar el aspecto técnico en su juego en los entrenamientos, a pesar de sus talentos naturales, con el entrenador notando: "Siempre soy cauteloso al usar la palabra "genio". Me resulta difícil aplicar eso incluso a Mozart. La belleza del juego de Diego tiene un elemento hereditario, su natural facilidad con el balón, pero también debe mucho a su capacidad de aprendizaje: muchas de esas pinceladas, esas pinceladas de 'genio', son de hecho producto de su duro esfuerzo. Diego trabajó muy duro para ser el mejor." El entrenador en Napoli de Maradona, Ottavio Bianchi, también aclamó su disciplina en los entrenamientos, comentando: "Diego es diferente al que intentan representar. Cuando lo tenías de forma natural, era un chico muy bueno. Fue hermoso verlo y entrenarlo. Todos hablan de que no entrenaba, pero no era cierto, porque Diego era el último en salir del campo, había que echarlo porque de lo contrario se quedaba horas inventando tiros libres." Sin embargo, como Bianchi notaba, a pesar de que Maradona era conocido por hacer "grandes jugadas" y hacer cosas "inimaginables" con la pelota en los entrenamientos, incluso pasando por momentos de rigurosos ejercicios físicos, también era conocido por limitado trabajo sin balón, e incluso se ganó una época de infamia en Italia por sus ausencias en los entrenamientos con el Napoli, mientras que a veces él prefería entrenar por su cuenta en vez de con el equipo.
En Diego Maradona, un documental de 2019 sobre su vida, Maradona confesó que su régimen semanal se basaba en "jugar un partido el domingo, salir de fiesta hasta el miércoles, y entonces ir al gimnasio el viernes". A pesar de su inconsistente régimen de entrenamiento, Asif Kapadia, el director del documental, comentó en 2020: "Tenía un metabolismo peculiar. Parecía increíblemente fuera de forma, pero luego entrenaba y sudaba como un loco cuando llegaba la jornada del partido. La forma de su cuerpo no parecía la de un futbolista, pero tenía esa habilidad y ese equilibrio. Tenía una cierta forma de ser, y la idea de hablar con él honestamente sobre cómo transcurría una semana típica era bastante sorprendente." También reveló que Maradona estaba adelantado a su época en cuanto a tener contratado un preparador físico personal —Fernando Signorini— que lo preparaba en distintos aspectos, en adición a su condición física en general, añadiendo: "Mientras él [Maradona] estaba en un equipo de fútbol, él tenía su propio régimen de trabajo. ¿Cuántos jugadores harían eso? ¿Cuántos jugadores sabrían siquiera pensar así? 'Soy diferente a los demás, así que necesito entrenar en lo que soy bueno y en lo que soy débil'. Signorini es muy culto e inteligente. Literalmente decía: 'Esta es la forma en que te voy a entrenar, lee este libro'. Le ayudaba psicológicamente, le hablaba de filosofía y cosas así." Aparte de eso, Maradona era notorio por su pobre dieta y peligrosa vida fuera de los campos, incluyendo su uso de drogas ilícitas y abuso de alcohol, que, junto a sus problemas personales, metabolismo, medicación pre-escrita, y períodos de inactividad y suspensiones, acababan en sus subidas de peso y declinación física durante el progreso de su carrera; su falta de disciplina y sus dificultades en su turbulenta vida personal son notadas por algunos críticos del deporte como influencias que impactaron negativamente en sus actuaciones y longevidad durante los últimos años de su carrera.

Una figura controversial en el deporte, a pesar de que era aclamado por jugadores, entrenadores y expertos por su estilo de juego, también tenía críticas por los medios por su temperamento y controversiales comportamientos, fuera y dentro del campo. Aun así, en 2005, Paolo Maldini describió a Maradona como el mejor jugador que ha enfrentado, y además el más honesto, declarando: "Era un modelo de buen comportamiento en el campo, era respetuoso con todos, desde los grandes jugadores hasta el miembro más ordinario del equipo. Siempre lo pateaban y nunca se quejaba, no como algunos de los delanteros de hoy." El también jugador del Milan, Franco Baresi, respondió "Maradona" cuando le preguntaron quién fue su más grande oponente; "Cuando estaba en buena forma, era casi imposible pararlo", mientras que su compañero de zaga en Italia, Giuseppe Bergomi, en 2018 describió a Maradona como el mejor jugador de la historia. Zlatan Ibrahimović dijo que sus actitudes fuera del campo no deberían importar, y que solo debería ser juzgado por su impacto dentro de la cancha. "Para mí Maradona es más que fútbol. Lo que hizo como futbolista, en mi opinión, será recordado para siempre. Cuando ves el número 10, ¿en quién piensas? Maradona. Es un símbolo, incluso hoy en día hay quienes eligen ese número por él", dijo.
Hoy sus habilidades le brindarían una mayor protección. En ese entonces, simplemente servían como el trapo rojo de provocación que garantizaría que sería víctima de desafíos brutales dondequiera que jugara. Las reglas cambiaron como consecuencia directa de algunas de las lesiones que recibió Maradona. Cuando lo entrevisté hace unos años, me dijo que pensaba que jugadores como Lionel Messi le debían mucho porque algunas de las entradas que había soportado nunca se permitirían hoy.

— Guillem Balagué escribiendo para la BBC en 2020 sobre 'el mago, el tramposo, el dios, el genio imperfecto'.
En 1999, Maradona ocupó el segundo lugar detrás de Pelé en la lista de la revista World Soccer de los "100 mejores jugadores del siglo XX". Junto con Pelé, Maradona fue uno de los dos ganadores conjuntos del premio "Jugador del siglo de la FIFA" en 2000, y también quedó quinto en las "Elecciones del siglo de la IFFHS". En una encuesta de la FIFA de 2014, Maradona fue votado como el segundo número 10 más grande de todos los tiempos, solo detrás de Pelé, y más tarde ese año, ocupó el segundo lugar en la lista de The Guardian de los 100 mejores jugadores de la Copa del Mundo de todos los tiempos, en antesala al Mundial de Brasil 2014, una vez más por detrás de Pelé. En 2017, FourFourTwo lo ubicó en el primer lugar en su lista de "100 mejores jugadores", mientras que en 2018, fue clasificado en primer lugar por la misma revista en su lista de los "Mejores jugadores de fútbol en la historia de la Copa del Mundo"; en marzo de 2020, también fue clasificado en primer lugar por Jack Gallagher de 90min.com en su lista de "Los 50 mejores jugadores de todos los tiempos". En mayo de 2020, Sky Sports clasificó a Maradona como el mejor jugador que nunca ganó la UEFA Champions League o la Copa de Europa.

## Post-retiro, otros trabajos y problemas de salud

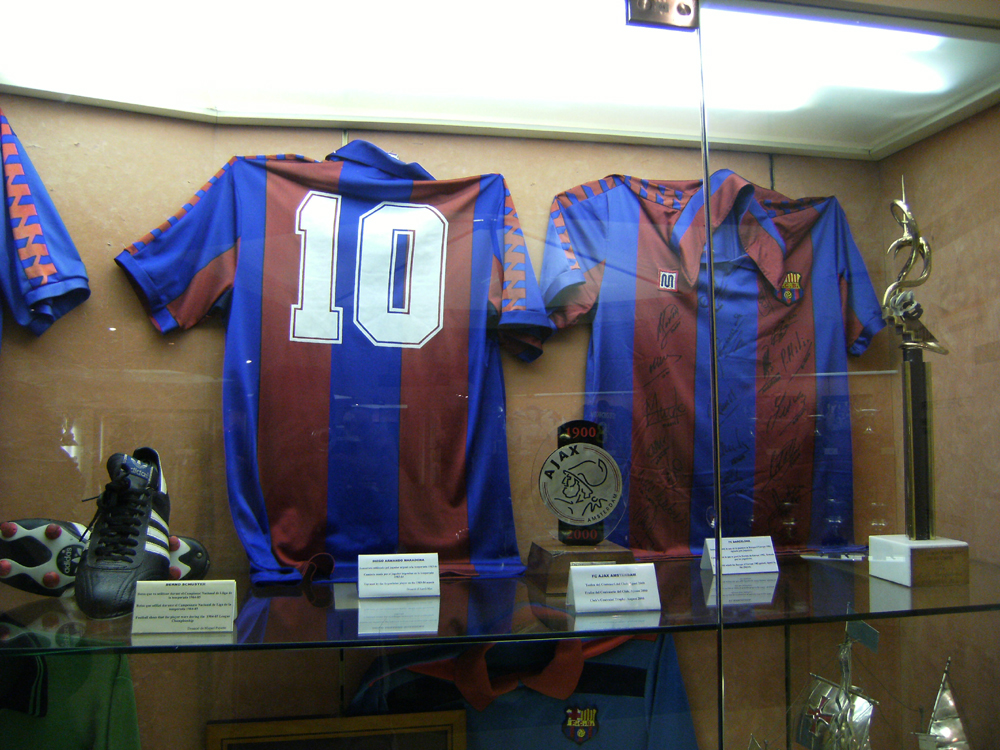
Exhibición de la camiseta de Maradona en el museo del Barcelona.

En marzo de 1998, meses después de anunciar su retiro, surgió la posibilidad de que volviera a jugar, esta vez para el club All Boys dirigido por Sergio Batista. Sin embargo, Maradona terminó rechazando esta oportunidad, que finalmente quedaría descartada, junto a toda posibilidad de regreso, cuando el juez Bonadío levantó la medida cautelar que impedía que la AFA lo sancione.
Después de alejarse del fútbol profesional, Maradona se dedicó a más de una actividad, entre otras diversas ocupaciones, fue comentarista deportivo, vicepresidente de la Comisión de Fútbol de Boca Juniors, conductor de televisión y realizó varias publicidades. Además participó en numerosos partidos de fútbol benéficos, y fue invitado de lujo en eventos de diversos deportes además del fútbol, entre ellos básquetbol, boxeo, hockey césped, rugby y tenis.
Esta etapa de su vida se vio afectada, además, por graves problemas de salud causados por su adicción a las drogas, lo que lo llevó a realizar, con mayor o menor éxito, largos procesos de rehabilitación tanto en Argentina como en Cuba. En septiembre de 2000 publicó su autobiografía, titulada «Yo soy el Diego», en la que repasó su carrera futbolística y confesó los orígenes de su adicción a las drogas.
En enero de 2000 Maradona fue internado en terapia intensiva en el Sanatorio Cantegril, mientras estaba de vacaciones en la ciudad uruguaya de Punta del Este. El jugador ingresó a la clínica con una crisis hipertensiva y un cuadro de arritmia ventricular. Su representante, Guillermo Cóppola, explicó que la internación no era por un problema con las drogas, sino que Maradona sufría de hipertensión. Sin embargo, en los análisis de sangre y orina fueron encontrados restos de cocaína, por lo que Maradona tuvo que declarar ante la justicia uruguaya, ya que el consumo, si bien no se encontraba penado, era considerado una «falta». Tras salir de la clínica, el 18 de enero de ese año viajó a Cuba para iniciar un tratamiento de rehabilitación, residiendo en ese país durante varios años. Muchos años después Jorge Romero, médico que lo atendió en Punta del Este comentó detalles sobre la situación que puso al ídolo al borde de la muerte: “Si no lo internábamos, se moría en unas horas. Dejaba de respirar durante lapsos de cinco o seis segundos”.
Tras su retiro, Maradona esperó más de cuatro años para realizar su partido despedida. El mismo se realizó el 10 de noviembre de 2001, en La Bombonera, en un partido entre la selección argentina y un combinado de estrellas. El seleccionado argentino, conducido por Marcelo Bielsa, contaba con la presencia de jugadores como Roberto Ayala, Juan Sebastián Verón, Javier Zanetti y Pablo Aimar. El combinado de estrellas, dirigido por Alfio Basile, estaba integrado por jugadores de la talla de Enzo Francescoli, Éric Cantona, Davor Šuker, Juan Román Riquelme, Carlos Valderrama, Hristo Stoichkov, Nolberto Solano y René Higuita, entre otros. Tras el partido, un emocionado Maradona brindó un discurso, aceptando errores, en el que pronunció otra de sus recordadas frases: «yo me equivoqué y pagué, pero la pelota no se mancha».
En 2003, Diego Maradona finalizó dos de sus relaciones más importantes: con su esposa Claudia Villafañe y con su representante y amigo Guillermo Cóppola. Su esposa inició la demanda de divorcio el 7 de marzo por abandono del hogar en 1998, luego de permanecer más de 13 años casados. Maradona y Villafañe contrajeron matrimonio el 7 de noviembre de 1989, en una gran fiesta realizada en el estadio Luna Park de la Ciudad de Buenos Aires. Con Cóppola finalizó la vinculación contractual y la amistad que los unía, iniciándole luego una demanda por un supuesto dinero adeudado.

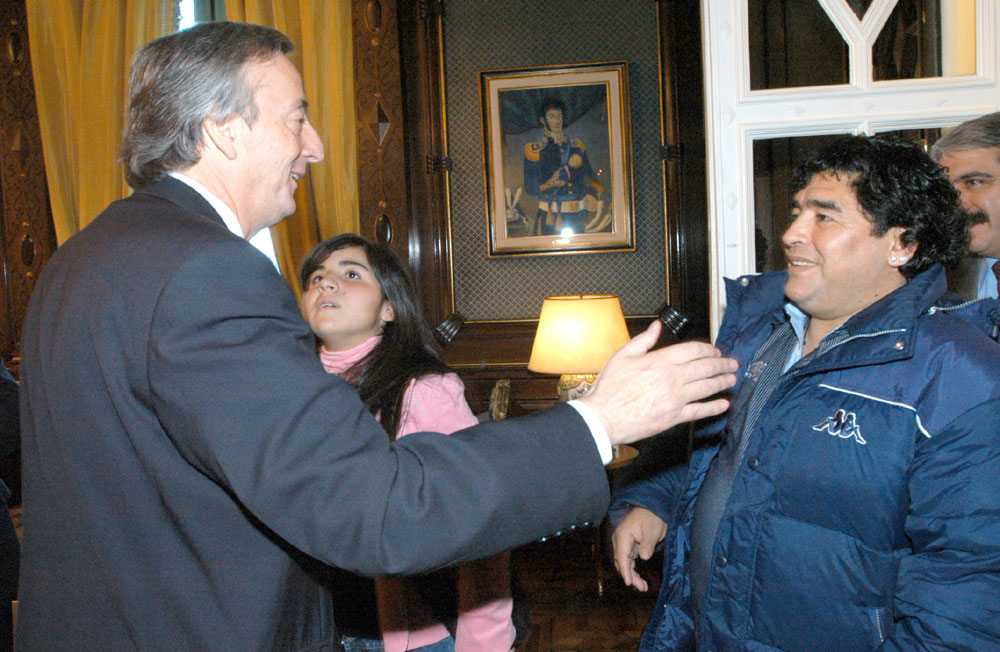
Maradona en 2004 junto a Néstor Kirchner, presidente de la Argentina en ese momento.

En abril de 2004 Maradona volvió a sufrir un importante problema de salud y fue internado en la Clínica Suizo-Argentina de Buenos Aires. Las autoridades de la clínica expresaron que el jugador había sufrido «una crisis hipertensiva, con un cuadro basal de cardiopatía dilatada». Maradona había regresado de Cuba tres semanas antes para visitar a su familia, y sus apariciones mediáticas previas a la internación no evidenciaron ningún tipo de problema. Los problemas cardíacos de Maradona eran agravados por su adicción a las drogas, por lo que, luego de que su salud se estabilizó, fue internado el 9 de mayo en la clínica neuropsiquiátrica «Del Parque» para iniciar un tratamiento de desintoxicación. Tras tres meses de internación, Maradona pidió permiso judicial para continuar su tratamiento en Cuba. El jugador no podía abandonar la clínica sin el consentimiento de su familia, quien ejercía su custodia bajo autorización judicial. Además, la asesora de Menores e Incapaces Elena Bortiri, promovió, con el consentimiento de su familia, la inhabilitación de Maradona por su drogodependencia, en base al artículo 152 bis del código civil. La inhabilitación se dicta para proteger al individuo, y a su familia, de sus propios actos, limitando su capacidad jurídica. A pesar del pedido de Maradona, quien llegó a reunirse con el presidente Néstor Kirchner para solicitarle que mediara en la situación (aunque finalmente el tema no se trató en la reunión), el tratamiento continuó en la Argentina.

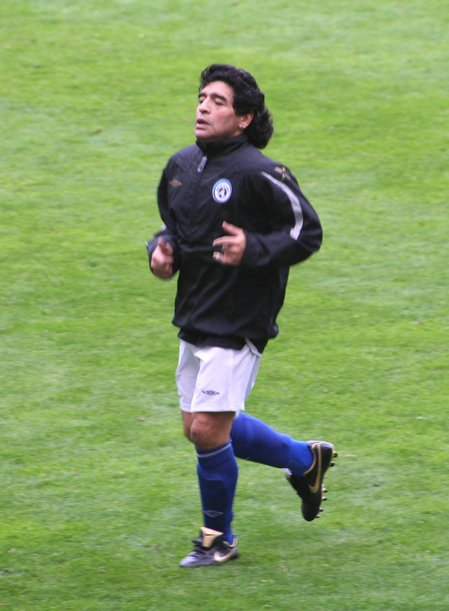
Maradona en un partido benéfico en junio de 2006, un año después de someterse a un baipás gástrico.

Luego de dejar la actividad deportiva, y debido a sus excesos con la comida y las drogas, Maradona aumentó considerablemente de peso alcanzando los 120 kilos en febrero de 2005. En marzo de 2005 se sometió a una cirugía bariátrica (baipás gástrico) en la ciudad de Cartagena de Indias, Colombia, para el control de la obesidad y demás problemas relacionados con el sobrepeso. Gracias a la cirugía y a una estricta dieta, Maradona bajó en pocos meses más de 50 kilos.
Superados sus problemas de salud le ofrecieron conducir un programa de televisión que se sería emitido por Canal 13. Esto se concretó el 15 de agosto de 2005 con la primera emisión de su programa, La noche del 10. Como invitado para el primer programa escogió a Pelé, con quien mantenía un mediático enfrentamiento desde hace años. El programa tuvo entrevistas con varias personalidades, pero el hecho más importante fue la entrevista al líder cubano Fidel Castro, con quien mantuvo una amigable relación desde su paso por la isla. El 7 de noviembre del mismo año se transmitió el último programa del ciclo desde el Luna Park, y tuvo como principal invitado al boxeador estadounidense Mike Tyson. El programa fue ganador en los Premios Clarín Espectáculos 2005 en los rubros Mejor Programa de Entretenimiento y Mejor Producción; siendo Maradona elegido la Figura del Año. Además, obtuvo el Martín Fierro en la categoría Producción Integral.

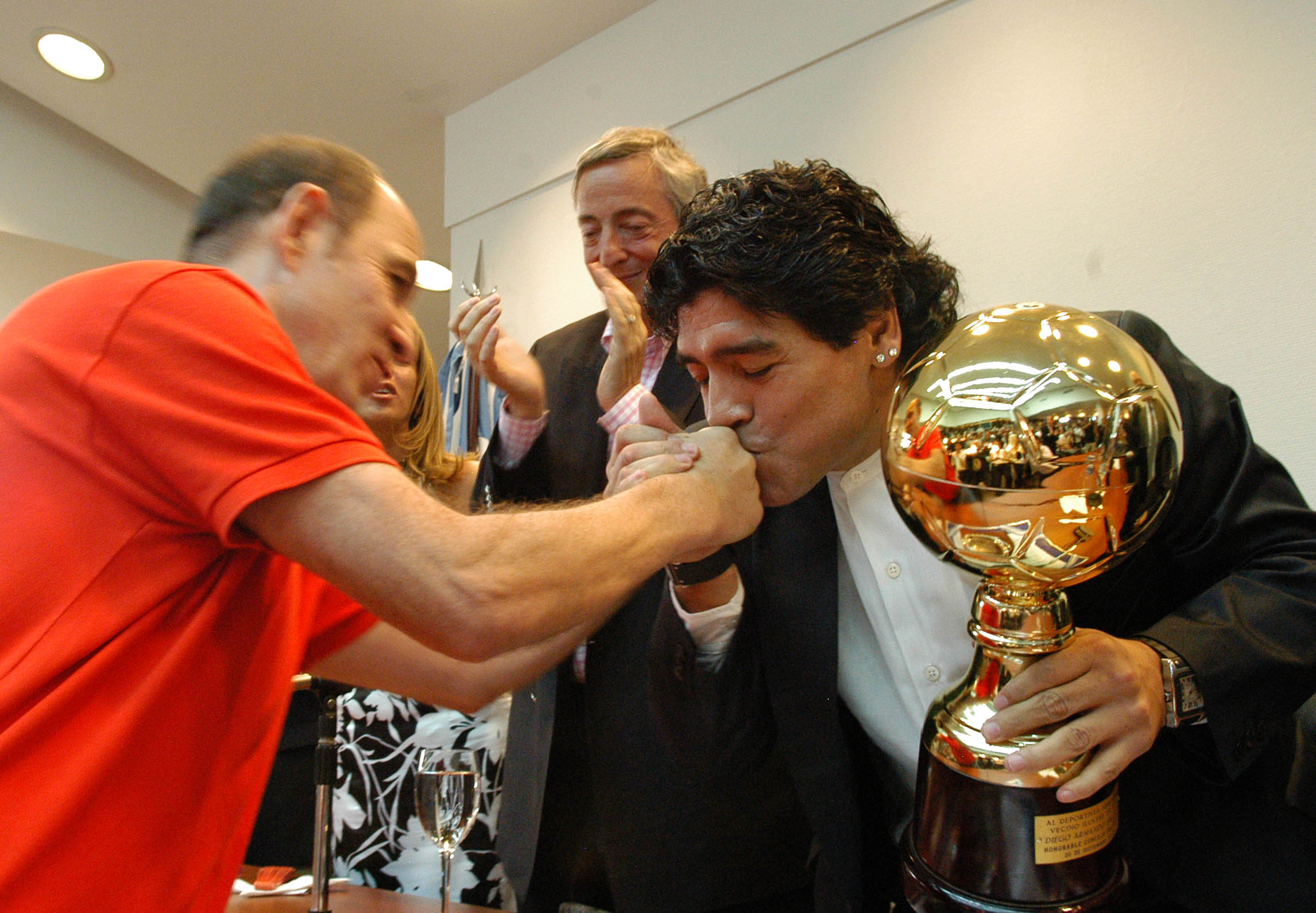
Diego Maradona en 2007 junto a Ricardo Enrique Bochini, exjugador de fútbol del Club Atlético Independiente e ídolo de Diego durante su infancia.

Mientras conducía su programa de televisión, también participó en la segunda temporada de la versión italiana de Bailando con las estrellas de la cadena RAI, al que finalmente renunció debido a problemas con el fisco italiano y por lo agotador que resultaba viajar hacia ese país dos veces por semana.
En noviembre de 2005 Maradona tomó relevancia política al ser una de las figuras principales de la Cumbre de los Pueblos, también llamada contracumbre, en oposición a la IV Cumbre de las Américas. Su participación comenzó el 3 de ese mes cuando abordó el Expreso del Alba, un tren que partía desde Buenos Aires y transportaba 160 pasajeros que participarían de la contracumbre, entre los que se encontraban el entonces candidato a la presidencia de Bolivia Evo Morales. La Cumbre de los Pueblos, en donde se manifestó la oposición al ALCA y el repudio a George W. Bush, contó con la presencia del propio Maradona, el presidente venezolano Hugo Chávez, Silvio Rodríguez, Adolfo Pérez Esquivel y las Madres de Plaza de Mayo. Su participación generó el enojo de varios dirigentes políticos, entre los que se encontraba el presidente mexicano Vicente Fox.
El 28 de marzo de 2007 fue internado en el Sanatorio Güemes, debido a excesos con las bebidas alcohólicas. Se le diagnosticó una «hepatitis química, aguda y tóxica», por lo que debió permanecer internado hasta el 11 de abril, cuando los médicos le dieron el alta. Dos días después tuvo una recaída y debió ser trasladado por una ambulancia al hospital Madre Teresa de Calcuta de la localidad de Ezeiza, y luego derivado al Sanatorio de los Arcos de la Ciudad de Buenos Aires. Allí permaneció hasta que el 21 de abril decidió internarse en la clínica psiquiátrica Avril, para tratar su adicción al alcohol. Tras más de dos semanas de tratamiento, en las que llegaron a circular rumores de su muerte, el 6 de mayo abandonó la clínica y al día siguiente obtuvo el alta.

### Embajador deportivo y nuevo programa de televisión
Luego de su tarea como entrenador comenzó a ejercer la función de embajador deportivo de los Emiratos Árabes Unidos, mientras que el 3 de febrero de 2013 nació su hijo Diego. En 2014, Maradona volvería a un rol periodístico al firmar un contrato con el canal teleSUR, conduciendo junto al uruguayo Víctor Hugo Morales el programa De Zurda. En el mismo realizó un análisis de las jornada futbolísticas de la Copa del Mundo, siendo el programa galardonado por la Universidad Nacional de La Plata con el Premio Rodolfo Walsh. No fue la primera vez que Maradona ejerció el rol de comentarista en una Copa Mundial de Fútbol. En la edición de 1994 en los Estados Unidos, luego de ser expulsado por consumir efedrina, comentó el partido entre su país y Rumania por los octavos de final, mientras que también trabajó durante el Mundial de Alemania 2006 para el canal de televisión español Cuatro.

## Carrera como director técnico

### Primeras experiencias (1994-1995)
Maradona debió cumplir los 15 meses de suspensión impuestos por la FIFA durante el Mundial de 1994, luego de que se le detectara sustancias estimulantes en un control antidopaje. La suspensión, que vencía el 15 de septiembre de 1995, le impedía desempeñarse como jugador de fútbol, pero no como director técnico. Gracias a esta posibilidad comenzó las negociaciones para encontrar club, lo que se concretó el 3 de octubre de 1994 al asumir la conducción técnica, en una dupla junto a Carlos Fren, de Deportivo Mandiyú. Su debut como entrenador fue en la sexta fecha con una derrota contra Rosario Central por 2:1, partido en el que Maradona debió dirigir desde la platea ya que no tenía autorización para sentarse en el banco de suplentes. Las peleas con la dirigencia lo llevaron a renunciar el 6 de diciembre, luego de dos meses de trabajo. No realizaría una buena campaña con el club, ya que durante su efímero paso dirigió 12 partidos en los que consiguió 1 triunfo, 6 empates y 5 derrotas.
Tras el alejamiento de Mandiyú, volvió a contratar a Guillermo Cóppola como su representante, alejándose de Marcos Franchi. El 6 de enero de 1995, nuevamente junto a Fren, fue contratado para dirigir a Racing de Avellaneda, club que no conseguía un campeonato desde 1966. La campaña en Racing también fue corta, ya que duró solo 4 meses. Dirigió 11 partidos en los que consiguió 2 triunfos, 6 empates y 3 derrotas.

### Entrenador de la Selección Argentina (2008-2010)

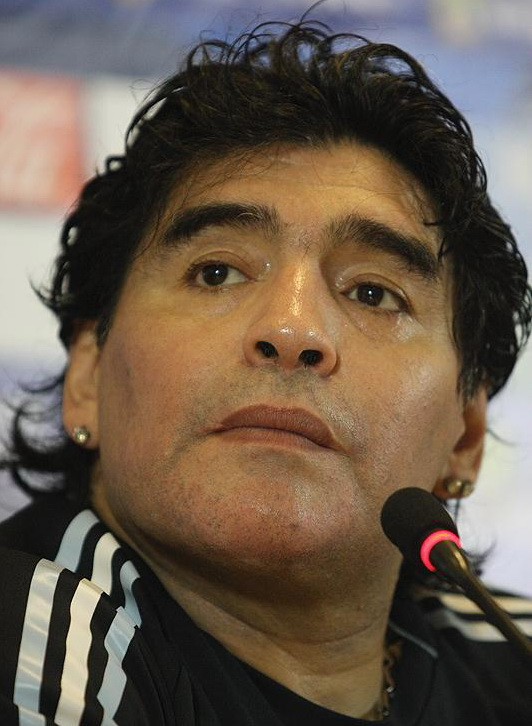
Maradona como director técnico de la selección argentina, en agosto de 2009.

En octubre de 2008, tras la renuncia de Alfio Basile, Maradona fue presentado como nuevo director técnico de la Selección Argentina en conferencia de prensa, acompañado de Carlos Bilardo como Coordinador de Selecciones Nacionales.
Su debut se produjo el 19 de noviembre de 2008 en el mismo estadio (Hampden Park), y ante el mismo rival (Escocia), al cual le marcó su primer tanto en la selección. El partido finalizó con un triunfo por 1-0, con gol de Maxi Rodríguez.
El debut oficial se produjo el 28 de marzo, por la clasificación al Mundial 2010, frente a Venezuela. El partido, disputado en Buenos Aires, finalizó con una victoria argentina por 4 a 0.
Su segundo partido por esta competición se jugó el 1 de abril frente a la selección boliviana, en La Paz. El resultado fue 6 a 1 para los locales, en una de las mayores goleadas que recibió la selección albiceleste. Más adelante, solicitó a la AFA el cambio de sede para el partido frente a Brasil hacia la ciudad de Rosario, justificando la necesidad de la presión del público sobre el rival. Finalmente, el partido finalizó 3-1 a favor de los brasileños, siendo esta la segunda derrota como local de Argentina en toda la historia de eliminatorias. Durante la semana posterior, sumada una nueva caída del equipo frente a Paraguay, Maradona afirmó que seguiría en el cargo. Se generó cierta polémica pública, alentada por el periodismo deportivo, acerca de sus capacidades para el cargo.
El 14 de octubre de 2009, la Selección dirigida por Maradona logró el pasaje a la Copa del Mundo, al obtener una victoria contra Uruguay en el Estadio Centenario y asegurarse así el cuarto puesto en las Eliminatorias Sudamericanas. Tras la clasificación, Maradona sorprendió con fuertes declaraciones, rayanas con el insulto, contra el periodismo que lo había cuestionado. Debido a las mismas, el 15 de noviembre la Comisión Disciplinaria de la FIFA le prohibió ejercer cualquier actividad relacionada con el fútbol por dos meses y, además, le impuso una multa de 25 000 francos suizos.
En la fase final de la Copa Mundial de Fútbol de Sudáfrica, la selección Argentina compartía el Grupo B con Nigeria, Corea del Sur y Grecia. El primer partido argentino se disputó el 12 de junio frente a Nigeria, en Johannesburgo. Argentina se impuso por la mínima diferencia con un gol de Gabriel Heinze a los seis minutos del partido. Su segundo partido fue contra Corea del Sur el 17 en esa misma ciudad, en el que goleó 4:1 gracias a los tres tantos convertidos por Gonzalo Higuaín. El último partido del grupo, con un equipo conformado en su mayoría por suplentes, la albiceleste venció a
Grecia por 2:0, con goles de Martín Demichelis y Martín Palermo.
De esta forma Argentina clasificó a los octavos de final y debió enfrentar a México. El triunfo por 3:1, con dos goles de Carlos Tévez y uno de Higuaín, le otorgó el pase a los cuartos de final donde jugó frente Alemania siendo goleada por 4:0 y quedando eliminada de la Copa del Mundo. Ese fue el último partido que dirigió a la selección argentina, ya que el 27 de julio la AFA decidió no renovarle el contrato porque Maradona no aceptó las modificaciones en la conformación del cuerpo técnico que le habían propuesto. Cabe destacar que Maradona convocó a un total de 108 jugadores a la selección albiceleste.

### Al Wasl (2011-2012)

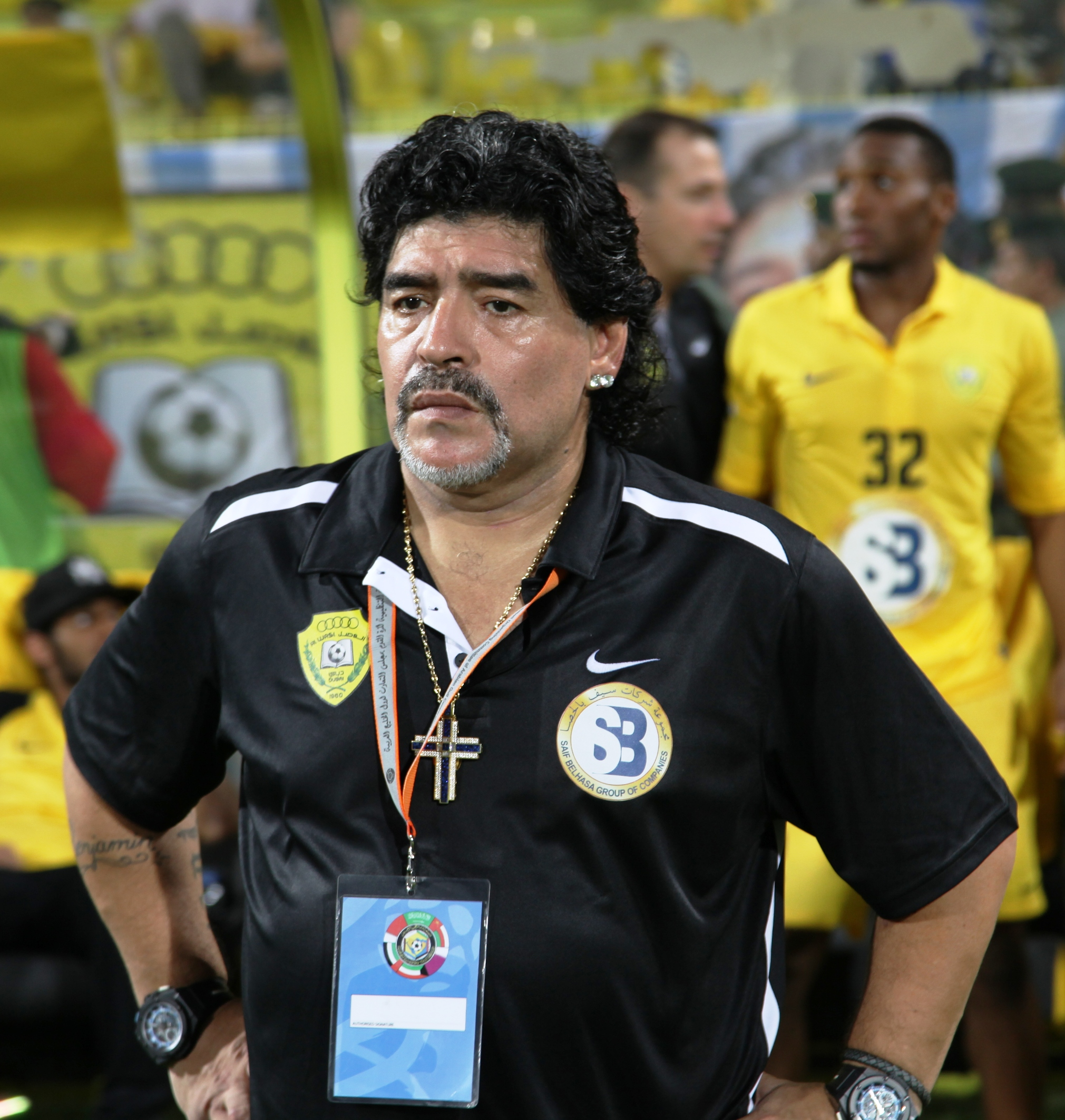
Maradona dirigiendo como técnico del Al Wasl en el año 2012.

Tras numerosos rumores de ofrecimientos para ser DT de la selección de fútbol de Ucrania o el Aston Villa, Maradona finalmente viajó a los Emiratos Árabes Unidos, más precisamente a la ciudad de Dubái, para hacerse cargo de la conducción técnica del Al Wasl.
El contrato que liga a Diego Maradona durante dos años como entrenador "está valuado en unos 34,5 millones de dólares", según informó el club de Emiratos Árabes Unidos.
Para homenajearlo, suprimieron la casaca número 10 del club; además, trajo como refuerzos a Mariano Donda (Godoy Cruz), a Edson Puch (Universidad de Chile), Juan Manuel Olivera (Peñarol) y Richard Porta (Nacional).
En su debut (28 de agosto), se enfrentó en un partido amistoso ante Kalba con victoria de 3:1. Pero perdería agónicamente en su debut oficial contra Al Jazira por 4:3, como visitante en la primera fecha de la Primera División de los Emiratos Árabes Unidos.
En diciembre de ese año, la Federación de Fútbol de los Emiratos Árabes Unidos le aplicó una sanción de tres partidos de suspensión, más otra de 2700 dólares; dicha situación se debe a la trifulca con el entrenador del Al Ain, Cosmin Olaroiu. El Al Wasl fue multado con 20 000 dirhams. Además, fue candidato a ser el DT de las selección de fútbol de Emiratos Árabes Unidos para clasificar y participar en Brasil 2014, según reconoció el presidente interino de la federación de ese país, Yousuf al Serkal.
En marzo de 2012, Maradona aseguró su intención de renovar como entrenador de Al Wasl e incluso ampliar sus funciones para ser un mánager plenipotenciario, como en Inglaterra. Sin embargo, a mediados de año fue despedido por los malos resultados. En diciembre de 2013, corrieron rumores de que podría dirigir a la selección de fútbol de Irak. pero éstos nunca se materializaron.

### Al Fujairah, Dinamo Brest y Dorados de Sinaloa (2017-2019)
El 7 de mayo de 2017, Maradona fue confirmado por una temporada como entrenador del club Al Fujairah de la Segunda División de los Emiratos Árabes. Tras no obtener el ascenso directo a la Primera División, dejó de ser técnico del equipo, que finalmente conseguiría el ascenso en un repechaje sin él en el cargo. 

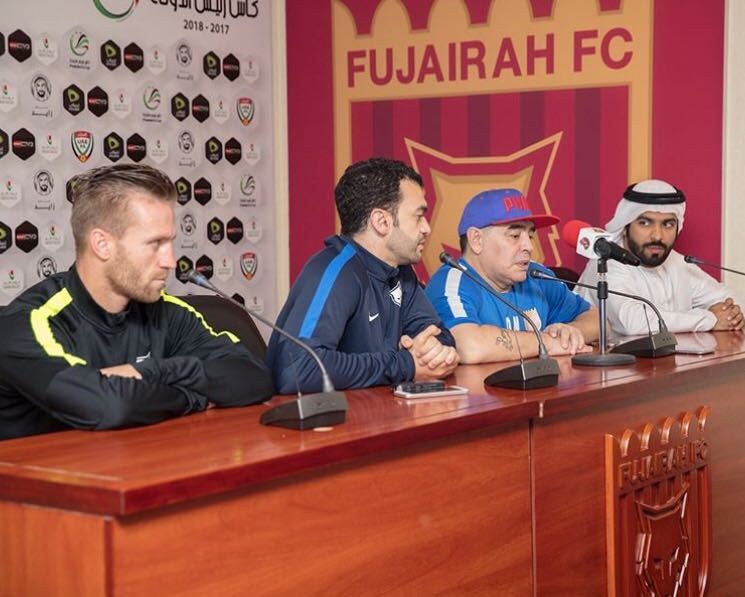
Maradona como entrenador de Al Fujairah S.C en el año 2018.

En el mes de julio fue presentado como el nuevo presidente del Dinamo Brest de Bielorrusia.
En septiembre de 2018, fue contratado para ser Director Técnico del club Dorados de Sinaloa, en la segunda categoría del fútbol mexicano. Hizo una buena campaña (18 triunfos, 10 empates y 7 derrotas). A pesar de que existía un acuerdo para que Maradona continuara por dos años al frente del conjunto de Culiacán, al que condujo en dos torneos del Ascenso MX y lo depositó en las finales (que perdió frente a Atlético San Luis), el 13 de junio de 2019 se comunicó que Diego dejaba la conducción técnica para enfocarse en sus lesiones de hombro y rodillas, estas últimas afectadas por una importante artrosis que llegó a impedirle caminar. "Juntos sorprendimos al mundo. Demostramos que el fútbol es pasión y corazón. Con el Diego de Sinaloa, #LaHicimosDeDiez. ¡Gracias por todo, Jefe! ¡Recupérate y nos vemos pronto!", publicó el "Gran Pez" en su cuenta de Twitter.

### Gimnasia y Esgrima La Plata (2019-2020)
Desde su regreso a la Argentina, Maradona había recibido varios sondeos para volver a dirigir. Defensa y Justicia (luego de la salida de Sebastián Beccacece), Gimnasia y Esgrima La Plata, Belgrano y Nueva Chicago, entre otros, consultaron a su entorno sobre su disponibilidad, como también San Luis del fútbol chileno. Y aunque Maradona había prometido enfocarse en su salud, finalmente el 5 de septiembre de 2019 fue confirmado como nuevo entrenador de Gimnasia y Esgrima La Plata, para intentar recuperarlo de su último puesto en la Superliga Argentina y posible descenso a la Segunda División.
Consecuentemente con el fanatismo que siempre despertó Maradona en Argentina, el club sumó, del jueves al domingo, tres mil nuevos socios, aumentando así un 10% su masa societaria. Para atender esa demanda, en Gimnasia tuvieron que triplicar la estructura de atención: normalmente preparada para recibir a 200 nuevos socios diarios, en cuatro días debió gestionar alrededor de 600 trámites cada jornada (con picos de 800). De hecho, a los 3000 que acaban de ser bienvenidos habría que sumarles al menos 600 más que -aún sin datos oficiales- el club calcula que se asociaron ese lunes, y otros tantos por día hasta el debut del nuevo técnico contra Racing Club, el campeón. El 30 de octubre de 2020 y coincidiendo con su cumpleaños número 60, Maradona hizo su última aparición en una cancha de fútbol dirigiendo a su equipo, que terminaría derrotando a Patronato por 3-0.

## Problemas de salud y fallecimiento
Durante años Maradona batalló contra la adicción a las drogas, medicamentos y alcohol. En los últimos años Maradona había logrado controlar su adicción a las drogas fuertes, aunque aún era adicto a medicamentos y al alcohol, esto a su vez comenzó a producir secuelas en su salud. En 2019 se tuvo que someter a una operación para controlar sangrados estomacales ocasionados por el baipás gástrico colocado en 2005.
El 2 de noviembre de 2020 fue internado por un cuadro de anemia y depresión. Al momento de su muerte se encontraba convaleciente tras haberse sometido a una cirugía para corregir un hematoma subdural en la cabeza. Finalmente, Maradona falleció la mañana del 25 de noviembre de 2020 a los 60 años, en su residencia ubicada en Dique Luján, partido de Tigre, a causa de una descompensación cardíaca que le generó un edema de pulmón.
Tras su muerte, el presidente Alberto Fernández declaró tres días de luto nacional. Multitudes se aglomeraron en el obelisco de Buenos Aires, en el estadio de Argentinos Juniors, en el estadio La Bombonera y en Nápoles, Italia, entre otros lugares para rendirle homenaje. Su cuerpo fue trasladado a la Casa Rosada durante la madrugada del 26 de noviembre, donde fue velado hasta la tarde. La ceremonia fue multitudinaria con la asistencia de cientos de miles de personas. No obstante, las hijas y la exesposa de Maradona habían decidido terminar la ceremonia y dar por finalizado el velorio a las 16:30, cuando todavía había una altísima cantidad de asistentes haciendo fila en las calles para ingresar a darle un último adiós. A partir de allí se registraron incidentes dentro y fuera de Casa de Gobierno debido, entre otras cosas, a la presencia de barrabravas y a la represión policial indiscriminada. Su hijo, Diego Júnior no pudo viajar a la Argentina para despedirse de su padre, debido a que tanto él como su esposa, Nunzia Pennino, habían enfermado de COVID-19. Sus restos fueron posteriormente trasladados al cementerio privado Jardín de Paz, ubicado en Bella Vista, donde fue enterrado junto a las tumbas de sus padres. Miles de seguidores saludaron el paso del cortejo fúnebre durante todo el trayecto.
La familia recibió las condolencias del presidente de Francia Emmanuel Macron, del presidente de México Andrés Manuel López Obrador, del presidente de Irlanda Michael D. Higgins, del expresidente de Brasil Luiz Inácio Lula da Silva, del expresidente de Bolivia Evo Morales, del presidente de Liberia y exfutbolista George Weah, y de los futbolistas Lionel Messi y Cristiano Ronaldo. El papa Francisco le envió un rosario a su familia. Por otra parte, Luigi De Magistris, alcalde de Nápoles anunció que el estadio de la ciudad sería renombrado a estadio Diego Armando Maradona, en su honor.
En octubre de 2024, los restos serán trasladados desde el cementerio privado Jardín de Paz de Bella Vista, donde fue enterrado por primera vez luego de su deceso, al llamado "Memorial del Diez", un Mausoleo que está ubicado en la llamada Explanada del Bajo, en el barrio de Puerto Madero y en cercanías de la Casa Rosada. Al nuevo monumento funerario en honor de Maradona se podrá acceder caminando desde la Plaza de Mayo y estará abierto para todo público. El pedido del traslado del cuerpo de Diego al nuevo Mausoleo fue realizado por los hijos del astro, y luego de la espera, el Tribunal Criminal N°3 de San Isidro (que aún tiene a su cargo la investigación de las causas que llevaron a la muerte del exfutbolista) autorizó que los restos sean llevados al nuevo lugar.

## Imagen pública

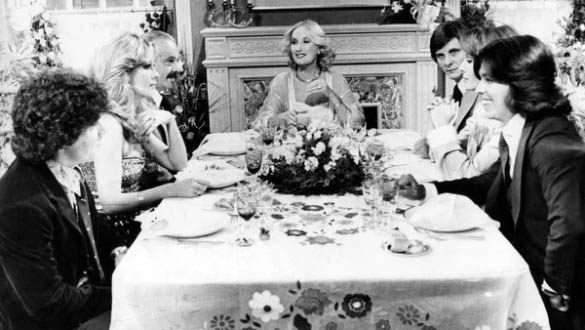
Maradona, en Almorzando con Mirtha Legrand, en 1979.

Cuando Maradona emergió en Argentinos Juniors, rápidamente empezó a ganar reconocimiento en los periódicos y medios deportivos argentinos como un "joven prodigio", que generaba gran asistencia de público en todas las canchas en las que se sabía que iba a jugar, ganándose el apodo de "Pibe de Oro". En 1976, año del “nacimiento profesional” de Maradona, la clase trabajadora argentina era criminalizada por exigir un trato digno en medio del inicio de la dictadura militar en Argentina. Su figura de un adolescente "introvertido, bajito y plebeyo" se consolidó como una de las principales del fútbol argentino a la par que su estatus como celebridad nacional, apareciendo en diversos programas de televisión, películas, comerciales, y propagandas. La revista El Gráfico describió su fenómeno de la siguiente manera: "Diego tenía una gran historia detrás (de Villa Fiorito a la gloria gracias a una pelota de fútbol) y una gran ventaja: su carisma. Daba muy bien en cámara, muy natural, casi como un actor profesional". Infobae escribió al respecto: "Entendió como nadie el funcionamiento del engranaje mediático para salir a hablar en cualquier radio chica o grande, diario o revista, de acá o de otro país, para saber que al día siguiente, todos los medios importantes del mundo iban a levantar sus declaraciones. Operaba a través de los medios para su propio beneficio. ¡A los 20 años!". Fue considerado como el primer jugador juvenil argentino en firmar contratos como una estrella global.

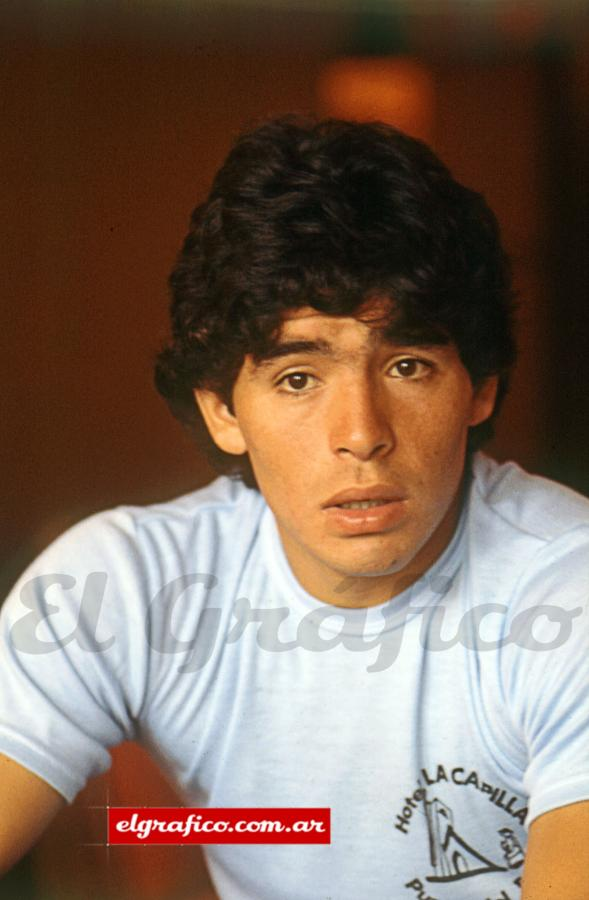
Un joven Maradona en su mejor momento en los 80.

Durante los 80, Maradona se convirtió en un "símbolo nacional" que no solo representaba la cultura futbolística de Argentina, sino que también la del propio país. Roy Hora, un profesor universitario, escribió para La Nación: "Nacionalista como el que más, Maradona jamás impugnó a su propia patria. La amó y defendió, con pasión inclaudicable, de las críticas de propios y de extraños". Se terminó de establecer como una estrella internacional con su pase al fútbol europeo y su controversial actuación en la Copa del Mundo 1982 en España. Se volvió el principal embajador de Puma, que acabaría siendo su marca por el resto de su carrera, y también tendría acuerdos de patrocinio con McDonald's, Coca-Cola, Hublot, Talent, Quilmes, entre otros.
Tanto por su actuación con Argentina en la Copa del Mundo 1986 como por su rendimiento en sus siete años en Nápoles, Maradona se convirtió en un «héroe deportivo». Partiendo de la supuesta base democrática del deporte, el héroe no solo representa el logro deseado, sino también el carácter común de las oportunidades de partida. A diferencia del héroe mitológico o el caballero medieval, cuanto más baja es la condición social y cultural del héroe deportivo, mayor es su representatividad en los sectores populares. Esta adhesión es mayor si, además de pertenecer a un sector económicamente desaventajado, no renuncia a los repertorios y gramáticas que se desprenden de ese sector. En el caso de Maradona debe sumársele, también, el mito de su enfrentamiento con los «poderosos», dirigentes de las federaciones y, en el particular caso de Italia, con los equipos del norte italiano como representante de los «oprimidos», los pobres del sur.

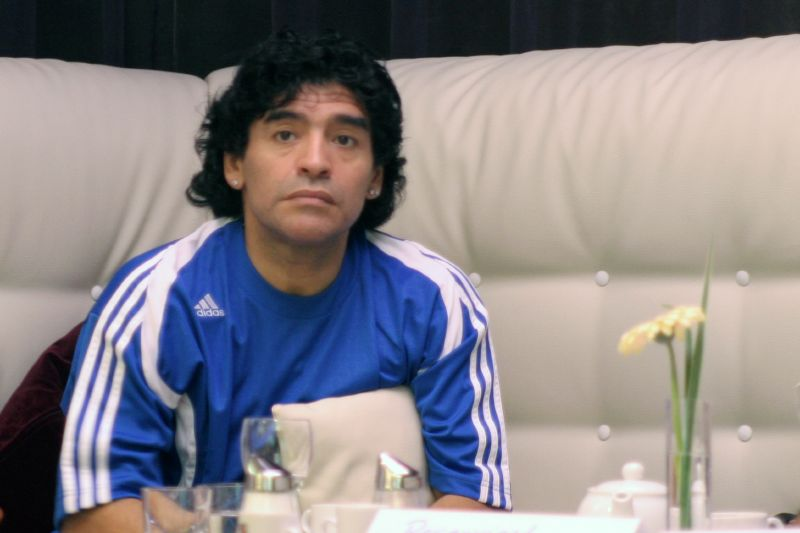
Maradona durante los 2000, en uno de los tantos cambios físicos por los que pasó.

Su lanzamiento al estrellato mundial, convirtiéndolo en "uno de los hombres más conocidos del mundo" a fines de los 80, también vio a Maradona mutar de la figura de un deportista consagrado hacia la de un "rockstar del fútbol" por sus acrecentadas apariencias en los tabloides que reportaban sus excesos en la vida nocturna tanto de España como en Italia, así como también por su actitud rebelde y cada vez más extravagante y glamurosa. La final del Mundial 90 marcaría el inicio de una década oscura y plagada de escándalos para Maradona, colapsando con su dopajes positivos en 1991 y 1994. El Clarín escribió: "Con conductas erráticas y un entorno de facinerosos, de la mano de la camorra napolitana Maradona había empezado a enviar indicios de que no podría evitar su destino contrariado de héroe trágico". Durante los 2000, Maradona continuaría sufriendo problemas de salud, incluso llegando a ser rumoreado muerto en 2000 y 2007, y también por constantes cambios físicos. Durante su etapa como entrenador de la Selección argentina, volvería a pasar por escrutinio público mundial por sus controversiales enfrentamientos ante el periodismo; el diario el País escribió: "Maradona dejó de ser un Dios y ahora es un diablo". En sus últimos diez años de vida, se harían virales varios recortes suyos donde mostraba dificultades de habla, en un mal estado físico, y con comportamientos polémicos en actos públicos. En su último año como entrenador de Gimnasia, Maradona pasó a obtener reconocimientos de varios clubes de Argentina, incluso llegando a prepararle un asiento de trono. Su última aparición pública fue el día de su cumpleaños, el 30 de octubre de 2020, en el estadio Juan Carmelo Zerillo acompañado de Claudio Tapia y Marcelo Tinelli, quienes le dieron una placa de reconocimiento, a pesar de su evidente mal estado. Maradona no dirigió el partido que se disputaba aquel día, ya que se retiró antes del pitido inicial.

## Impacto cultural

Mural de Diego Maradona en Napoli.

Sobre la idolatría que existe en la Argentina respecto a Maradona, su excompañero Jorge Valdano declaró en junio de 2006 al diario alemán Süddeutsche Zeitung

En el momento que Maradona se retiró del fútbol activo, dejó traumatizada a Argentina. Maradona fue más que un futbolista genial. Fue un factor extraordinario de compensación para un país que en pocos años vivió varias dictaduras militares y frustraciones sociales de todo tipo. [Valdano añadió que Maradona ofreció a los argentinos] una salida a su frustración colectiva y por eso la gente lo adora allí como una figura divina.

El sociólogo Eliseo Verón coincide al expresar que Maradona refleja «las creencias y las necesidades colectivas, de los despojados, de los pobres, de los que necesitan creer que Dios está cerca y por eso se identifican con Diego, como antes con Evita».
Un ejemplo de esta idolatría es la Iglesia maradoniana. En la Argentina y varias partes del mundo existe esta parodia de religión relacionada con el culto a Maradona como Dios supremo. Para ellos 1961 es el año 1 D. D., «después de Diego», y marca el comienzo de la «era maradoniana». También durante su internación en 2004, muchos fanáticos del jugador se acercaron a las puertas de la Clínica Suizo-Argentina y pegaron en las paredes carteles con mensajes de apoyo. Entre ellos pudieron leerse mensajes como «Siempre vivirás, Dios no quiere competencia», «Barba (Dios): ya le diste una mano, estamos esperando la otra», «No aflojés que vas a salir. No podés perder. No te olvides que Maradona juega para vos» o «Jesús resucitó una vez. Vos, miles». Actualmente se le ha realizado un monumento ubicado en el Museo de la Pasión Boquense. y una estatua ubicada en la ciudad de Bahía Blanca, así como hay otras esculturas en distintas partes del mundo.
Si bien este fanatismo tiene sus focos en Argentina y Nápoles, su carrera futbolística ha sido reconocida en numerosas oportunidades. Diversas encuestas lo ubican entre los mejores jugadores de la historia. Se destaca una encuesta realizada por la FIFA en 2000 en su sitio de Internet, la cual ganó ampliamente con el 53,60 % de los votos (lo siguieron con el 18,53 % Pelé y Eusebio con el 6,21 %). Obtuvo el tercer puesto en la encuesta realizada entre los lectores de la revista FIFA Magazine y el Comité de Fútbol de la FIFA, detrás de Pelé y Alfredo Di Stéfano. Fue elegido también el segundo mejor jugador del mundo de todos los tiempos, solamente después de Pelé (122 puntos), en una votación hecha por los ganadores del Balón de Oro en 1999.
Además de los diferentes reconocimientos dados por organismos oficiales y publicaciones deportivas de todo el mundo, Maradona recibió un importante reconocimiento de Argentinos Juniors. El 26 de diciembre de 2003 el club de su debut reinauguró finalmente su estadio ubicado en La Paternal, al que llamó Estadio Diego Armando Maradona, nombre oficializado el 10 de agosto de 2004. También fue premiado por el Senado de la Nación Argentina, cuando en junio de 2005 le otorgó el premio Domingo Faustino Sarmiento por su trayectoria.

Los miembros de Queen se reúnen con Diego Maradona, durante su tour en Argentina, en 1981

Varios artistas han homenajeado a Diego Maradona a través de sus canciones. Es el caso del fallecido cantante de cuarteto Rodrigo Bueno, quien interpretó el tema «La mano de Dios». También hicieron lo propio Los Piojos con «Maradó», Los Calzones con «Yo te sigo», Mano Negra con «Santa Maradona», Andrés Calamaro con «Maradona», Claudio Gabis y Charly García con «Maradona Blues», Los Ratones Paranoicos con «Para siempre Diego», Attaque 77 con «Francotirador», Los Cafres con «Capitán Pelusa», Las Pastillas del Abuelo con «¿Qué es Dios?», y Manu Chao con «La vida tómbola», entre otros. La canción «Y dale alegría a mi corazón» de Fito Páez, no fue dedicada a Maradona originalmente, aunque luego se la relacionara con él.
El 30 de marzo de 2007 se estrenó en Italia una película biográfica, dirigida por el italiano Marco Risi —con guion de Manuel Valdivia, César Vidal y Manuel Ríos San Martín— titulada Maradona, la mano di Dio. En 2008 fue estrenado el documental Maradona by Kusturica, realizado por el director Emir Kusturica. El 14 de junio de 2019, se estrenó en Gran Bretaña el documental Diego Maradona por Asif Kapadia, el cual contiene imágenes de archivo inéditas de la época en la cual el futbolista argentino jugaba en Nápoles. El 13 de noviembre de 2019 se estrenó en Netflix, la serie documental Maradona en Sinaloa que retrata el paso de Maradona por la dirección técnica del equipo mexicano Dorados de Sinaloa.
El 29 de octubre de 2021 se estrenó la serie web Maradona, sueño bendito a través de la plataforma de videodemanda Amazon Prime Video, donde se muestran diferentes momentos de su vida y sus hitos futbolísticos. El lanzamiento fue acompañado por una avant premiere el 28 de octubre, que consistió en una transmisión especial por Canal 9 del primer capítulo de la serie "Promesa", desde la cancha de Argentinos Juniors, donde Maradona hizo sus primeros pasos deportivos. El evento contó además con los protagonistas de la serie y con música en vivo donde destacaron Valeria Lynch interpretando "Me das cada día más", canción asociada a Maradona, y Juanse interpretando "Para siempre Diego". La serie está protagonizada por Juan Cruz Romero, Juan Palomino, Nazareno Casero y Nicolás Goldschmidt —quienes interpretan a Maradona en diferentes etapas de su vida— Julieta Cardinali y Laura Esquivel —quienes interpretan a Claudia Villafañe en diferentes momentos de su vida— Mercedes Morán, Rita Cortese, Pepe Monje, Claudio Rissi, Peter Lanzani, Leonardo Sbaraglia, Marcelo Mazzarello, entre otros. Antes de su estreno, se confirmó que la serie había sido renovada para una segunda temporada de 10 episodios con fecha de estreno a confirmar.

## Vida personal
Hijo de Dalma Salvadora Franco (Doña Tota) y Diego Maradona (Don Diego) en su vida personal, Maradona conoció a Claudia Villafañe a sus 18 años ya que eran vecinos del barrio Villa del Parque. Se casaron en 1989, ya siendo padres de Dalma Maradona nacida en 1987 y Giannina Maradona nacida en 1989. El 7 de marzo de 2003, Villafañe inicio acciones de divorcio contra Maradona por abandono de hogar, dando alegato de que esto sucedió en 1998. En 2005, Maradona conoció a Verónica Ojeda en un casamiento en Villa Fiorito y desde allí comenzaron una relación. En 2009, Maradona se convertiría en abuelo con el nacimiento de Benjamín Agüero, hijo de Giannina Maradona y Kun Agüero. En 2012, Ojeda se embarazó de Maradona y fruto de esto en 2013 nació Diego Fernando Maradona. En ese año también comenzó una relación con la futbolista y periodista Rocío Oliva, con quien se separó en 2018.

## Litigios judiciales

### Demandas por paternidad

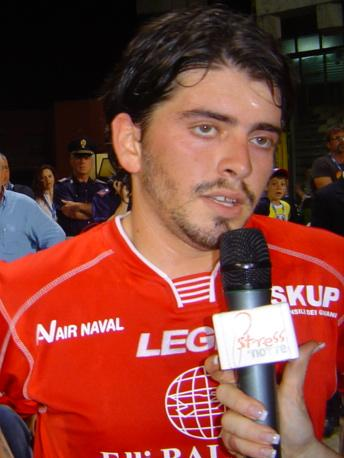
Diego Maradona, uno de sus hijos.

Cristiana Sinagra inició una demanda en Italia para que Maradona reconociera la paternidad de su hijo, llamado Diego. El 6 de mayo de 1992, después de que Maradona se negara en tres oportunidades a realizarse la prueba de ADN, la jueza María Lidia de Luca confirmó la paternidad, autorizando a Sinagra a utilizar el apellido y ordenando al jugador argentino a pasarle una mensualidad de 4000 dólares. Padre e hijo se encontraron por primera vez en mayo de 2003 en un campo de golf de la ciudad italiana de Fiuggi, luego de que Diego Maradona Jr. engañara a la seguridad del lugar, y conversaron durante cuarenta minutos. A pesar de este encuentro y de que la sentencia fue confirmada en 1995, Maradona continuaba manifestando en octubre de 2005 en su programa de televisión que "aceptar no es reconocer. Tengo dos hijas con mi amor de toda la vida. Se llaman Dalma y Gianinna. Estoy pagando con dinero mis equivocaciones del pasado. Un juez me obligó a darle dinero, pero no puede obligarme a sentir amor por él". Debido al retraso en el pago de la cuota alimentaria, Cristiana Sinagra inició a principios de 2005 una demanda para efectivizar el cobro, lo que autorizó el remate de una propiedad que Maradona poseía en Moreno. Pero tras una serie de negociaciones extrajudiciales entre las partes, la subasta fue suspendida.
Finalmente, el 26 de agosto de 2016, 21 años después de la sentencia, Maradona reconoció públicamente como su hijo a Diego Jr, con quien tuvo una relación afectuosa desde entonces.
Sin embargo, Sinagra no ha sido el único hijo extramatrimonial no reconocido. En 1996 nació una hija fruto de su relación con Valeria Sabalaín, llamada Jana. Tras negarse nuevamente a realizarse los exámenes de ADN, la jueza Graciela Varela determinó en primera instancia, luego de que el jugador se negara en cinco oportunidades a realizarse la prueba, que Maradona era el padre de la niña, la autorizó a llevar el apellido y en 2001 le ordenó al jugador entregarle 2000 pesos mensuales. La sentencia fue confirmada por la Sala I de la Cámara de Apelaciones, el 29 de junio de 2001. En 2004 llegó a un acuerdo con la madre de la menor: convinieron el pago de 400 000 pesos y una mensualidad de 2400 que se comprometía a girarle la empresa Aceites y Esencias Patagónicas, a la cual el jugador le había cedido derechos comerciales. Debido a que la empresa dejó de cumplir con la obligación, se le inició una causa penal en la que, luego de pagar y de comprometerse con una mensualidad de 2.700 pesos, fue sobreseído. La justicia comprobó que el responsable de realizar los pagos que exigía la demandante era Guillermo Cóppola, y que era él quien había incumplido. A finales de 2005, fue iniciado un nuevo juicio de filiación por un supuesto hijo del jugador argentino. Los padres del niño, llamado Santiago Lara, serían Maradona y Natalia Garat, quien falleció de Cáncer de Hueso en noviembre de 2005. Tiempo antes de fallecer, Garat le contó a su pareja, Marcelo Lara, que el chico era hijo del exfutbolista. En 2016, el joven apareció por primera vez en los medios para contar su historia. Lara pudo tener varios encuentros con el astro del fútbol.
En 2014, Diego reconoció a su hija Jana, a quien incluso presentó en público junto a su pareja de ese entonces, Rocío Oliva. Y lejos de parecer un momento incómodo, el Diez abrazo con cariño tanto a su hija como a su novia frente a las cámaras. Aunque ese fue el primer encuentro mediático entre padre e hija, el astro ya había mantenido un encuentro privado con Jana en la casa de Raúl "Lalo" Maradona, hermano del exfutbolista, poco tiempo antes. Desde ese entonces y por fuera del foco mediático, Diego comenzó a entablar una relación más cariñosa con su hija, incluso en 2015, la joven vivió por unos meses junto a su padre en Dubái.
En 2019, Diego reconoció a los tres hijos que tuvo en Cuba. Los mismos se llaman Joana, Lu y Javier "Javielito", dos de ellos son de la relación que el exfutbolista tuvo con la joven Adonay Frutos durante los cinco años que el astro vivió en la Isla, durante su rehabilitación de la adicción que tenía a las drogas. Maradona también tendría un cuarto hijo cubano, llamado Harold. El joven, que se parecería mucho físicamente a Diego, y al igual que los tres reconocidos, fue concebido durante esos cinco años en los que el exfutbolista residió en dicho país.
Poco después de la muerte de Diego, durante la autopsia realizada al cuerpo del astro, se extrajeron cuatro muestras de ADN de los restos del exfutbolista, las cuales pronto fueron puestas a disposición y custodia de la Justicia para ser guardadas para la realización de futuros exámenes de paternidad, ante la posibilidad de que fueran apareciendo más personas reclamando ser hijos de Maradona.
En diciembre de 2020, un mes después del deceso del exfutbolista, Carlos Ferro Viera, empresario que además era un amigo muy cercano de Maradona, reveló que el astro tendría dos hijos más, los cuales residen en España, fruto de una relación extramatrimonial que mantuvo durante más de tres años con Laura Cibilla, mecera del Boliche La Diosa, aunque esta última perdió un juicio en 2008 por una demanda de filiación de uno de esos dos supuestos hijos de ambos, el cual nació en el año 2003.
Poco tiempo después de la muerte del exfutbolista, Santiago Lara, el supuesto hijo que Maradona tuvo con Natalia Garat, solicitó a sus abogados que se realizara la exhumación del cuerpo de Maradona para la realización de un estudio de ADN, que determinaría si el joven era o no hijo del astro. No se realizó el examen genético, ya que Santiago Lara, aun no impugnó su apellido paterno.
Poco después del resurgimiento del caso de Santiago Lara, aparecieron otras demandas de paternidad, esta vez impulsadas por Magalí Gil y por Eugenia Laprovíttola. Gil, quien de niña fue adoptada y criada por otra familia, al retornar el contacto con su madre biológica, llamada Claudia, en un momento esta le confesó que su verdadero padre era Maradona. Laprovíttola, una joven platense quien llegó a conocer al astro y tener trato directo con el, cuando este era técnico de Gimnasia y Esgrima de La Plata, debido a que la joven es hincha de dicho Club, inició un juicio por filiación para conocer si efectivamente era o no hija del exfutbolista cuando supo el rumor de que su padre biológico podía ser Maradona. Durante ese tiempo, Verónica Ojeda, madre del hijo menor de Maradona, Diego Fernando, ofreció la posibilidad de la extracción de muestras de sangre de su hijo para la realización del estudio de ADN de Gil y Laprovíttola. Las demandantes pronto se realizaron los exámenes genéticos, sin embargo los mismos arrojaron resultados negativos.

### Violencia de género y acoso sexual
En octubre del año 2014 quedó registrado en un video como Maradona golpeaba a Rocío Oliva, su pareja, mientras se encontraban en Dubái. En la filmación se puede apreciar como el exfutbolista la golpea dos veces para luego gritarle dos veces que deje de usar el celular. Previamente, en junio de 2014, aparecieron fotos de Rocío Oliva con moretones provocados por Maradona, detallando otras ocasiones donde el exfutbolista la había golpeado. Sin embargo, en junio del año 2020, en una entrevista en el programa de televisión Intrusos, Rocío Oliva aseguró que Maradona nunca ejerció violencia de género sobre ella, afirmando que en el video que se difundió el exfutbolista jamás la golpeó, sino que le sacó el celular.
Yekaterina Nadólskaya, una periodista rusa, acusó a Maradona de haber intentado quitarle la ropa mientras ella intentaba entrevistarlo en la habitación de él. El Canal 5 de San Petersburgo ofreció una versión totalmente distinta de los hechos: según la cadena de televisión, la periodista comenzó a desvestirse ante Maradona y montó un escándalo cuando le pidieron que se marchara. La periodista presentó la denuncia ante las autoridades.

### Problemas con el fisco
Otro de los problemas que tuvo fue con el fisco italiano, a quien le debió más de 34,2 millones de euros, acusado de evadir impuestos durante sus últimos dos años en Nápoles. Sin embargo, el periodista Gianni Miná expresó que los directivos del S. S. C. Napoli les dijeron a varios de los jugadores que hicieran dos contratos, uno como futbolistas y otro por la explotación de su imagen. El Tesoro interpretó esto como evasión, y como Maradona no pidió un amparo como hicieron varios de sus compañeros y existía una ley que con los años aumenta en forma importante el monto adeudado, la deuda alcanzó la suma actual. Esta situación llevó a que, tras un paso por Italia en junio de 2006, la policía le decomisa dos relojes valuados en 10 000 euros como parte de pago de la deuda.

### Demandado por violencia
En enero de 2006, mientras estaba de vacaciones en la Polinesia, le rompió un vaso en la cabeza a una mujer después de que ésta tuvo un altercado con su hija Gianinna, provocando que esta reciba ocho puntadas, pero este incidente fue solucionado extrajudicialmente. El exfutbolista le pagó 6000 dólares y ella retiró su demanda.
Fue acusado por lesiones leves en el Fuero Contravencional y de Faltas de la Ciudad de Buenos Aires, por dañar a una pareja al embestir con su camioneta una cabina telefónica. El accidente automovilístico se produjo el 10 de febrero de 2006, y según la declaración de algunos testigos Maradona abandonó el lugar sin entregar sus datos ni los de su camioneta, algo que obliga el Código Contravencional porteño. Sin embargo, el exjugador declaró a los medios que nunca estuvo en el lugar del accidente, algo que confirman otros testigos. Tras no presentarse en el juzgado a declarar luego de cinco citaciones, el juez Gonzalo Rúa lo declaró "en rebeldía" y extendió una orden de captura en su contra. Maradona en ese momento se encontraba fuera del país, pero cuando arribó al Aeropuerto Internacional de Ezeiza proveniente de Italia, el 7 de octubre de 2007, fue demorado y llevado por la fuerza al Juzgado Contravencional N.º 9, ubicado en el barrio de Palermo de la Ciudad de Buenos Aires.

### Demanda contra su representante
Tras finalizar en 2003 su vínculo contractual con su representante, Guillermo Cóppola, comenzó un juicio en el que el jugador le reclamó el pago de 2 millones de dólares en concepto de lo ganado, entre otros asuntos, en su partido homenaje. Luego del fracaso de varias audiencias conciliatorias, en una producida en el mes de abril de 2008 el futbolista decidió retirar la demanda.

### Demanda contra Claudia Villafañe
En 2015, demandó a su exesposa Claudia Villafañe; por presunto fraude, estafa y malversación de patrimonio. Debido a la popularidad del Caso Maradona contra Villafañe y el desarrollo de sus investigaciones en otros países, varios medios argentinos y extranjeros cubren el tema.

## Participaciones en la Copa Mundial

### Como jugador
| Torneo                   | Sede                     | Resultado                | PJ | G | A |
| ------------------------ | ------------------------ | ------------------------ | -- | - | - |
| Copa Mundial 1982        | España                   | Segunda fase             | 5  | 2 | 0 |
| Copa Mundial 1986        | México                   | Campeón                  | 7  | 5 | 5 |
| Copa Mundial 1990        | Italia                   | Subcampeón               | 7  | 0 | 2 |
| Copa Mundial 1994        | Estados Unidos           | Octavos de final         | 2  | 1 | 1 |
| Total en Copas del Mundo | Total en Copas del Mundo | Total en Copas del Mundo | 21 | 8 | 8 |

### Como director técnico
| Torneo            | Sede      | Resultado        | G | E | P | Efectividad |
| ----------------- | --------- | ---------------- | - | - | - | ----------- |
| Copa Mundial 2010 | Sudáfrica | Cuartos de final | 4 | 0 | 1 | 80%         |

## Participaciones en la Copa América
| Copa              | Sede          | Resultado     | PJ | G | A |
| ----------------- | ------------- | ------------- | -- | - | - |
| Copa América 1979 | Sin sede fija | Primera ronda | 2  | 1 | 0 |
| Copa América 1987 | Argentina     | Cuarto puesto | 4  | 3 | 0 |
| Copa América 1989 | Brasil        | Tercer puesto | 6  | 0 | 1 |
| Total             | Total         | Total         | 12 | 4 | 1 |

## Estadísticas

### Clubes
Actualizado al último partido jugado el 25 de octubre de 1997.
| Argentinos Juniors Argentina | 1.ª             | 1976            | 11  | 2   | 3   | —  | —  | —  | —  | —  | —  | 11  | 2   | 3   | 0,18 |
| Argentinos Juniors Argentina | 1.ª             | 1977            | 49  | 19  | 12  | —  | —  | —  | —  | —  | —  | 49  | 19  | 12  | 0,39 |
| Argentinos Juniors Argentina | 1.ª             | 1978            | 35  | 26  | 9   | —  | —  | —  | —  | —  | —  | 35  | 26  | 9   | 0,74 |
| Argentinos Juniors Argentina | 1.ª             | 1979            | 26  | 26  | 6   | —  | —  | —  | —  | —  | —  | 26  | 26  | 6   | 1,00 |
| Argentinos Juniors Argentina | 1.ª             | 1980            | 45  | 43  | 10  | —  | —  | —  | —  | —  | —  | 45  | 43  | 10  | 0,96 |
| Argentinos Juniors Argentina | Total club      | Total club      | 166 | 116 | 40  | 0  | 0  | 0  | 0  | 0  | 0  | 166 | 116 | 40  | 0,70 |
| Boca Juniors Argentina | 1.ª             | 1981            | 40  | 28  | 16  | —  | —  | —  | —  | —  | —  | 40  | 28  | 16  | 0,70 |
| Boca Juniors Argentina | 1.ª             | 1982            | —   | —   | —   | —  | —  | —  | —  | —  | —  | 0   | 0   | 0   | 0,00 |
| FC Barcelona · España | 1.ª             | 1982-83         | 20  | 11  | 10  | 11 | 7  | 4  | 4  | 5  | 4  | 35  | 23  | 18  | 0,66 |
| FC Barcelona · España | 1.ª             | 1983-84         | 16  | 11  | 4   | 4  | 1  | 1  | 3  | 3  | 1  | 23  | 15  | 6   | 0,65 |
| FC Barcelona · España | Total club      | Total club      | 36  | 22  | 14  | 15 | 8  | 5  | 7  | 8  | 5  | 58  | 38  | 24  | 0,66 |
| SSC Napoli · Italia | 1.ª             | 1984-85         | 30  | 14  | 9   | 6  | 3  | 3  | —  | —  | —  | 36  | 17  | 12  | 0,47 |
| SSC Napoli · Italia | 1.ª             | 1985-86         | 29  | 11  | 5   | 2  | 2  | 1  | —  | —  | —  | 31  | 13  | 6   | 0,42 |
| SSC Napoli · Italia | 1.ª             | 1986-87         | 29  | 10  | 4   | 10 | 7  | 4  | 2  | 0  | 0  | 41  | 17  | 8   | 0,41 |
| SSC Napoli · Italia | 1.ª             | 1987-88         | 28  | 15  | 10  | 9  | 6  | 4  | 2  | 0  | 0  | 39  | 21  | 14  | 0,54 |
| SSC Napoli · Italia | 1.ª             | 1988-89         | 26  | 9   | 10  | 12 | 7  | 2  | 12 | 3  | 8  | 50  | 19  | 20  | 0,38 |
| SSC Napoli · Italia | 1.ª             | 1989-90         | 28  | 16  | 13  | 3  | 2  | 0  | 5  | 0  | 1  | 36  | 18  | 14  | 0,50 |
| SSC Napoli · Italia | 1.ª             | 1990-91         | 18  | 6   | 3   | 4  | 2  | 4  | 4  | 2  | 0  | 26  | 10  | 7   | 0,38 |
| SSC Napoli · Italia | Total club      | Total club      | 188 | 81  | 54  | 46 | 29 | 18 | 25 | 5  | 9  | 259 | 115 | 81  | 0,44 |
| Suspendido entre 1991 y 1992. |                 |                 |     |     |     |    |    |    |    |    |    |     |     |     |      |
| Sevilla FC · España | 1.ª             | 1992-93         | 26  | 5   | 9   | 4  | 2  | 4  | —  | —  | —  | 30  | 7   | 13  | 0,23 |
| Newell’s Old Boys Argentina | 1.ª             | 1993-94         | 5   | 0   | 1   | —  | —  | —  | —  | —  | —  | 5   | 0   | 1   | 0,00 |
| Suspendido entre 1994 y 1995. |                 |                 |     |     |     |    |    |    |    |    |    |     |     |     |      |
| Boca Juniors Argentina | 1.ª             | 1995-96         | 24  | 5   | 6   | —  | —  | —  | —  | —  | —  | 24  | 5   | 6   | 0,21 |
| Entre 1996 y 1997 abandona la práctica del fútbol profesional. |                 |                 |     |     |     |    |    |    |    |    |    |     |     |     |      |
| Boca Juniors Argentina | 1.ª             | 1997            | 1   | 0   | 1   | —  | —  | —  | —  | —  | —  | 1   | 0   | 1   | 0,00 |
| Boca Juniors Argentina | 1.ª             | 1997            | 5   | 2   | 0   | —  | —  | —  | 1  | 0  | 0  | 6   | 2   | 0   | 0,33 |
| Boca Juniors Argentina | Total 3.ª etapa | Total 3.ª etapa | 6   | 2   | 1   | 0  | 0  | 0  | 1  | 0  | 0  | 7   | 2   | 1   | 0,29 |
| Boca Juniors Argentina | Total club      | Total club      | 70  | 35  | 23  | 0  | 0  | 0  | 1  | 0  | 0  | 71  | 35  | 23  | 0,49 |
| Total carrera | Total carrera   | Total carrera   | 491 | 259 | 141 | 65 | 39 | 27 | 33 | 13 | 14 | 589 | 311 | 182 | 0,53 |
| (1) Incluye datos de la Copa de la Liga de España, Copa del Rey, Copa Italia y Supercopa de Italia. (2) Incluye datos de la Recopa de Europa, Copa UEFA y Copa de Campeones de Europa. (3) No incluye goles en partidos amistosos. |                 |                 |     |     |     |    |    |    |    |    |    |     |     |     |      |

### Selecciones
Actualizado a fin de carrera deportiva.
| Selección | Temporada     | Amistosos | Amistosos | Amistosos | Sudamérica(1) | Sudamérica(1) | Sudamérica(1) | Mundial(2) | Mundial(2) | Mundial(2) | Total | Total | Total  | Media goleadora |
| Selección | Temporada     | Part.     | Goles     | Asist.    | Part.         | Goles         | Asist.        | Part.      | Goles      | Asist.     | Part. | Goles | Asist. | Media goleadora |
| --- | ------------- | --------- | --------- | --------- | ------------- | ------------- | ------------- | ---------- | ---------- | ---------- | ----- | ----- | ------ | --------------- |
| Sub-20 Argentina | 1977          | 2         | 1         | 2         | 3             | 0             | 1             | —          | —          | —          | 5     | 1     | 3      | 0,20            |
| Sub-20 Argentina | 1978          | 6         | 5         | 9         | —             | —             | —             | —          | —          | —          | 6     | 5     | 9      | 0,83            |
| Sub-20 Argentina | 1979          | 3         | 1         | 1         | 5             | 1             | 6             | 6          | 6          | 3          | 14    | 8     | 10     | 0,57            |
| Sub-20 Argentina | Total         | 11        | 7         | 12        | 8             | 1             | 7             | 6          | 6          | 3          | 25    | 14    | 22     | 0,56            |
| Absoluta Argentina | 1977          | 3         | 0         | 0         | —             | —             | —             | —          | —          | —          | 3     | 0     | 0      | 0,00            |
| Absoluta Argentina | 1978          | 1         | 0         | 0         | —             | —             | —             | —          | —          | —          | 1     | 0     | 0      | 0,00            |
| Absoluta Argentina | 1979          | 6         | 2         | 3         | 2             | 1             | 0             | —          | —          | —          | 8     | 3     | 3      | 0,38            |
| Absoluta Argentina | 1980          | 10        | 7         | 6         | —             | —             | —             | —          | —          | —          | 10    | 7     | 6      | 0,70            |
| Absoluta Argentina | 1981          | 2         | 1         | 0         | —             | —             | —             | —          | —          | —          | 2     | 1     | 0      | 0,50            |
| Absoluta Argentina | 1982          | 5         | 0         | 2         | —             | —             | —             | 5          | 2          | 0          | 10    | 2     | 2      | 0,20            |
| Absoluta Argentina | 1983          | —         | —         | —         | —             | —             | —             | —          | —          | —          | 0     | 0     | 0      | 0,00            |
| Absoluta Argentina | 1984          | —         | —         | —         | —             | —             | —             | —          | —          | —          | 0     | 0     | 0      | 0,00            |
| Absoluta Argentina | 1985          | 4         | 3         | 0         | 6             | 3             | 3             | —          | —          | —          | 10    | 6     | 3      | 0,60            |
| Absoluta Argentina | 1986          | 3         | 2         | 0         | —             | —             | —             | 7          | 5          | 5          | 10    | 7     | 5      | 0,70            |
| Absoluta Argentina | 1987          | 2         | 1         | 1         | 4             | 3             | 0             | —          | —          | —          | 6     | 4     | 1      | 0,67            |
| Absoluta Argentina | 1988          | 3         | 1         | 0         | —             | —             | —             | —          | —          | —          | 3     | 1     | 0      | 0,33            |
| Absoluta Argentina | 1989          | 1         | 0         | 0         | 6             | 0             | 1             | —          | —          | —          | 7     | 0     | 1      | 0,00            |
| Absoluta Argentina | 1990          | 3         | 1         | 2         | —             | —             | —             | 7          | 0          | 2          | 10    | 1     | 4      | 0,10            |
| Absoluta Argentina | 1991          | —         | —         | —         | —             | —             | —             | —          | —          | —          | 0     | 0     | 0      | 0,00            |
| Absoluta Argentina | 1992          | —         | —         | —         | —             | —             | —             | —          | —          | —          | 0     | 0     | 0      | 0,00            |
| Absoluta Argentina | 1993          | 1         | 0         | 0         | 2             | 0             | 1             |            |            |            | 4     | 0     | 1      | 0,00            |
| Absoluta Argentina | 1994          | 5         | 1         | 2         | —             | —             | —             | 2          | 1          | 1          | 7     | 2     | 3      | 0,29            |
| Absoluta Argentina | Total         | 49        | 19        | 16        | 20            | 7             | 5             | 21         | 8          | 8          | 91    | 34    | 29     | 0,37            |
| Total carrera | Total carrera | 60        | 26        | 28        | 28            | 8             | 12            | 28         | 14         | 11         | 116   | 48    | 51     | 0,41            |
| (1) Incluye los partidos del Sudamericano Sub-20 (1977-79); Copa América / Clasificatorias Sudamericanas (1979-93). (2) Incluye los partidos de los Copa Artemio Franchi (1993). |               |           |           |           |               |               |               |            |            |            |       |       |        |                 |

### Entrenador
Actualizado al último partido disputado el 30 de octubre de 2020.
| Mandiyú Argentina                                                                                             | 1994    | 1.ª   | 12  | 1  | 6  | 5  | 25%    |
| Racing Club Argentina                                                                                         | 1995    | 1.ª   | 11  | 2  | 6  | 3  | 36.36% |
| Selección argentina Argentina                                                                                 | 2008-10 |       | 24  | 18 | 0  | 6  | 75%    |
| Al-Wasl · EAU                                                                                                 | 2011-12 | 1.ª   | 23  | 11 | 3  | 9  | 52.18% |
| Al-Fujairah · EAU                                                                                             | 2017-18 | 2.ª   | 11  | 7  | 3  | 1  | 72.73% |
| Dorados de Sinaloa · México                                                                                   | 2018-19 | 2.ª   | 38  | 20 | 9  | 9  | 60.52% |
| Gimnasia y Esgrima La Plata Argentina                                                                         | 2019-20 | 1.ª   | 21  | 8  | 4  | 9  | 44.45% |
| Total | Total   | Total | 140 | 67 | 31 | 42 | 55.24% |
| (1) Incluye datos de la Segunda División de EAU, Liga Ascenso MX, Primera División de Argentina, Copa México. |         |       |     |    |    |    |        |

### Resumen estadístico
| Competición           | Partidos | Goles | Promedio | Asistencias | Promedio | Goles y asistencias | Promedio |
| --------------------- | -------- | ----- | -------- | ----------- | -------- | ------------------- | -------- |
| Primera División      | 491      | 259   | 0,53     | 162         | 0,33     | 421                 | 0,86     |
| Copas nacionales      | 64       | 39    | 0,63     | 30          | 0,47     | 69                  | 1,09     |
| Copas internacionales | 33       | 13    | 0,39     | 15          | 0,45     | 28                  | 0,85     |
| Selección absoluta    | 91       | 34    | 0,37     | 29          | 0,31     | 63                  | 0,68     |
| Selección sub-20      | 25       | 14    | 0,56     | 22          | 0,88     | 36                  | 1,44     |
| Total                 | 704      | 359   | 0,50     | 258         | 0,35     | 617                 | 0,85     |

### Anotaciones destacadas
| 1  | 16 de marzo de 1978      | Don León Kolbowsky, Buenos Aires            | Atlanta - Argentinos Juniors           |  | 3 - 5 | Campeonato Metropolitano 1978      |
| 2  | 21 de mayo de 1978       | Malvinas Argentinas, Mendoza                | Argentinos Juniors - Chacarita Juniors |  | 5 - 0 | Campeonato Metropolitano 1978      |
| 3  | 23 de junio de 1979      | Arquitecto Ricardo Etcheverri, Buenos Aires | Argentinos Juniors - Huracán           |  | 3 - 2 | Campeonato Metropolitano 1979      |
| 4  | 11 de noviembre de 1979  | Don León Kolbowsky, Buenos Aires            | Argentinos Juniors - Colón             |  | 3 - 0 | Campeonato Nacional 1979           |
| 5  | 21 de mayo de 1980       | Prater, Viena                               | Austria - Argentina                    |  | 1 - 5 | Amistoso                           |
| 6  | 13 de septiembre de 1980 | Malvinas Argentinas, Mendoza                | Argentinos Juniors - San Lorenzo       |  | 6 - 0 | Campeonato Nacional 1980           |
| 7  | 24 de septiembre de 1980 | Don León Kolbowsky, Buenos Aires            | Argentinos Juniors - Unión             |  | 4 - 1 | Campeonato Nacional 1980           |
| 8  | 9 de noviembre de 1980   | José Amalfitani, Buenos Aires               | Argentinos Juniors - Boca Juniors      |  | 5 - 3 | Campeonato Nacional 1980           |
| 9  | 8 de noviembre de 1981   | Juan Domingo Perón, Córdoba                 | Instituto - Boca Juniors               |  | 1 - 4 | Campeonato Nacional 1981           |
| 10 | 15 de septiembre de 1982 | Camp Nou, Barcelona                         | Barcelona - Apollon Limassol           |  | 8 - 0 | Recopa de Europa 1982-83           |
| 11 | 17 de abril de 1983      | Camp Nou, Barcelona                         | Barcelona - Las Palmas                 |  | 7 - 2 | Primera División de España 1982-83 |
| 12 | 14 de septiembre de 1983 | Ernst Grube Stadium, Magdeburgo             | Magdeburgo - Barcelona                 |  | 1 - 5 | Recopa de Europa 1983-84           |
| 13 | 24 de febrero de 1985    | San Paolo, Nápoles                          | Napoli - Lazio                         |  | 4 - 0 | Serie A 1984-85                    |

## Palmarés y distinciones individuales

### Campeonatos nacionales
| Título              | Equipo       | País      | Año     |
| ------------------- | ------------ | --------- | ------- |
| Primera División    | Boca Juniors | Argentina | M-1981  |
| Copa del Rey        | FC Barcelona | España    | 1982/83 |
| Copa de la Liga     | FC Barcelona | España    | 1983    |
| Supercopa de España | FC Barcelona | España    | 1983    |
| Serie A             | SSC Napoli   | Italia    | 1986/87 |
| Copa Italia         | SSC Napoli   | Italia    | 1986/87 |
| Serie A             | SSC Napoli   | Italia    | 1989/90 |
| Supercopa de Italia | SSC Napoli   | Italia    | 1990    |

### Campeonatos internacionales
| Título                          | Equipo           | Sede          | Año     |
| ------------------------------- | ---------------- | ------------- | ------- |
| Copa Mundial Sub-20             | Argentina Sub-20 | Japón         | 1979    |
| Copa Mundial de Fútbol          | Argentina        | México        | 1986    |
| Copa de la UEFA                 | SSC Napoli       | Stuttgart     | 1988/89 |
| Copa de Campeones Conmebol-UEFA | Argentina        | Mar del Plata | 1993    |

### Distinciones individuales
| Distinción                                                    | Año  |
| ------------------------------------------------------------- | ---- |
| Máximo goleador del Campeonato Metropolitano (21 goles)       | 1978 |
| Máximo goleador del Campeonato Metropolitano (14 goles)       | 1979 |
| Balón de Oro de la Copa Mundial de Fútbol Juvenil             | 1979 |
| Botín de Plata de la Copa Mundial de Fútbol Juvenil (6 goles) | 1979 |
| Máximo goleador del Campeonato Nacional (12 goles)            | 1979 |
| Olimpia de Oro                                                | 1979 |
| Futbolista Argentino del Año                                  | 1979 |
| Futbolista del año en Sudamérica                              | 1979 |
| Jugador Mundial del Año por Guerin Sportivo                   | 1979 |
| Máximo goleador del Campeonato Metropolitano (25 goles)       | 1980 |
| Máximo goleador del Campeonato Nacional (18 goles)            | 1980 |
| Bota de Oro Sudamericana (máximo goleador) (43 goles)         | 1980 |
| Futbolista Argentino del Año                                  | 1980 |
| Futbolista del año en Sudamérica                              | 1980 |
| Futbolista Argentino del Año                                  | 1981 |
| Guerin d'Oro                                                  | 1985 |
| Once de Bronce                                                | 1985 |
| Balón de Oro de la Copa Mundial de Fútbol                     | 1986 |
| Bota de Plata de la Copa Mundial de Fútbol (5 goles)          | 1986 |
| Equipo de las Estrellas de la Copa Mundial de Fútbol          | 1986 |
| Olimpia de Oro                                                | 1986 |
| Futbolista Argentino del Año                                  | 1986 |
| Jugador Mundial del año por Guerin Sportivo                   | 1986 |
| Once de Oro                                                   | 1986 |
| Premio World Soccer al mejor jugador del mundo                | 1986 |
| Campeón de Campeones por L'Équipe                             | 1986 |
| Atleta del Año por Prensa Internacional Unida                 | 1986 |
| Once de Oro                                                   | 1987 |
| Jugador Mundial del año por Guerin Sportivo                   | 1987 |
| Máximo goleador de la Serie A (15 goles)                      | 1988 |
| Máximo goleador de la Copa Italia (6 goles)                   | 1988 |
| Once de Bronce                                                | 1988 |
| Balón de Bronce de la Copa Mundial de Fútbol                  | 1990 |
| Equipo de las Estrellas de la Copa Mundial de Fútbol          | 1990 |
| Premio Konex de Brillante                                     | 1990 |
| Equipo Ideal de América                                       | 1993 |
| Balón de Oro Honorífico                                       | 1995 |
| Equipo Ideal de América                                       | 1995 |
| Selección Sudamericana del siglo XX                           | 1998 |
| Equipo Mundial del siglo XX                                   | 1998 |
| Marca Leyenda                                                 | 1999 |
| Olimpia de Platino                                            | 1999 |
| Jugador del Siglo de la FIFA                                  | 2000 |
| Equipo de Ensueño de la Copa Mundial FIFA                     | 2002 |
| Gol del Siglo                                                 | 2002 |
| Premio Golden Foot Leyenda                                    | 2003 |
| FIFA 100                                                      | 2004 |
| Olimpia del Bicentenario                                      | 2010 |
| Selección Histórica de la Copa América                        | 2011 |
| Salón de la Fama del Fútbol Internacional                     | 2011 |
| Jugador del siglo XX por Globe Soccer                         | 2012 |
| Salón de la Fama del fútbol italiano                          | 2014 |
| Mejor futbolista de la historia por FourFourTwo               | 2017 |
| Once histórico del Balón de Oro                               | 2020 |
| Ciudadano Ilustre de la Ciudad de La Plata                    | 2022 |